# Emléktáblák Budapest XIV. kerületében
A Budapest XIV. kerülete szócikkhez kapcsolódó képgaléria, mely helyi, országos vagy nemzetközi hírű személyekkel, valamint épületekkel, műtárgyakkal, helynevekkel és eseményekkel összefüggő emléktáblákat tartalmaz.

## Galéria

### Emléktáblák

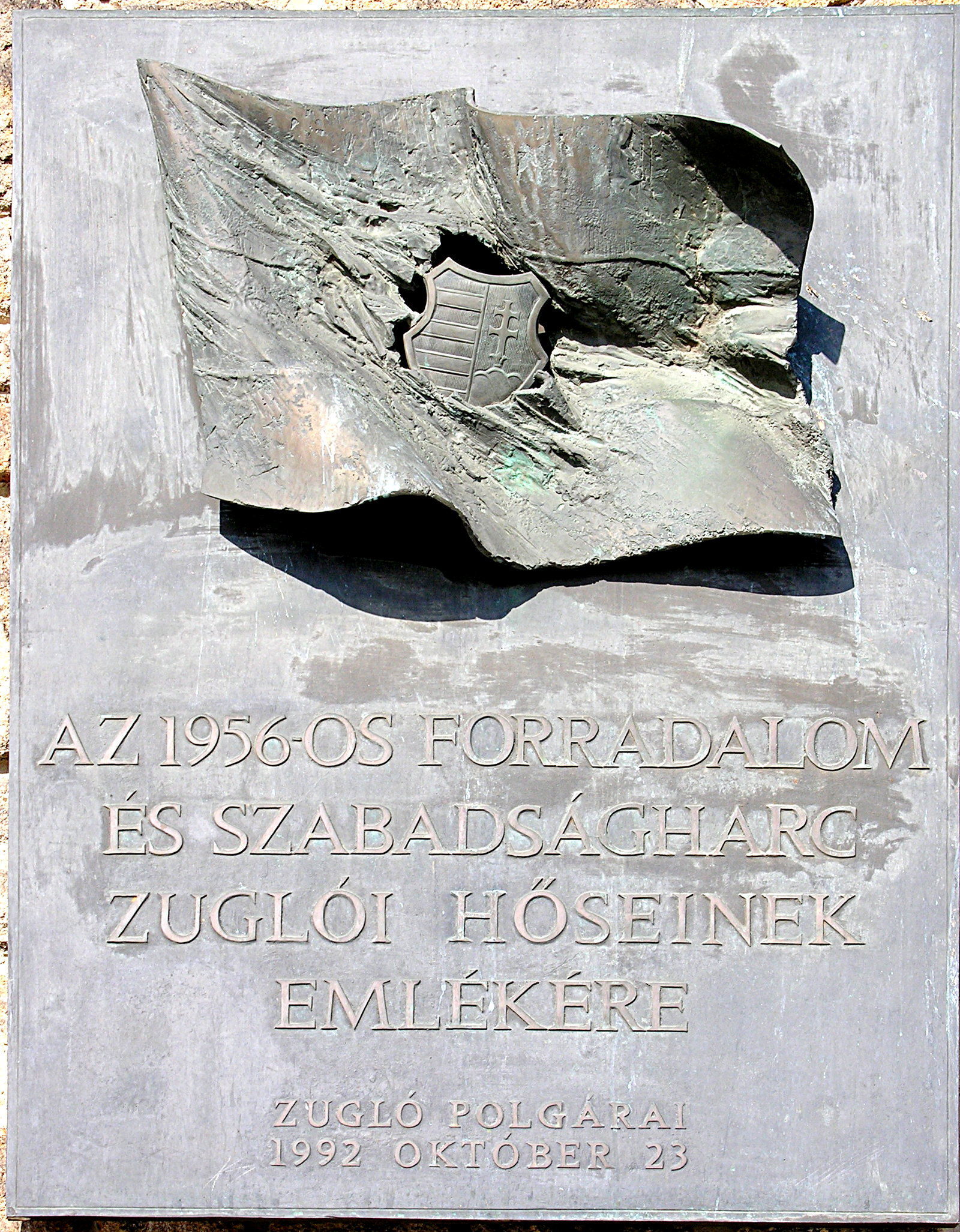
1956-os forradalom, Bosnyák tér 6/a
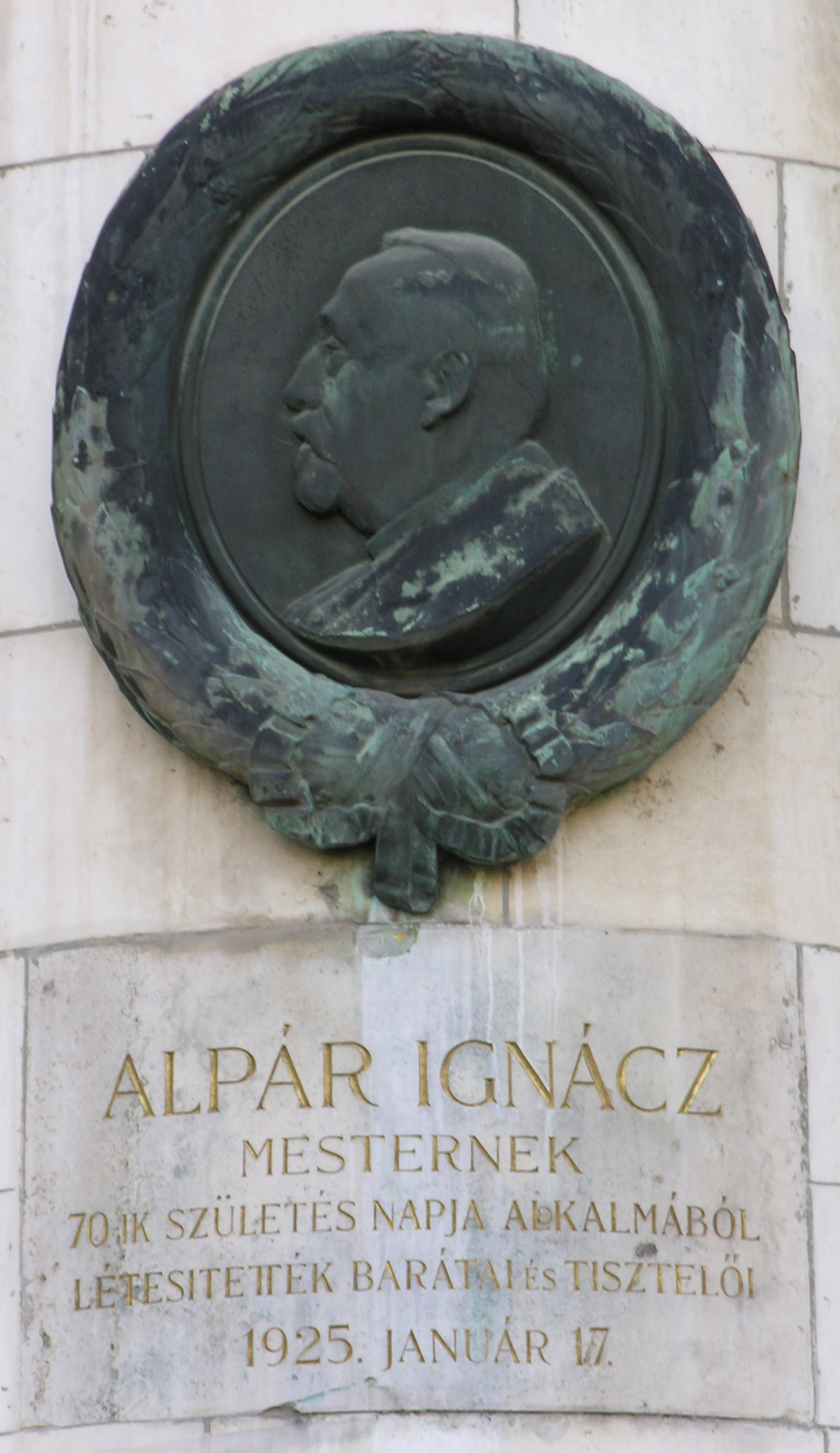
Alpár Ignác, Vajdahunyadvár alkotó: Telcs Ede
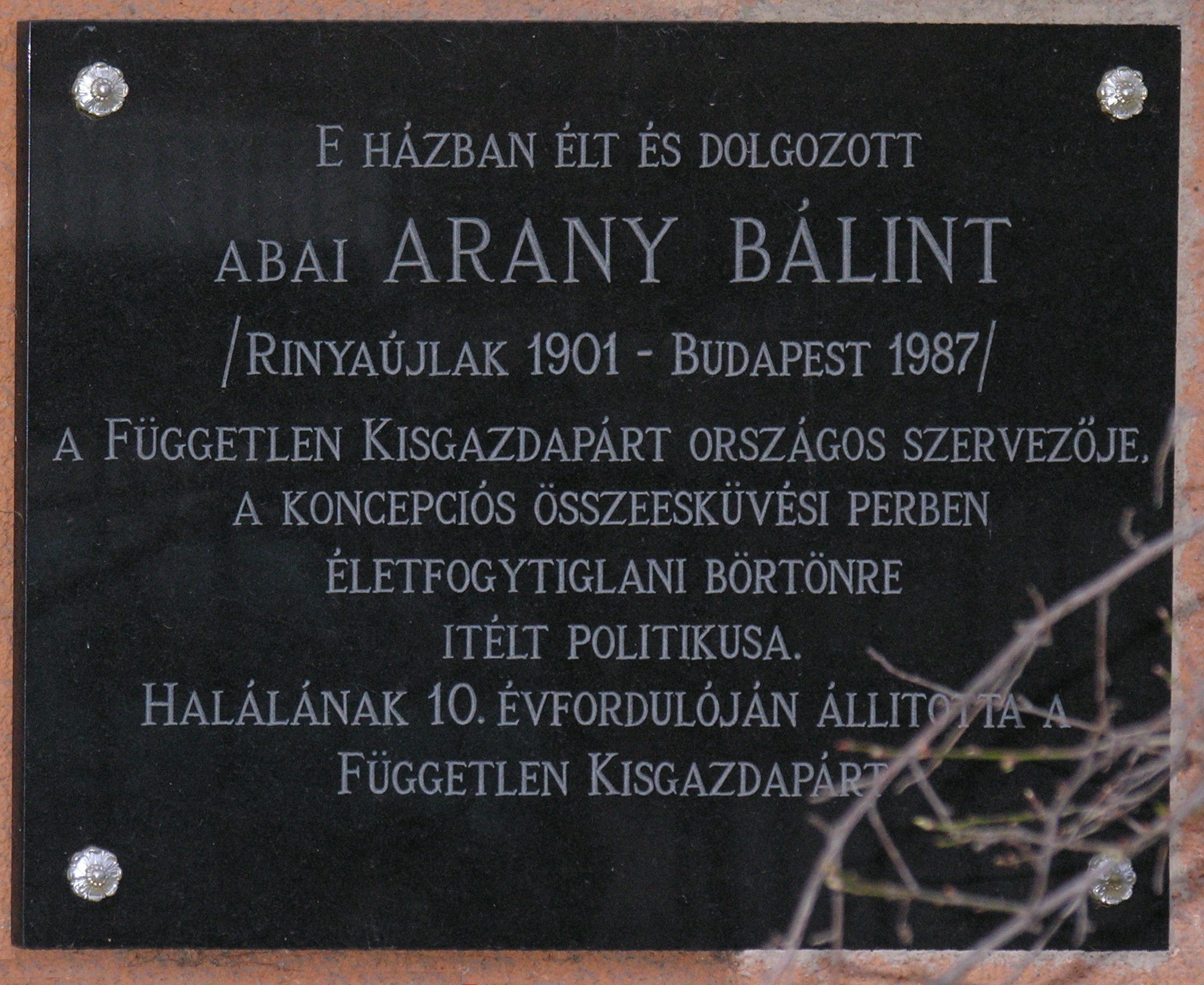
Arany Bálint, Abonyi utca 6.
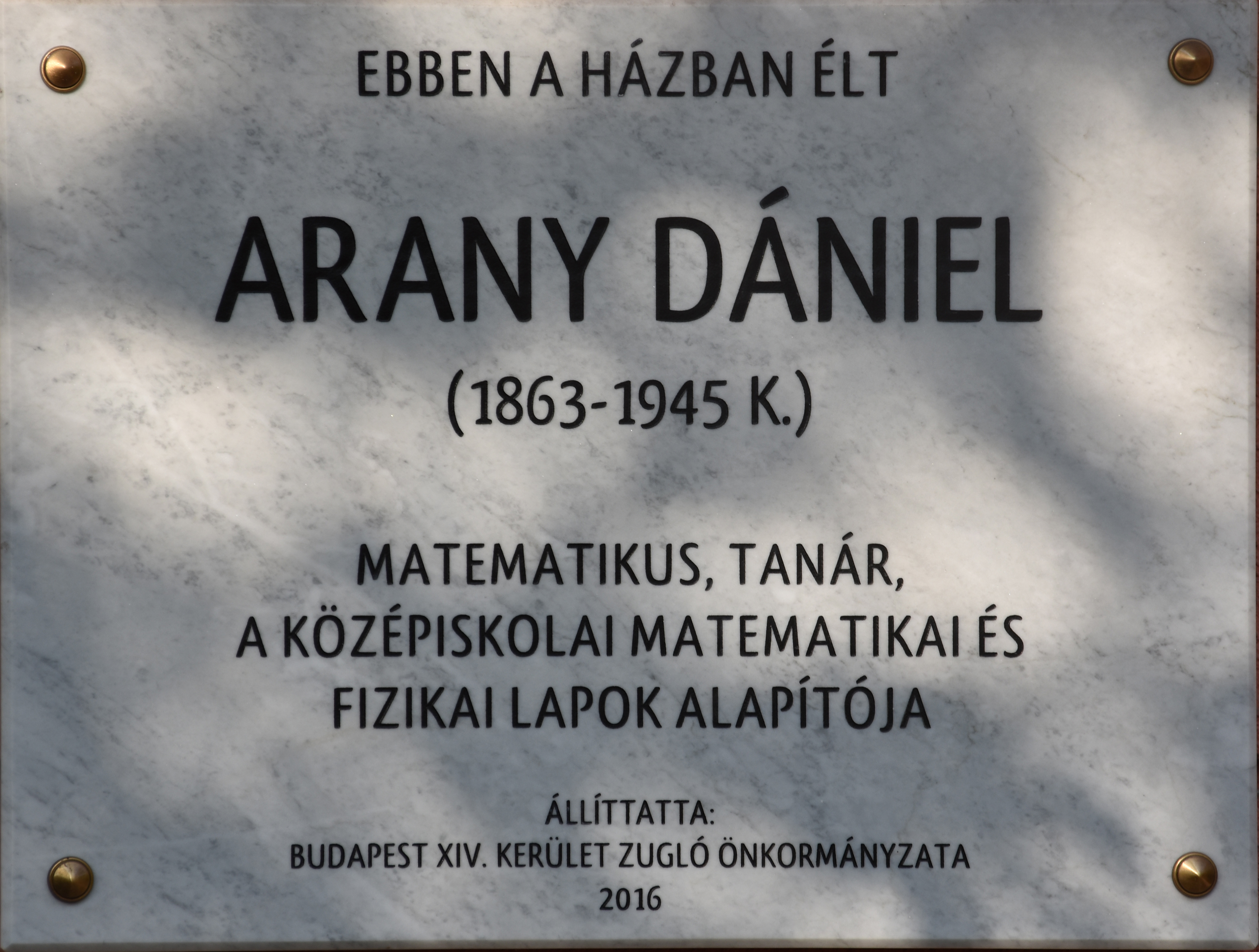
Arany Dániel, Korong utca 6.
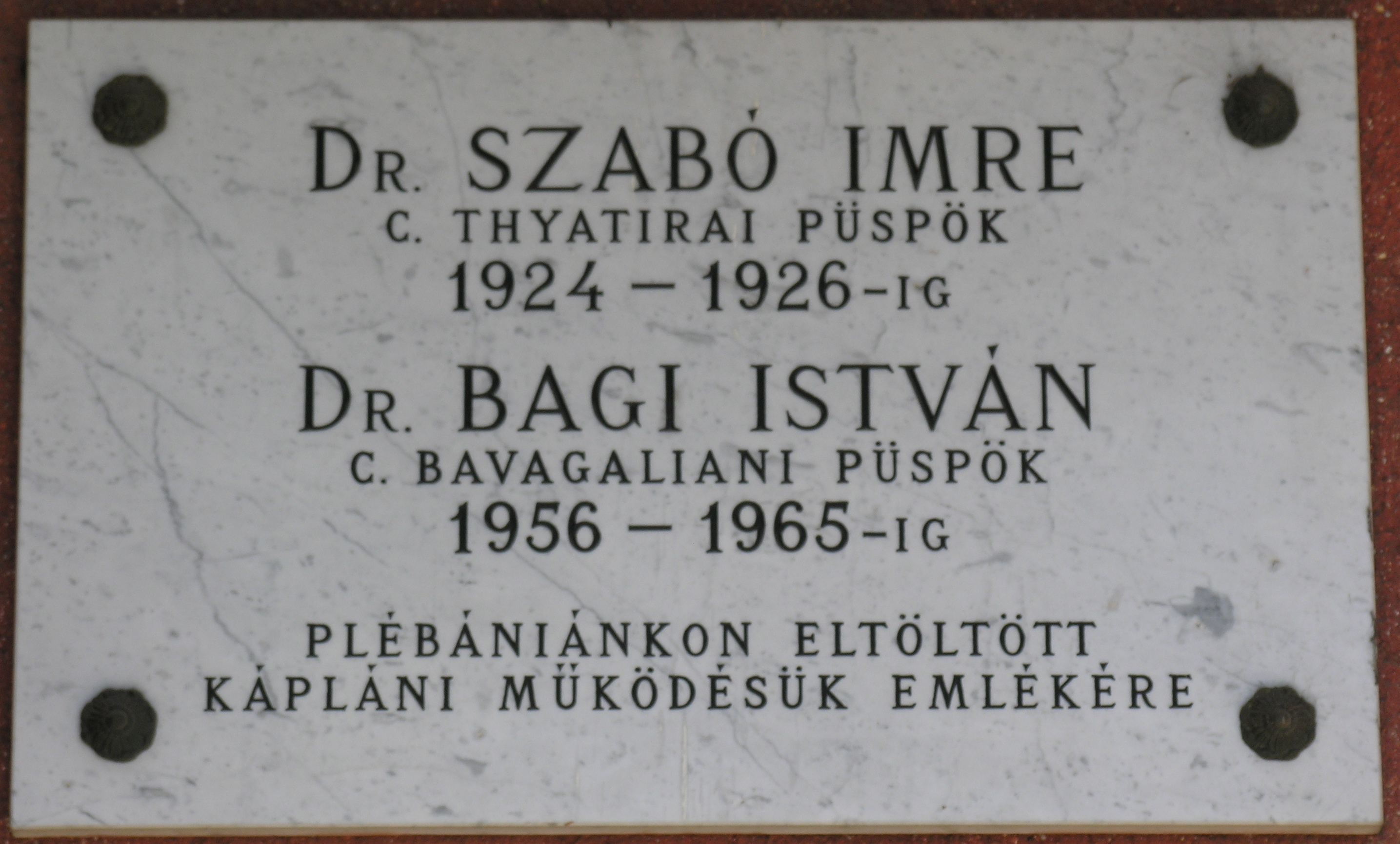
Bagi István, Bosnyák tér 6/a
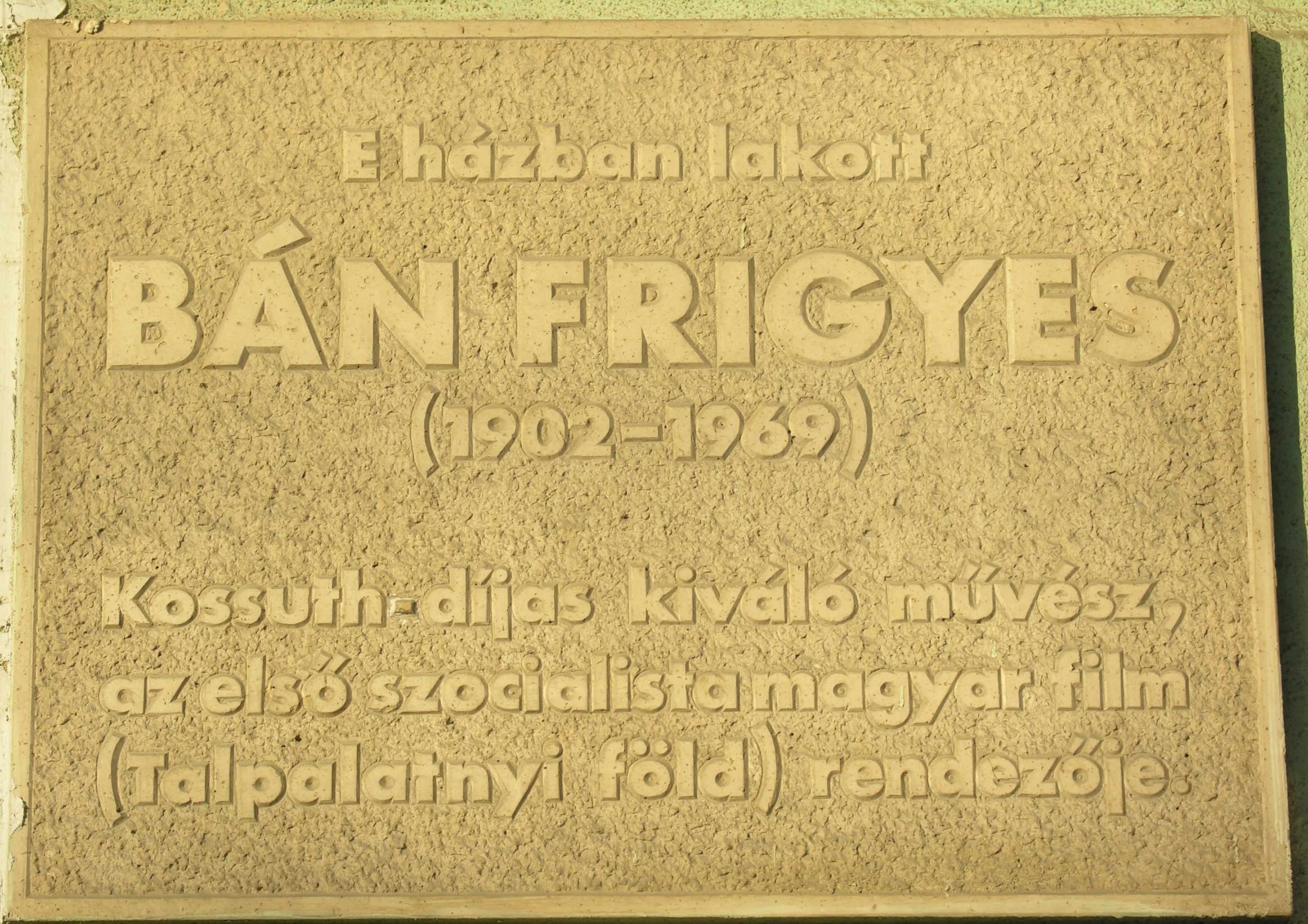
Bán Frigyes, Róna utca 171.
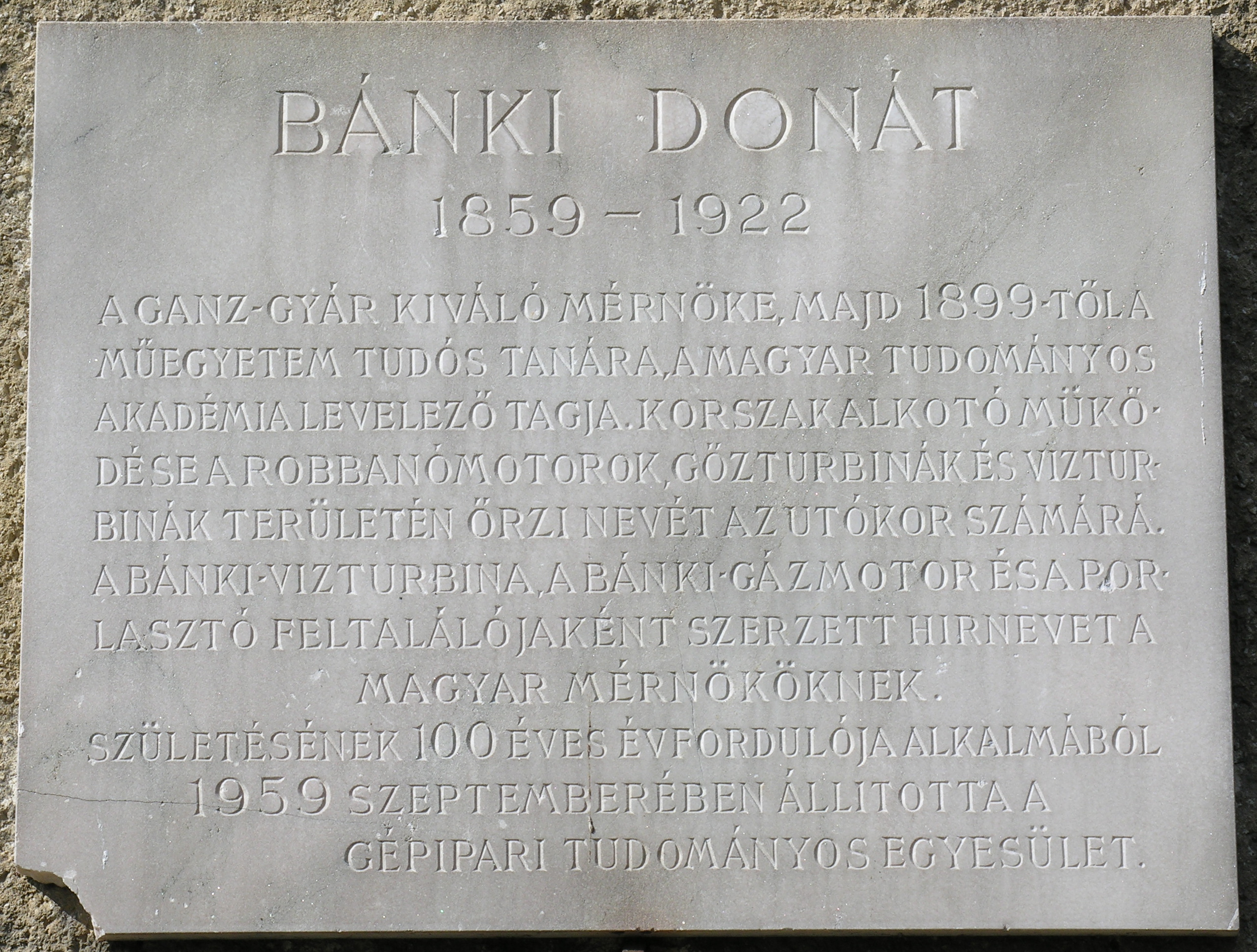
Bánki Donát, Bánki Donát utca 20.
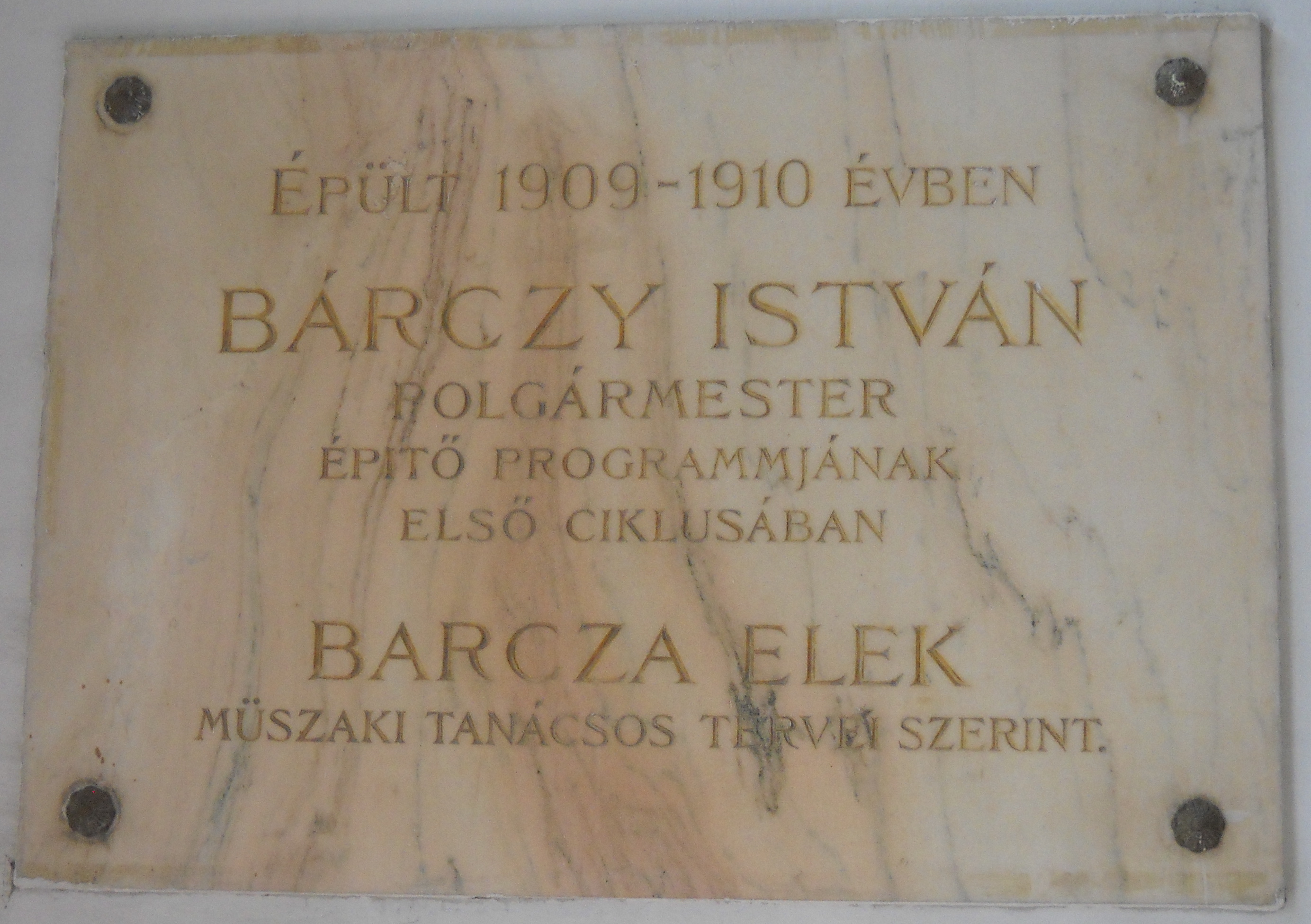
Bárczy István, Hermina út 23.
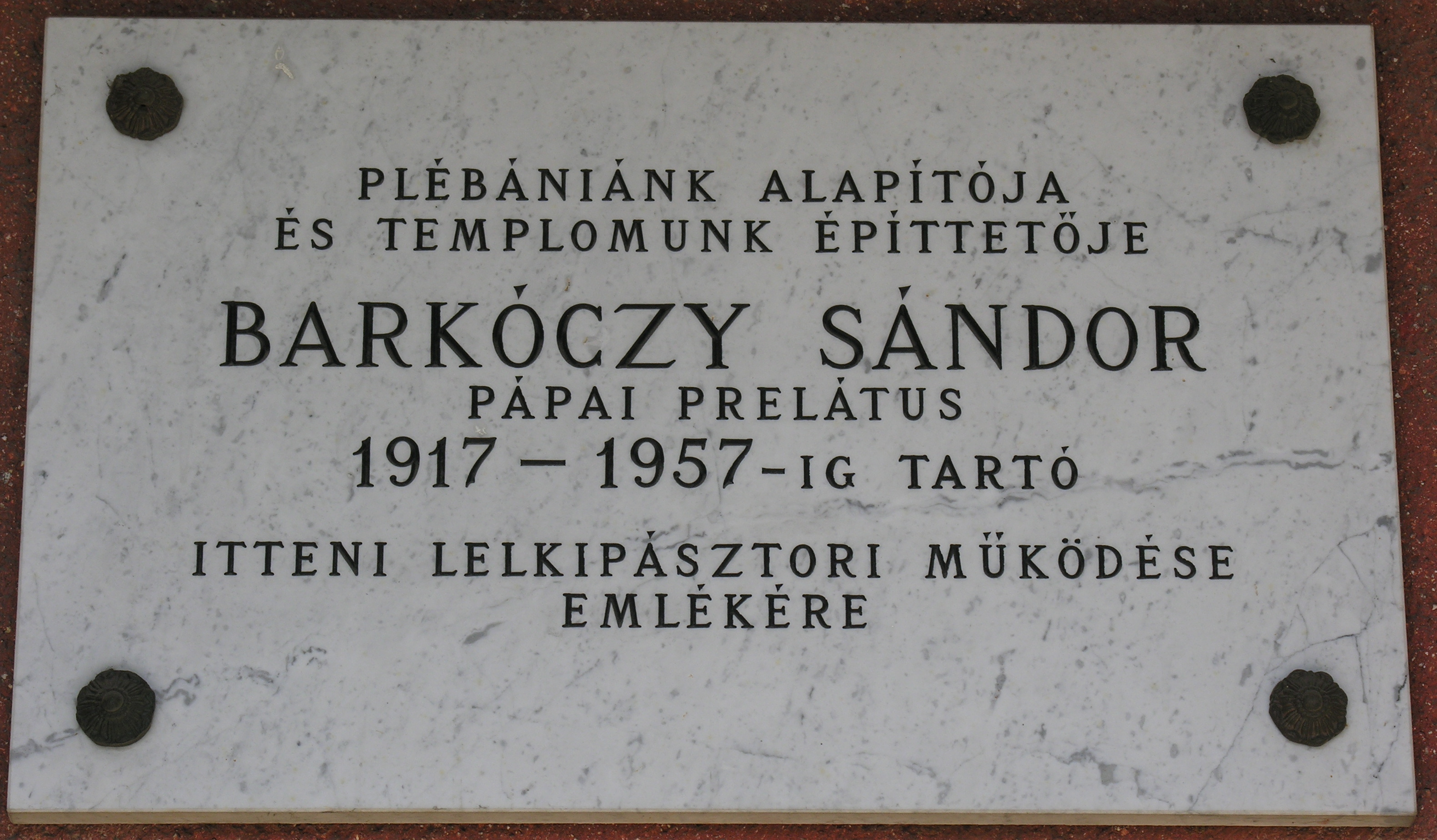
Barkóczy Sándor, Bosnyák tér 6/a
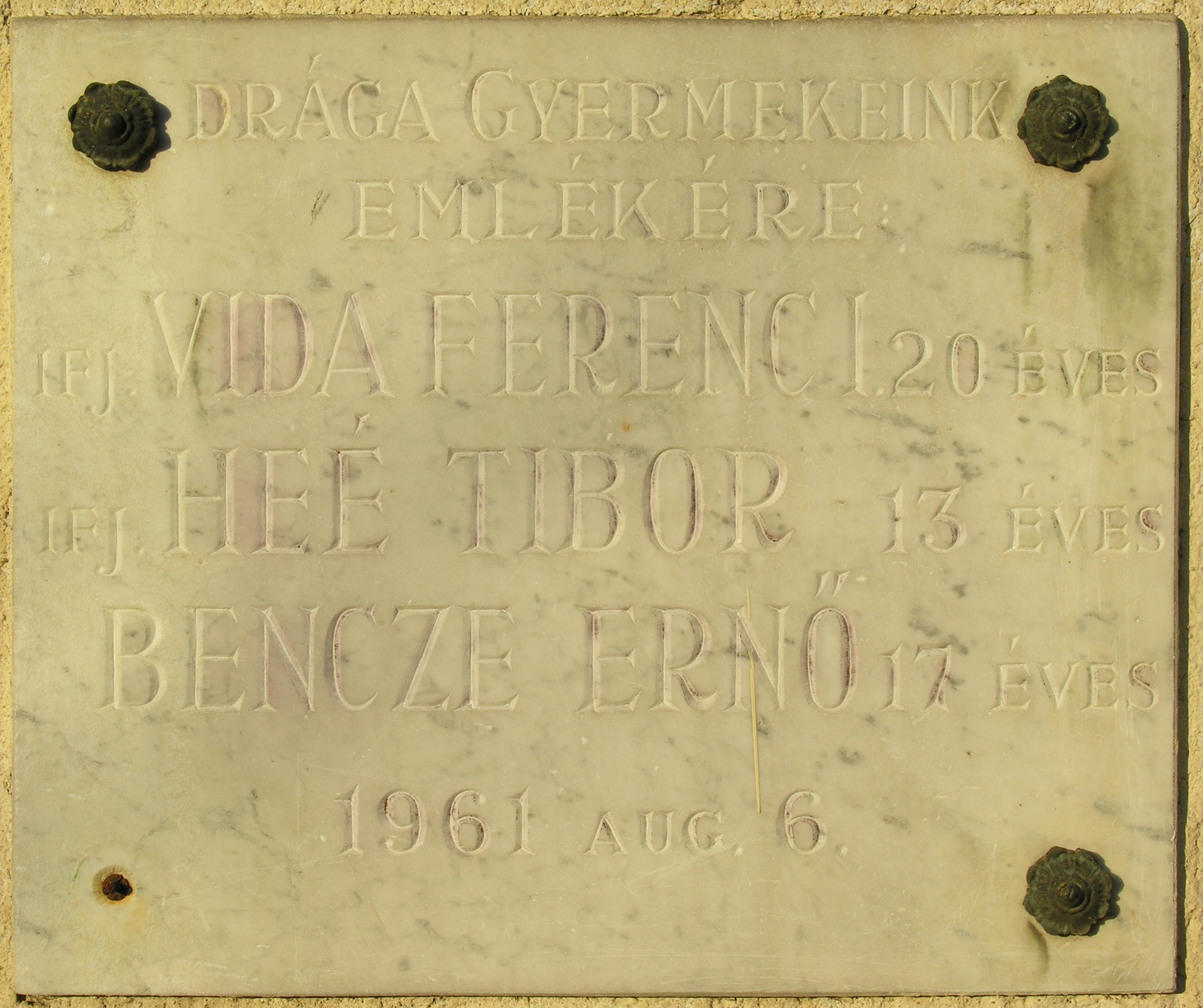
Bencze Ernő, Róna utca 224.
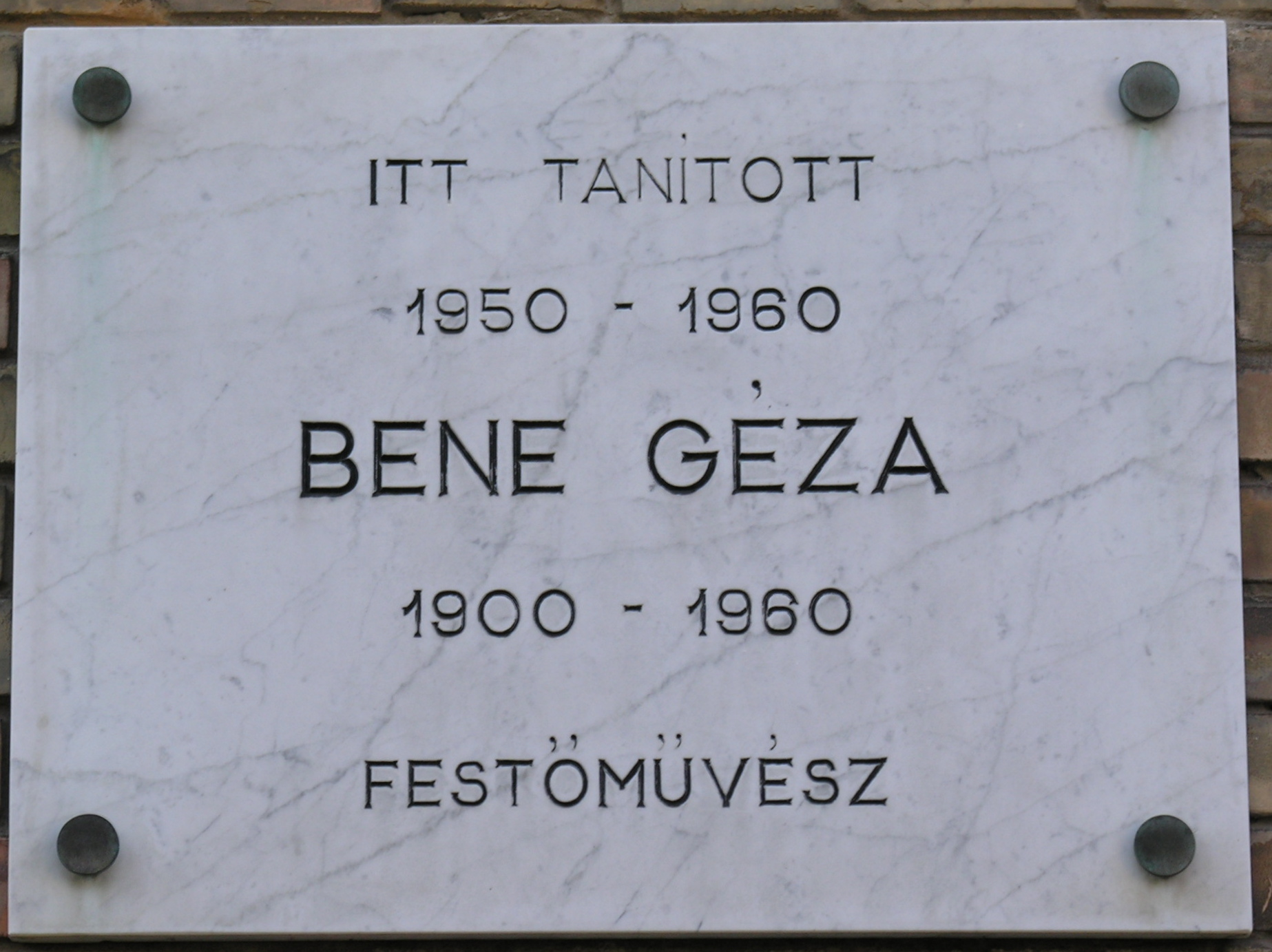
Bene Géza, Telepes utca 32.
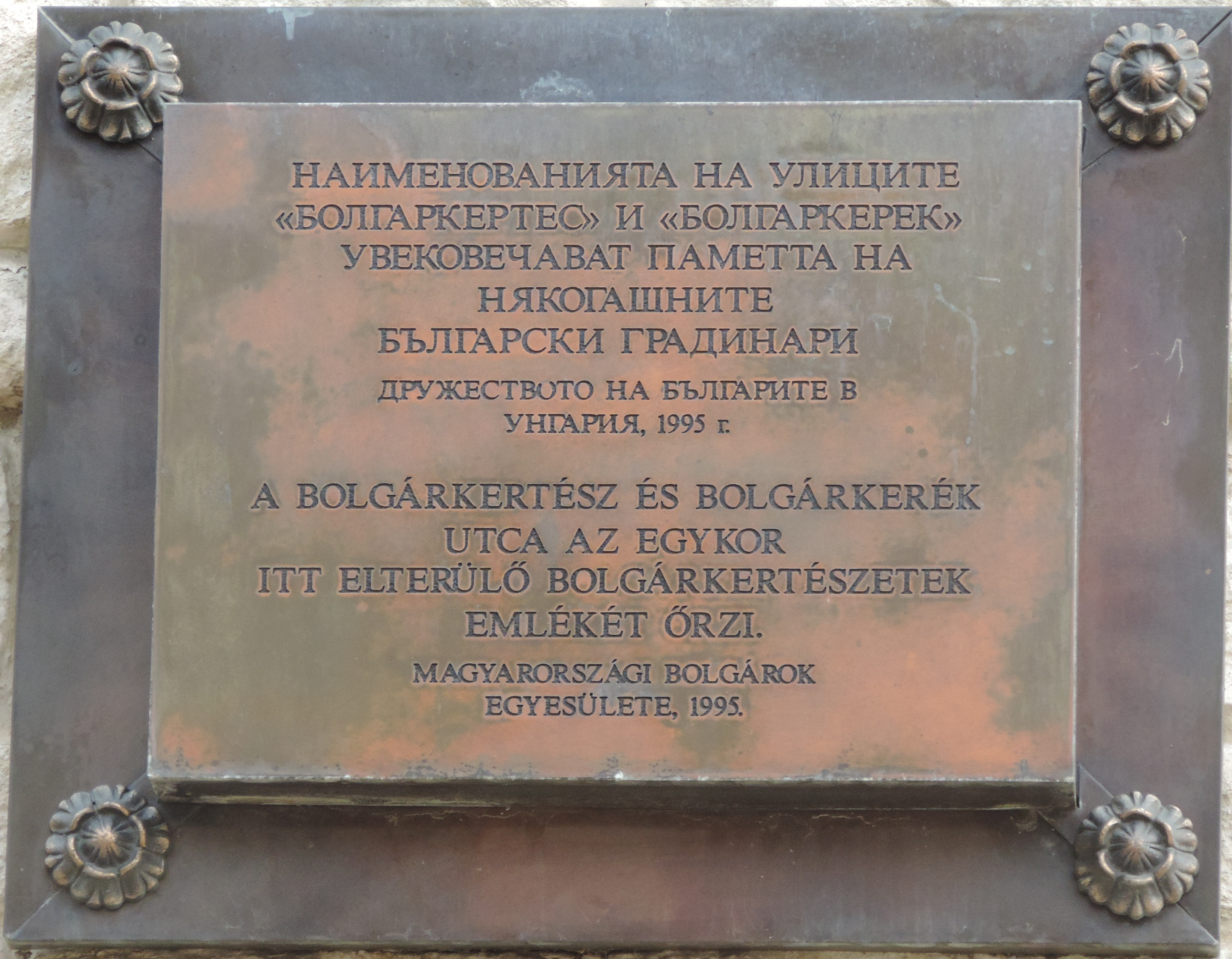
Bolgárkertészek, Bolgárkertész utca 25.
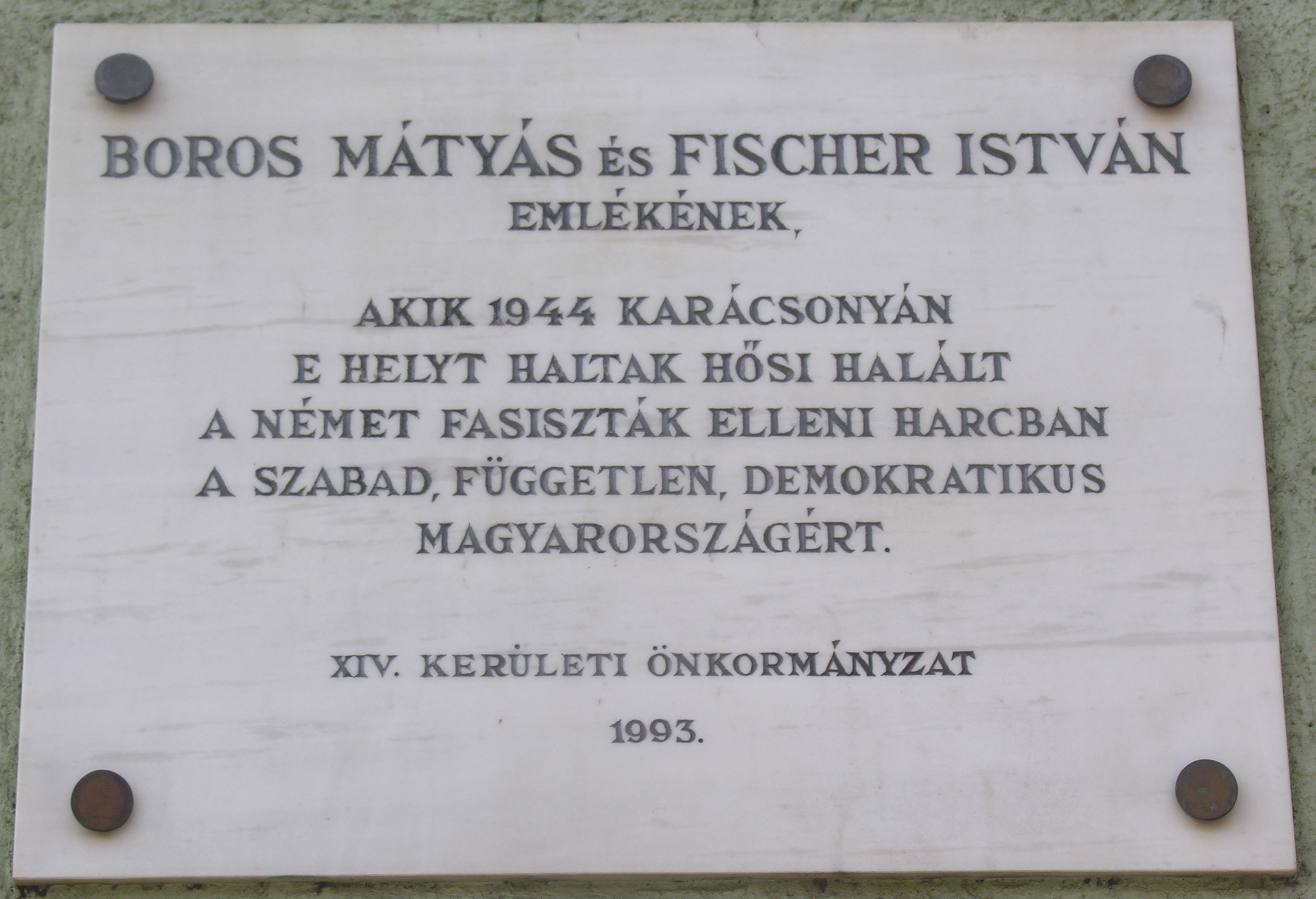
Boros Mátyás, Thököly út 80.
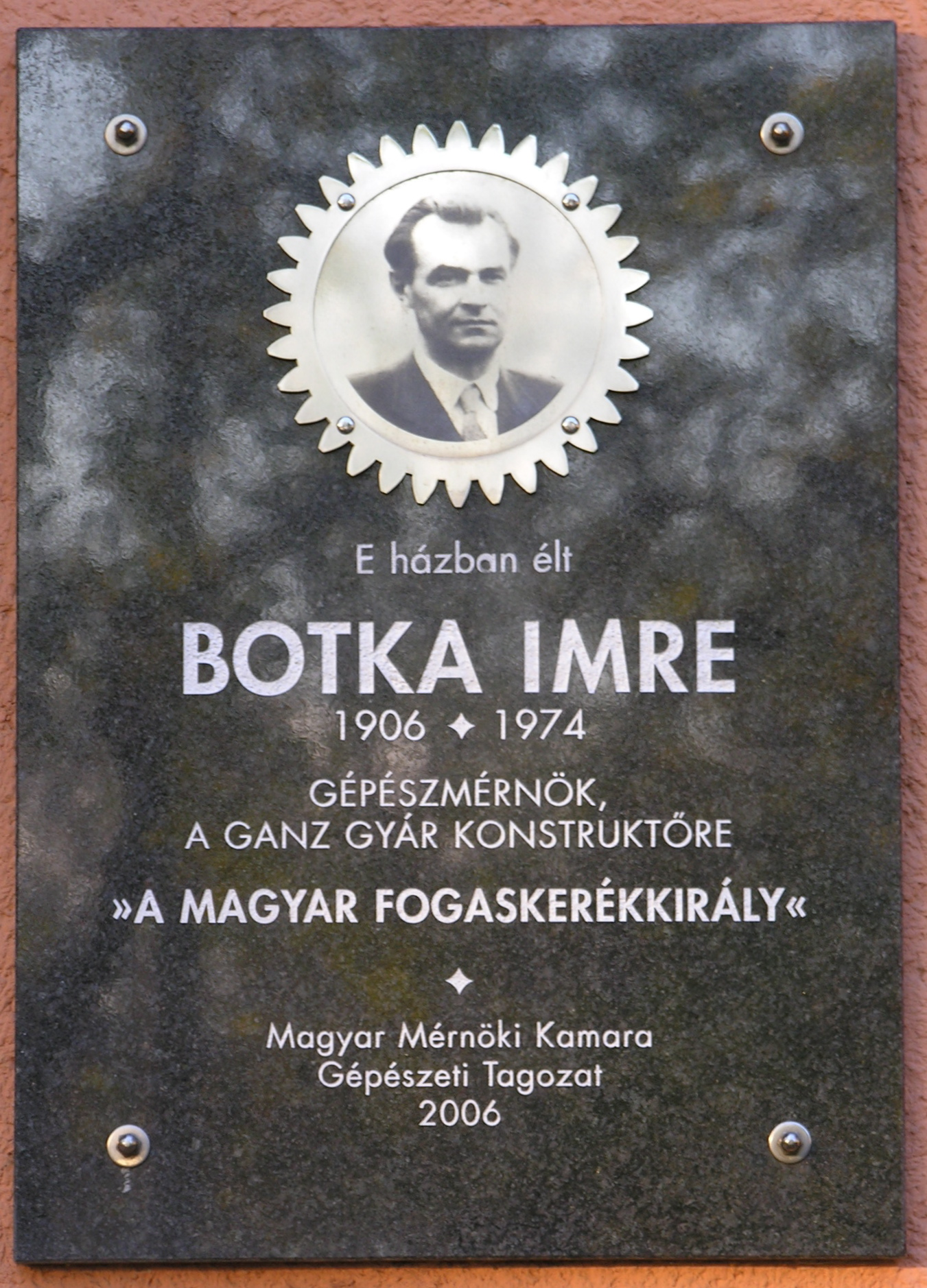
Botka Imre, Stefánia út 29.
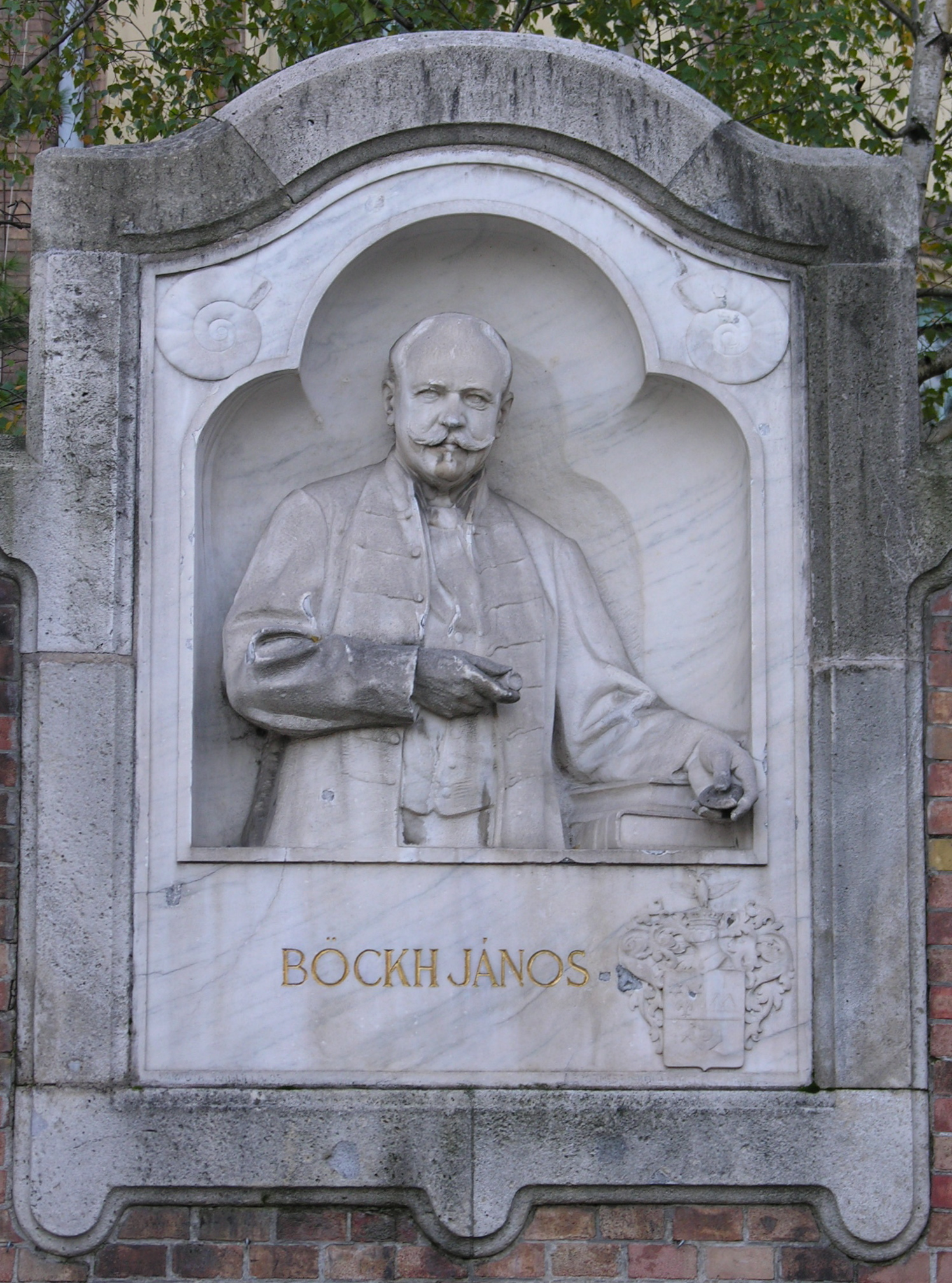
Böckh János, Stefánia út 14. alkotó: Strobl Alajos
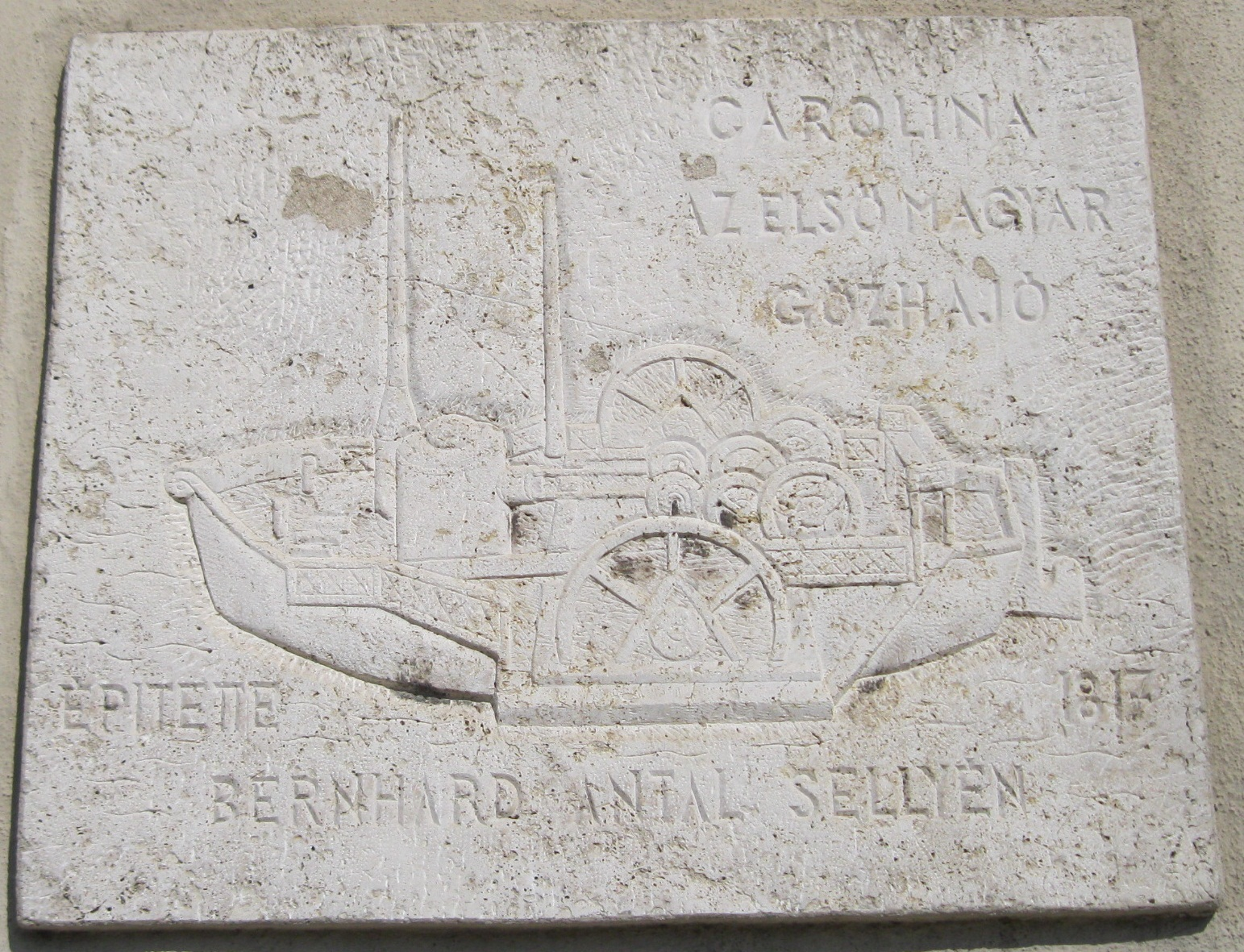
Carolina gőzhajó, Városligeti körút 11.
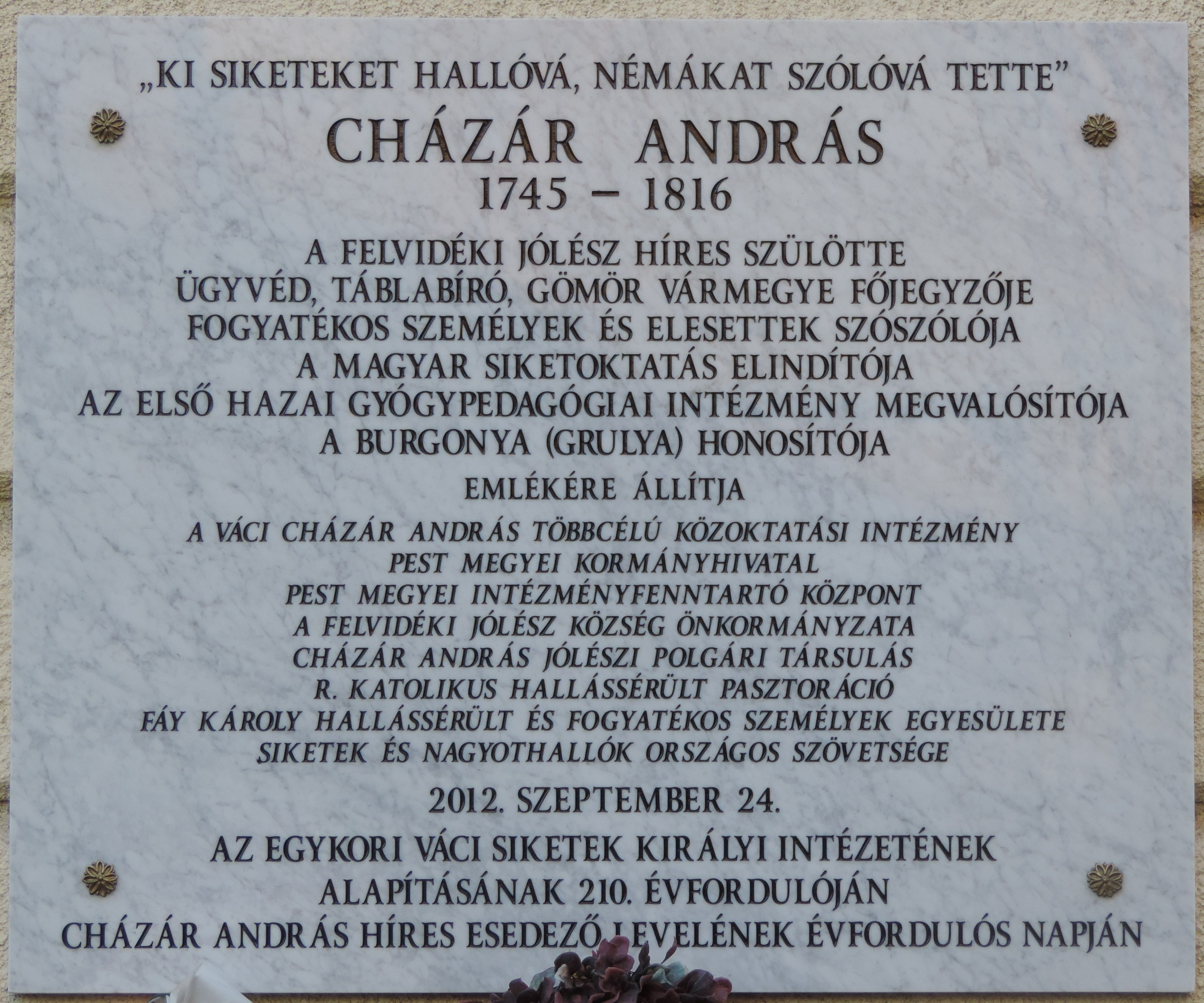
Cházár András, Cházár András utca 4.
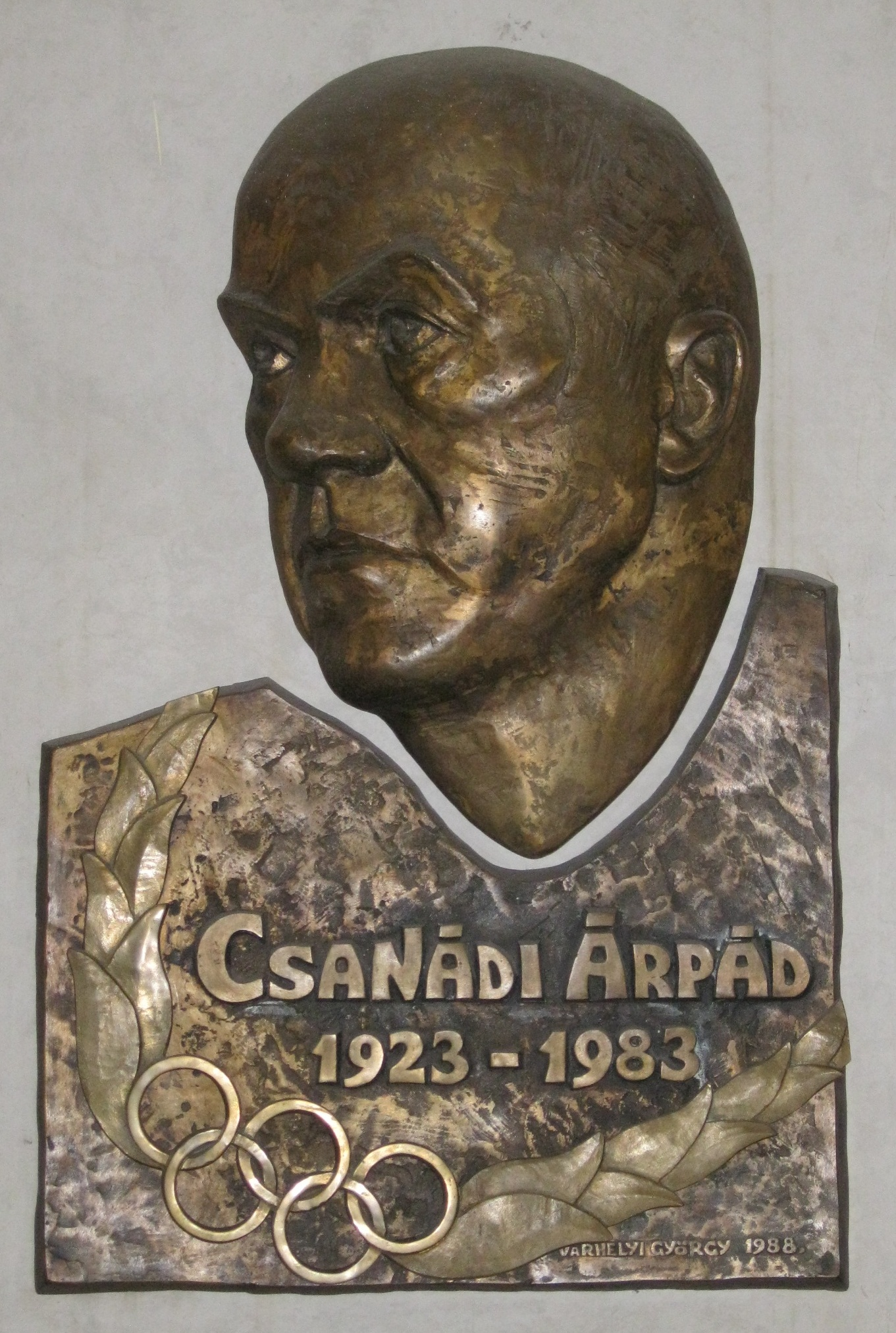
Csanádi Árpád, Őrnagy utca 5-7.
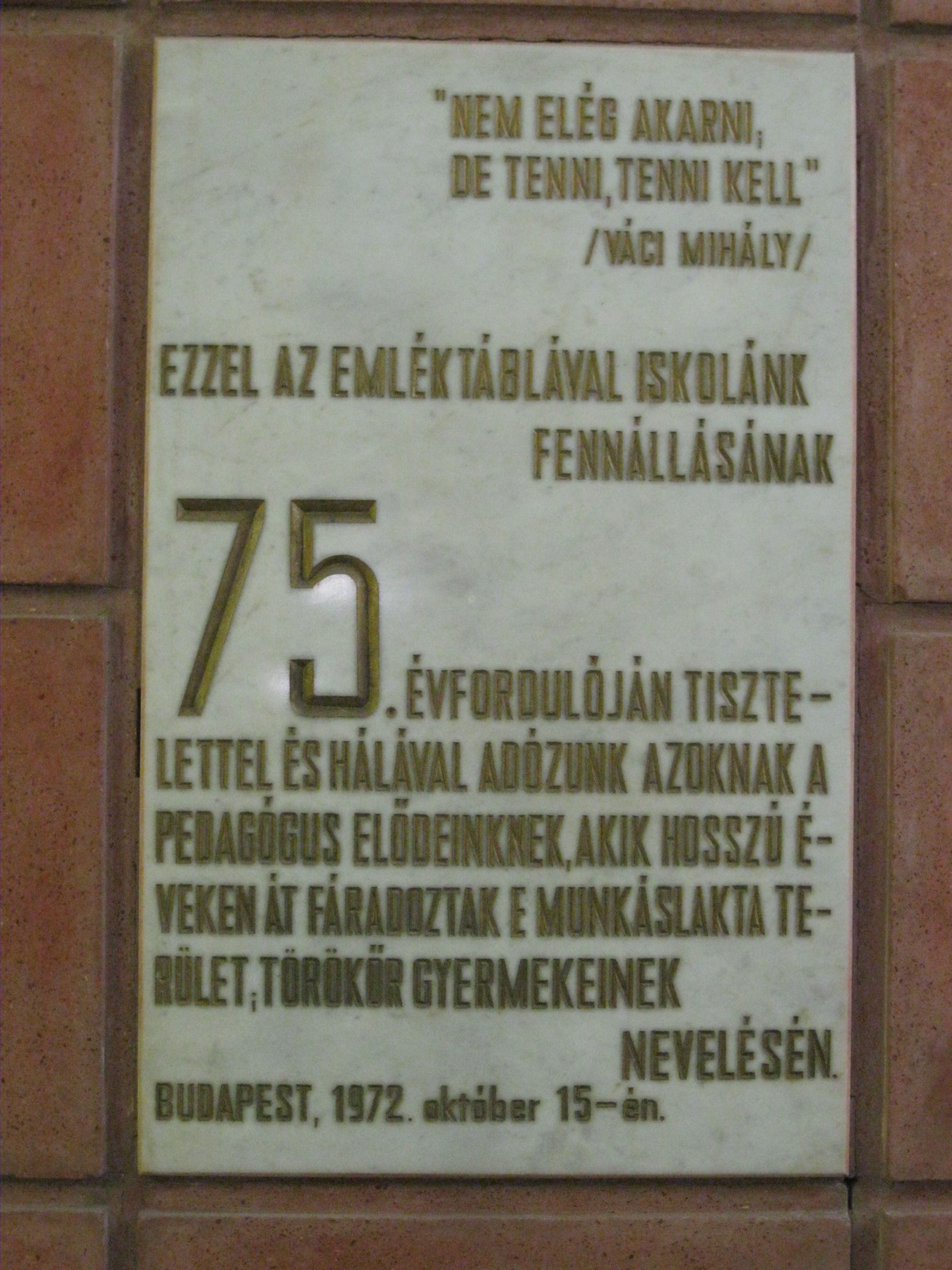
Csanádi Árpád Általános Iskola, Sportiskola, Középiskola és Pedagógiai Intézet, Őrnagy utca 5-7.
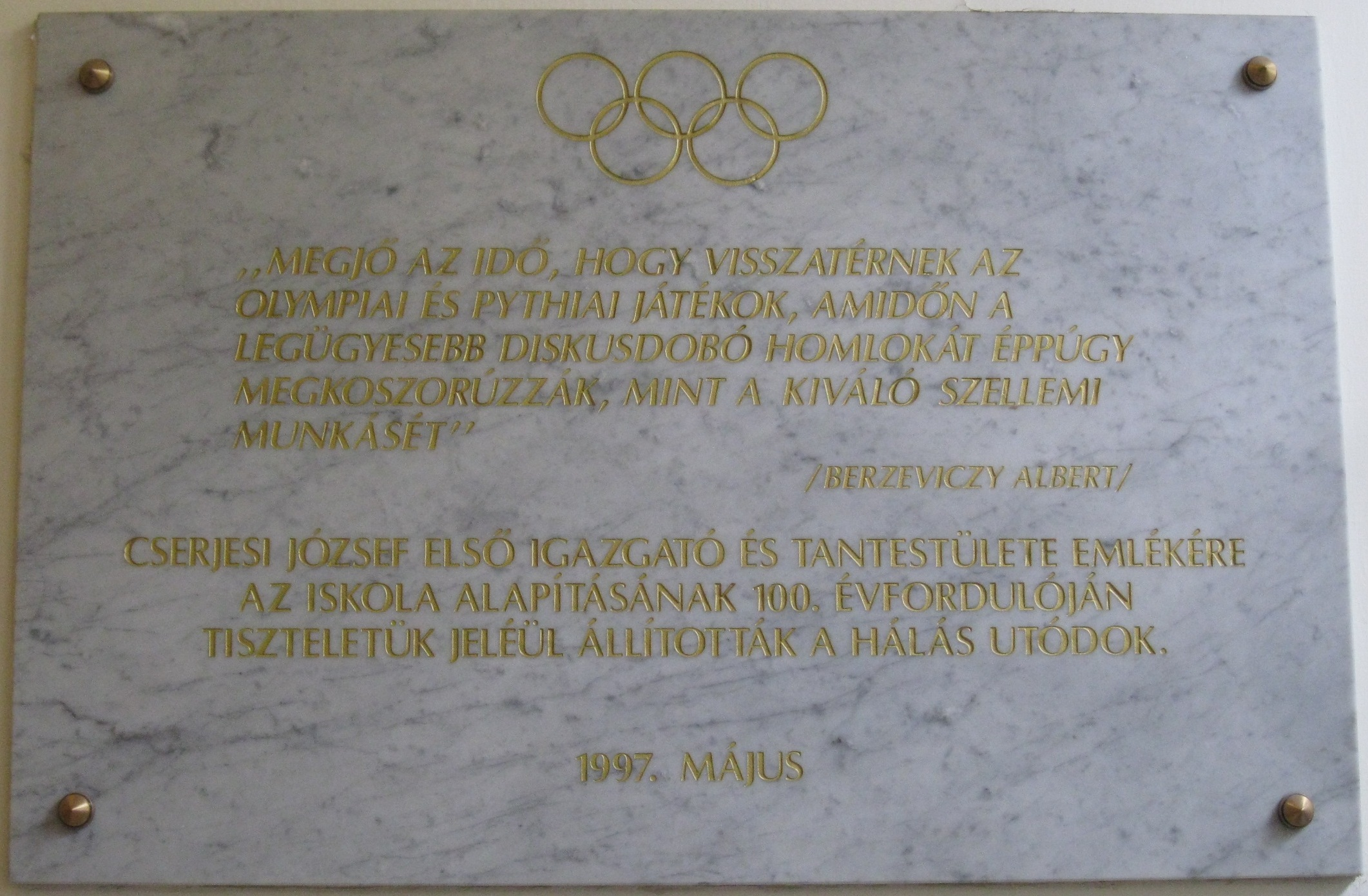
Cserjesi József és tantestülete, Őrnagy utca 5-7.
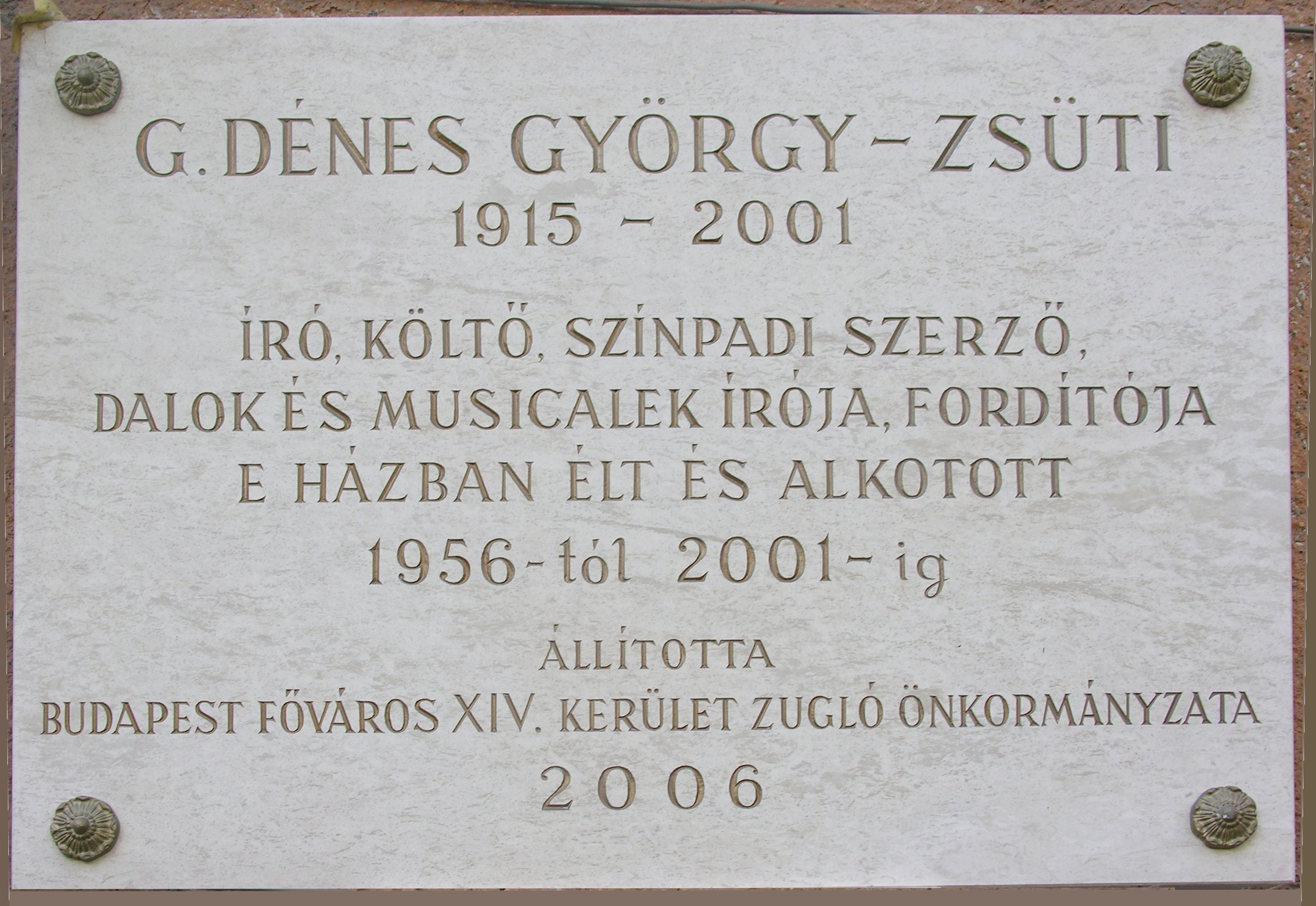
G. Dénes György, Columbus utca 64.
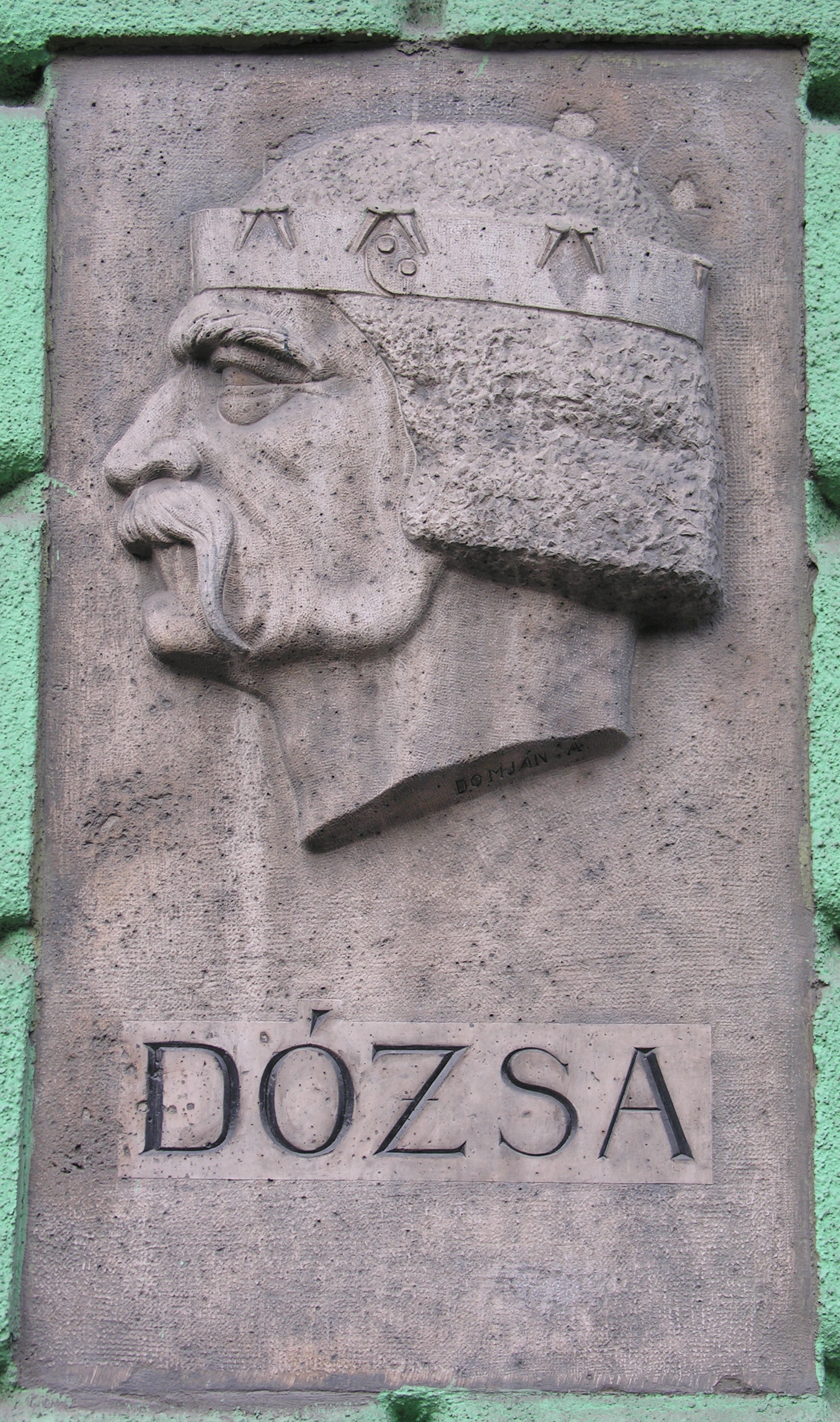
Dózsa György, Dózsa György út 7. alkotó: Domján Árpád
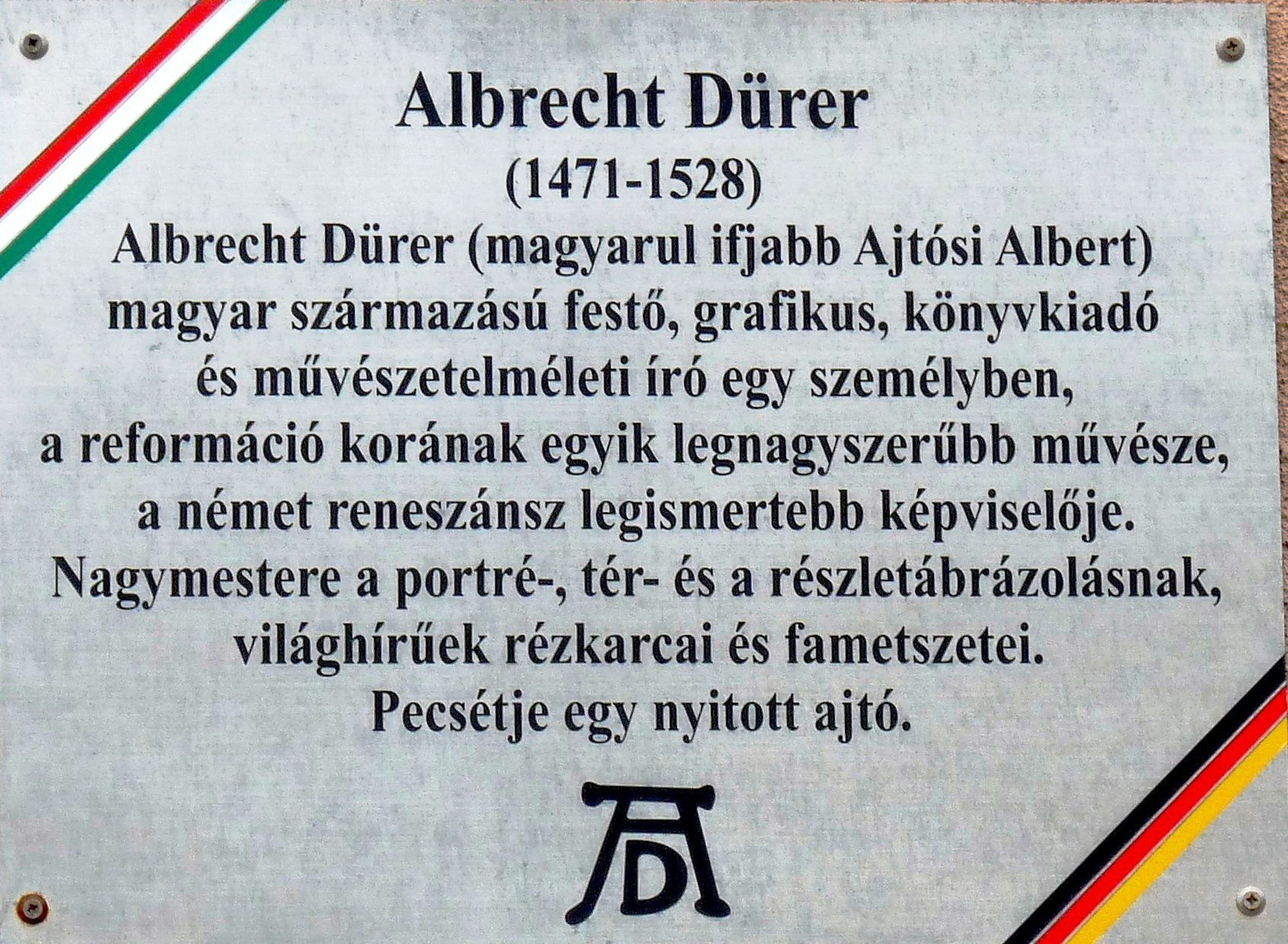
Albrecht Dürer, Ajtósi Dürer sor 1.
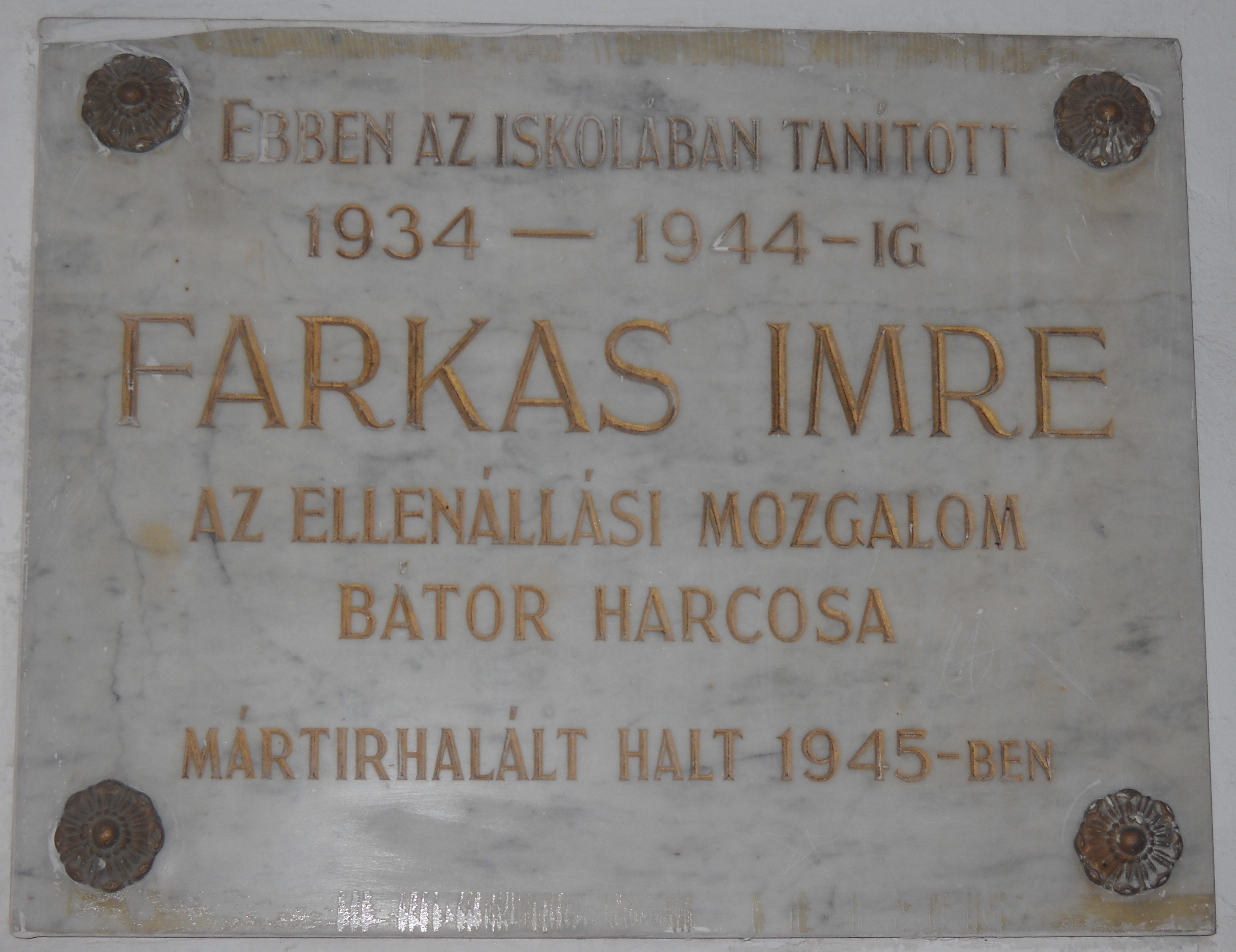
Farkas Imre, Hermina út 23.
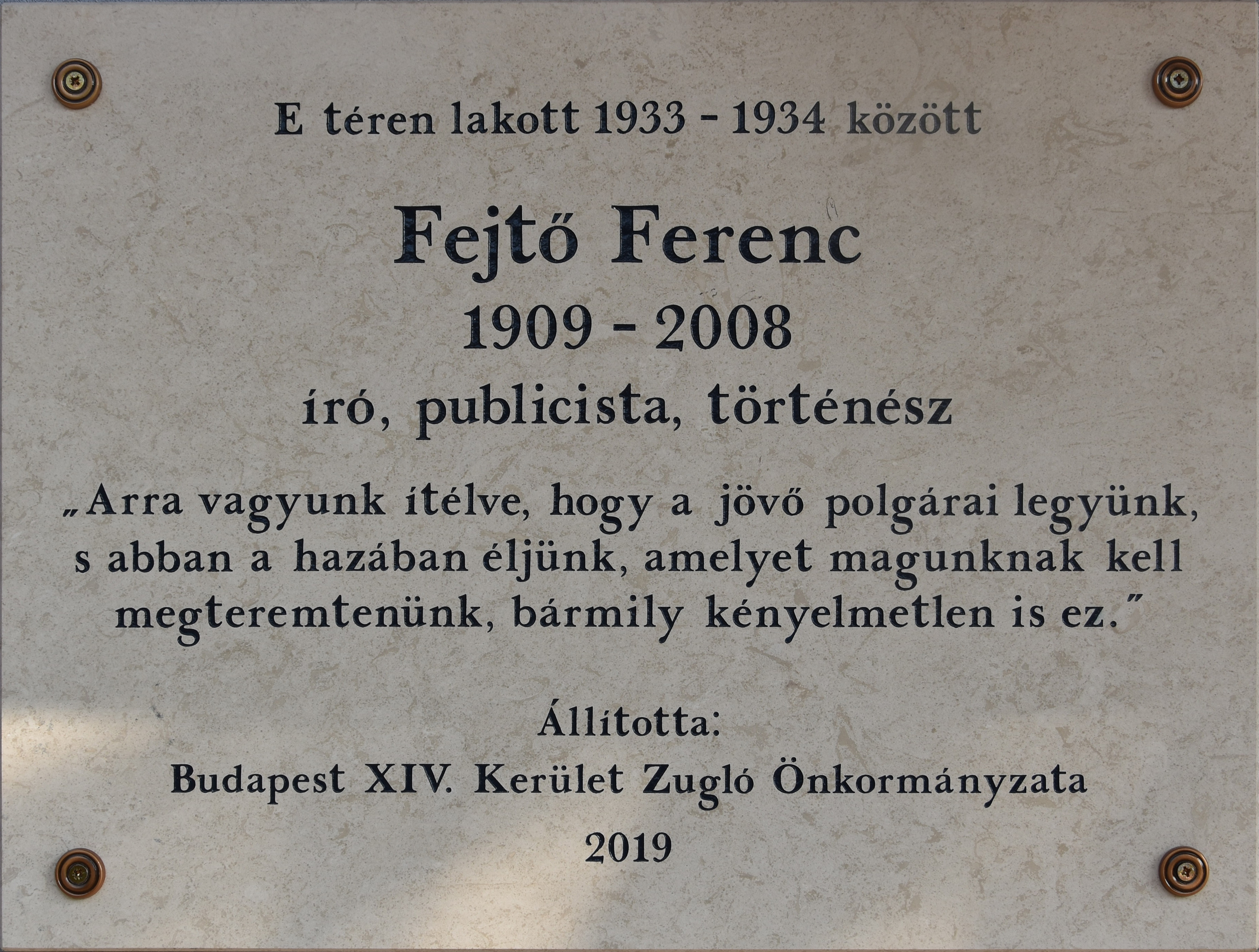
Fejtő Ferenc, Limanova tér 1.
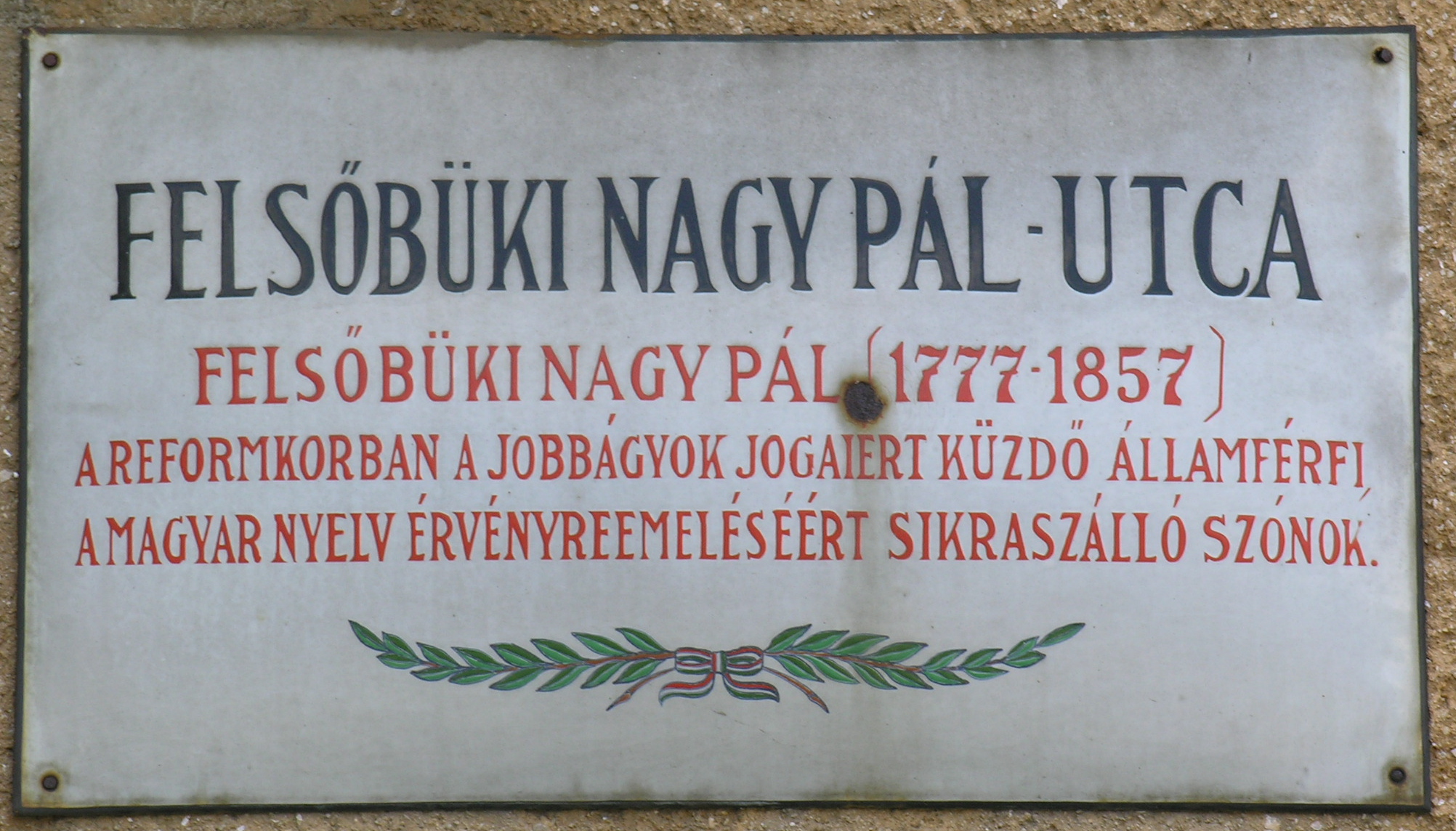
Felsőbüki Nagy Pál, Felsőbüki Nagy Pál utca 12.
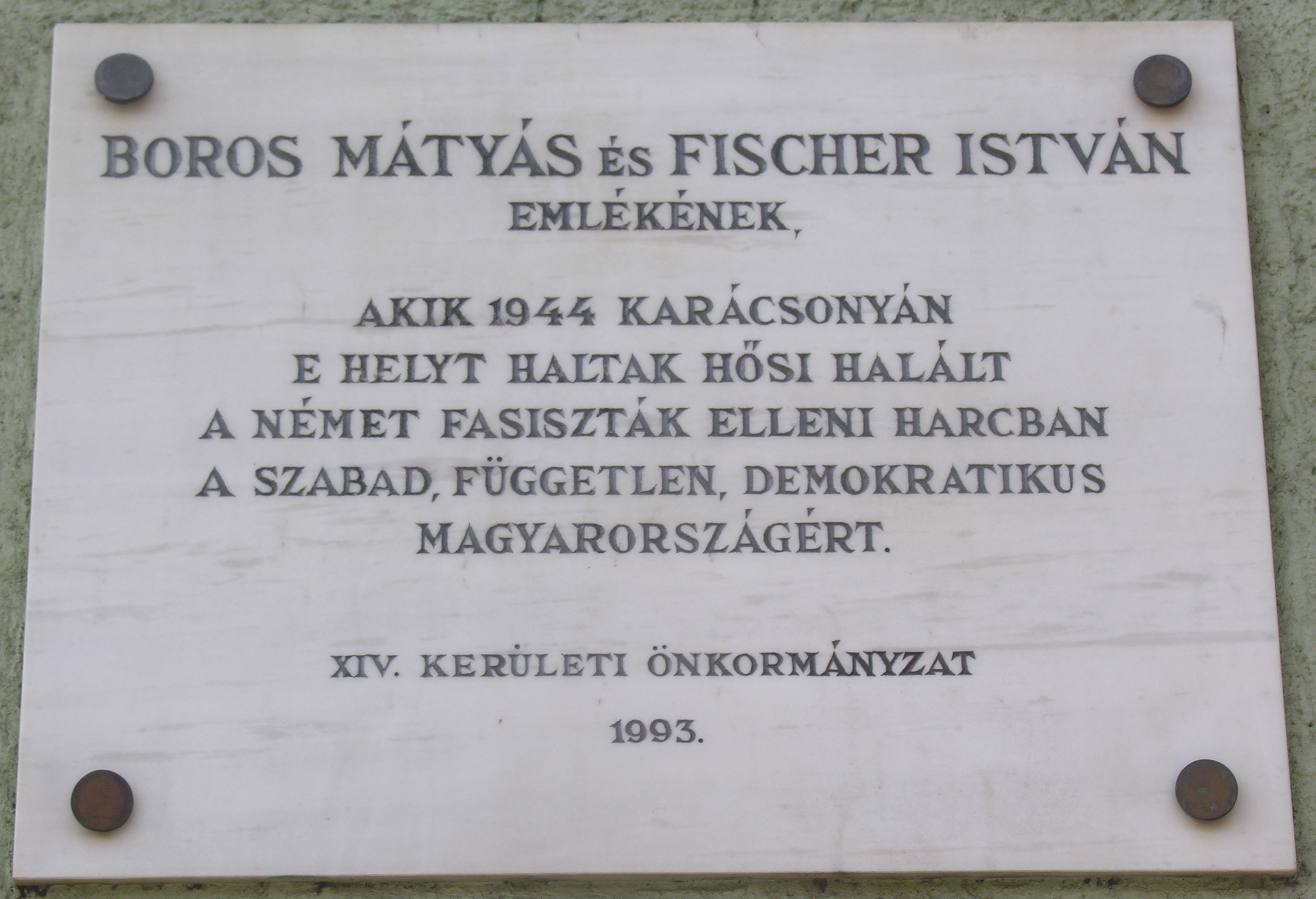
Fischer István, Thököly út 80.
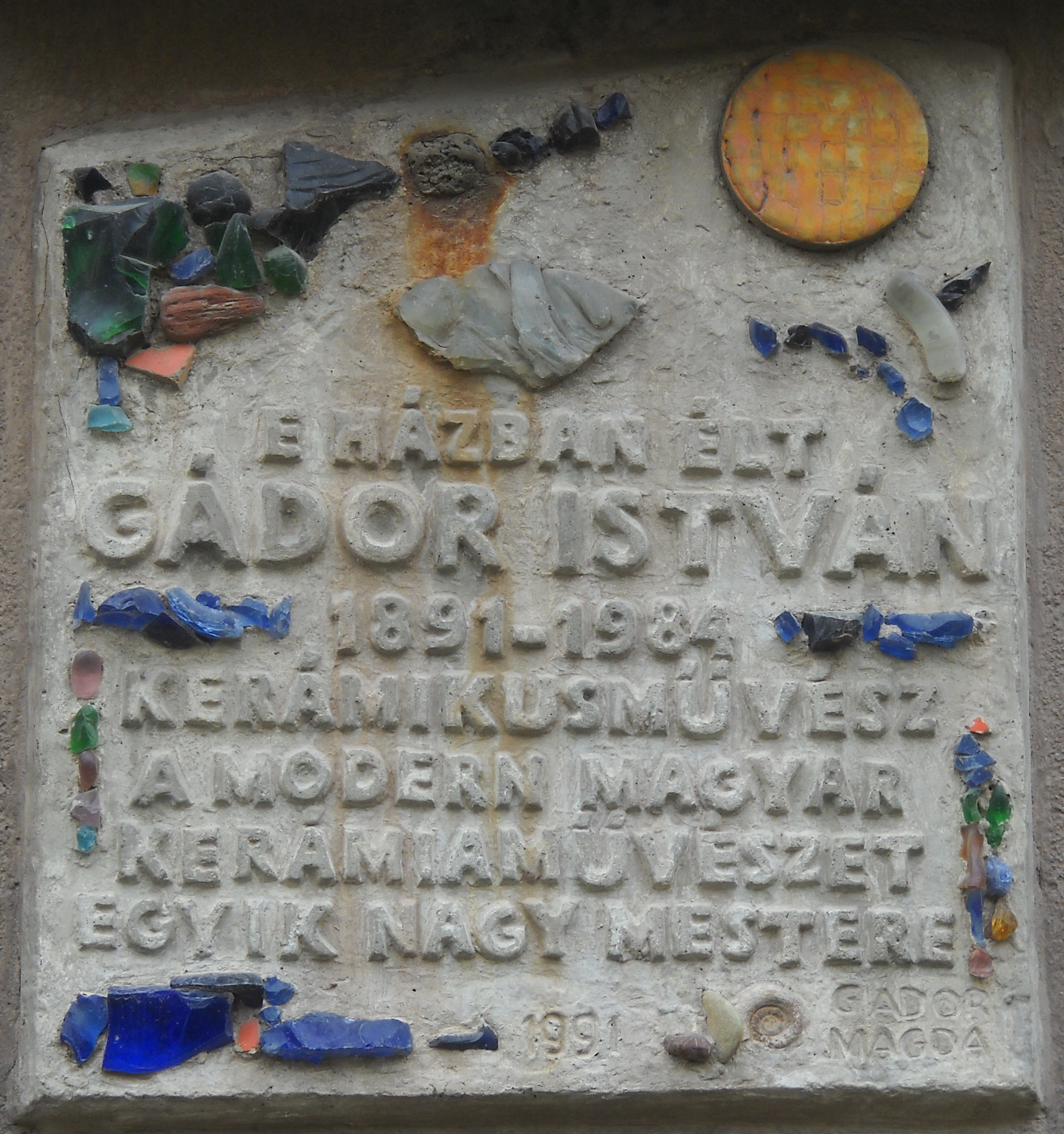
Gádor István, Cházár András utca 18.
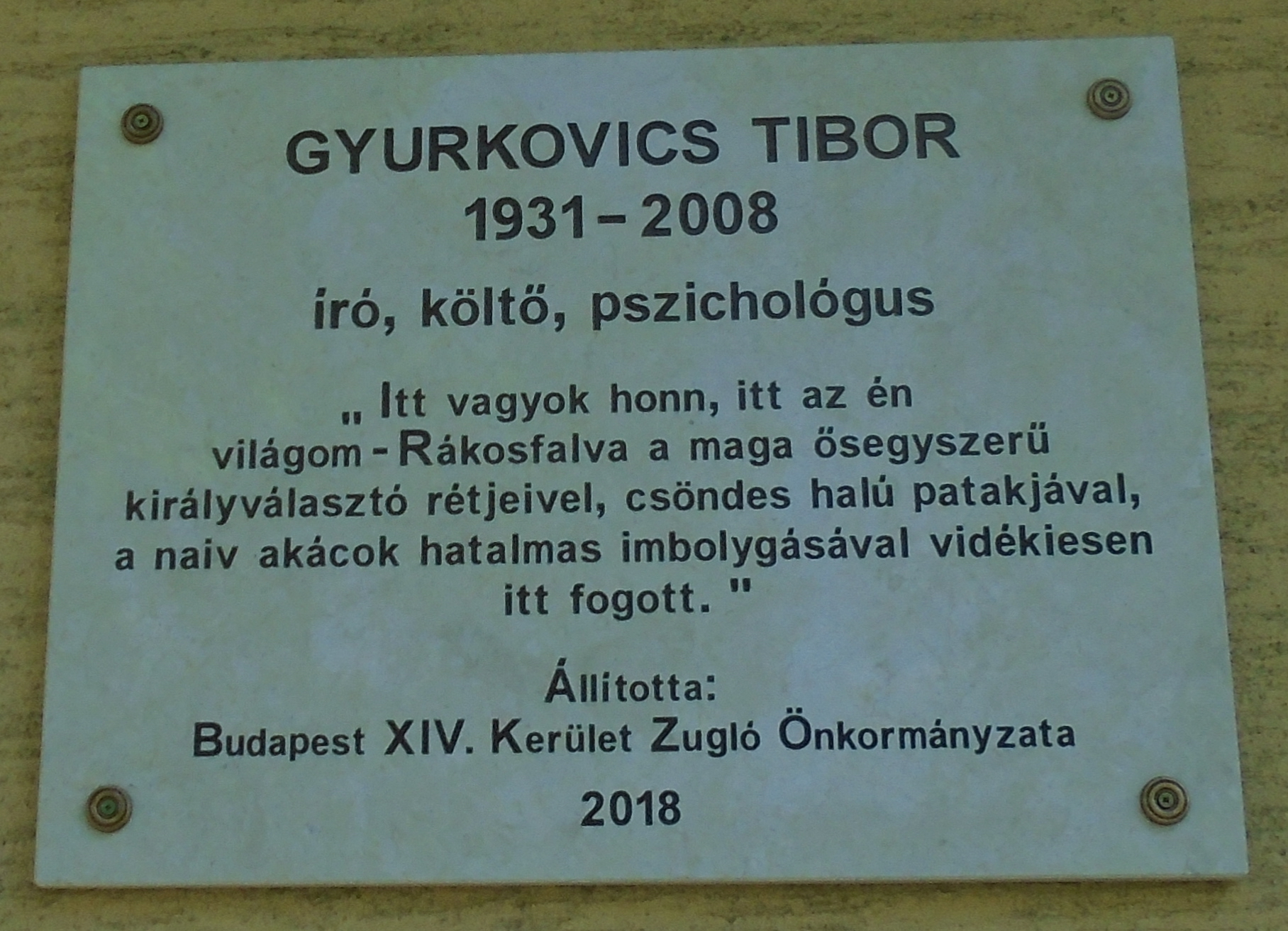
Gyurkovics Tibor, Vezér utca 28/b.
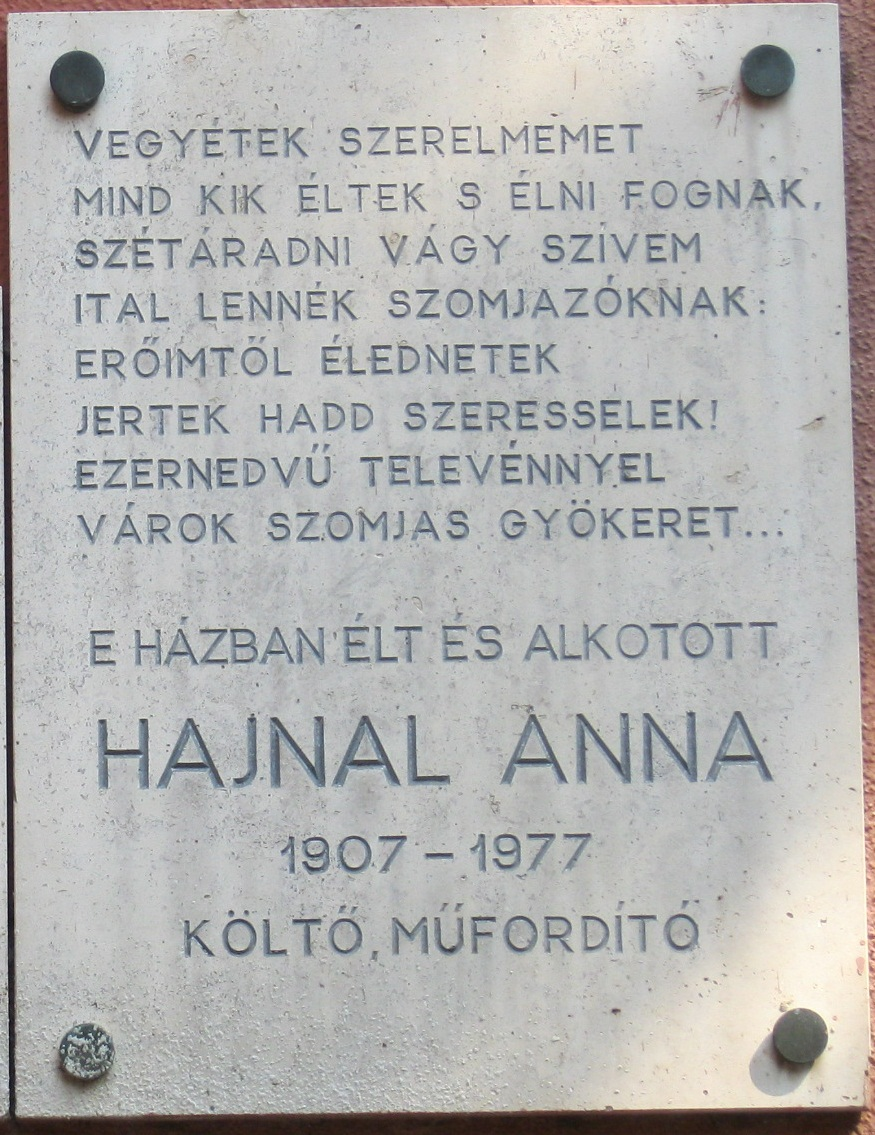
Hajnal Anna, Stefánia út 61.
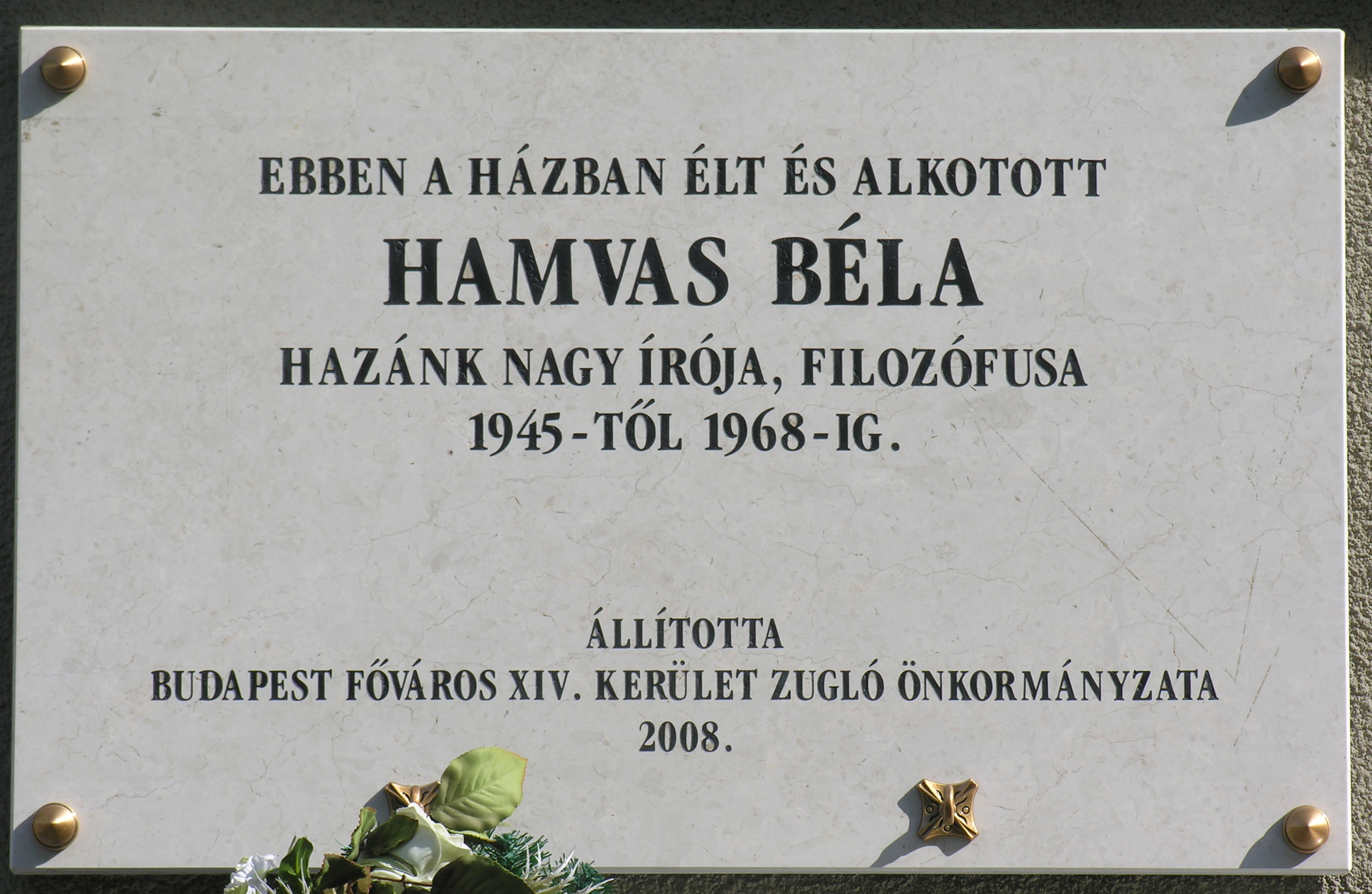
Hamvas Béla, Erzsébet királyné útja 11.
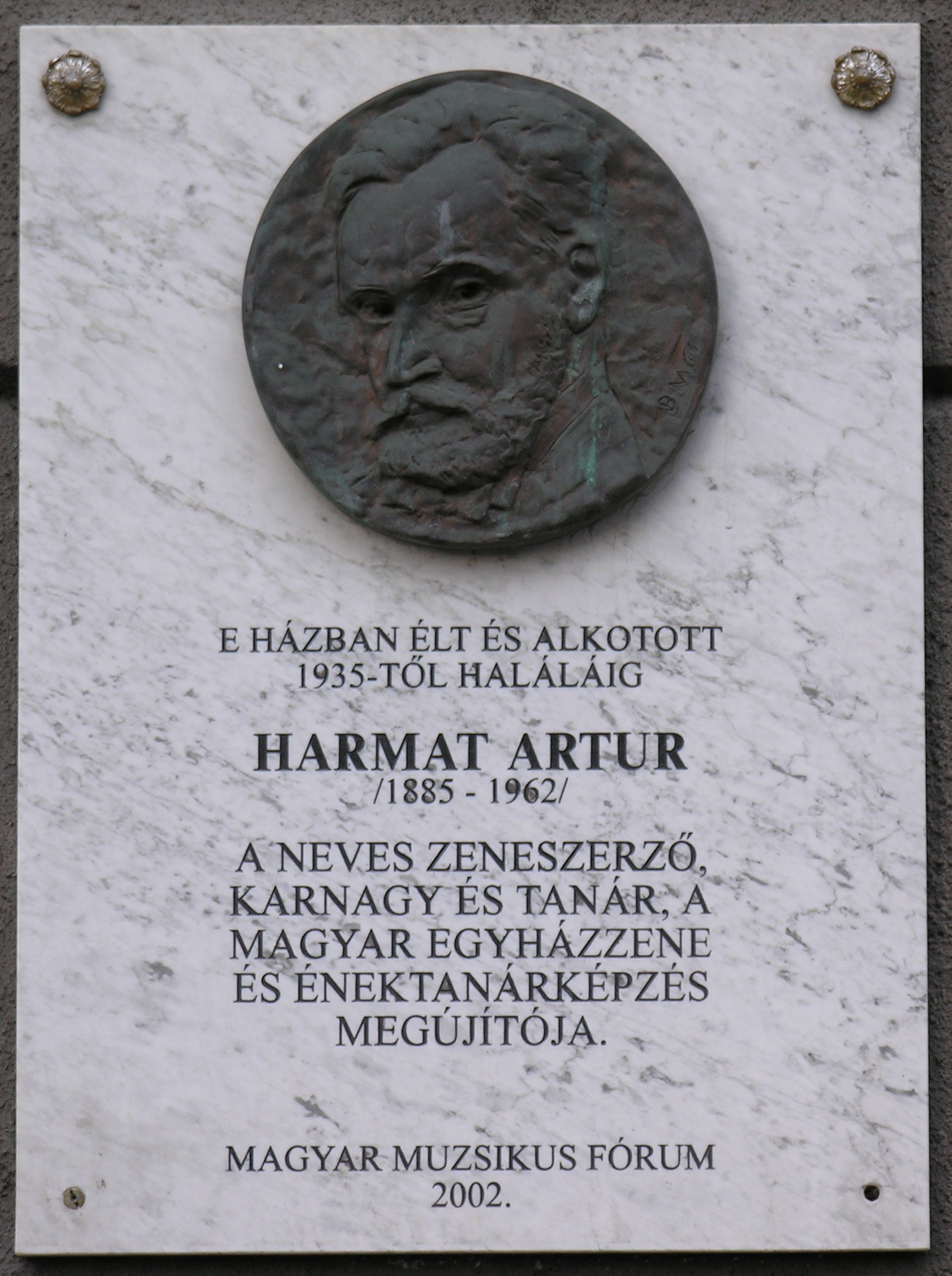
Harmat Artúr, Cházár András utca 19.
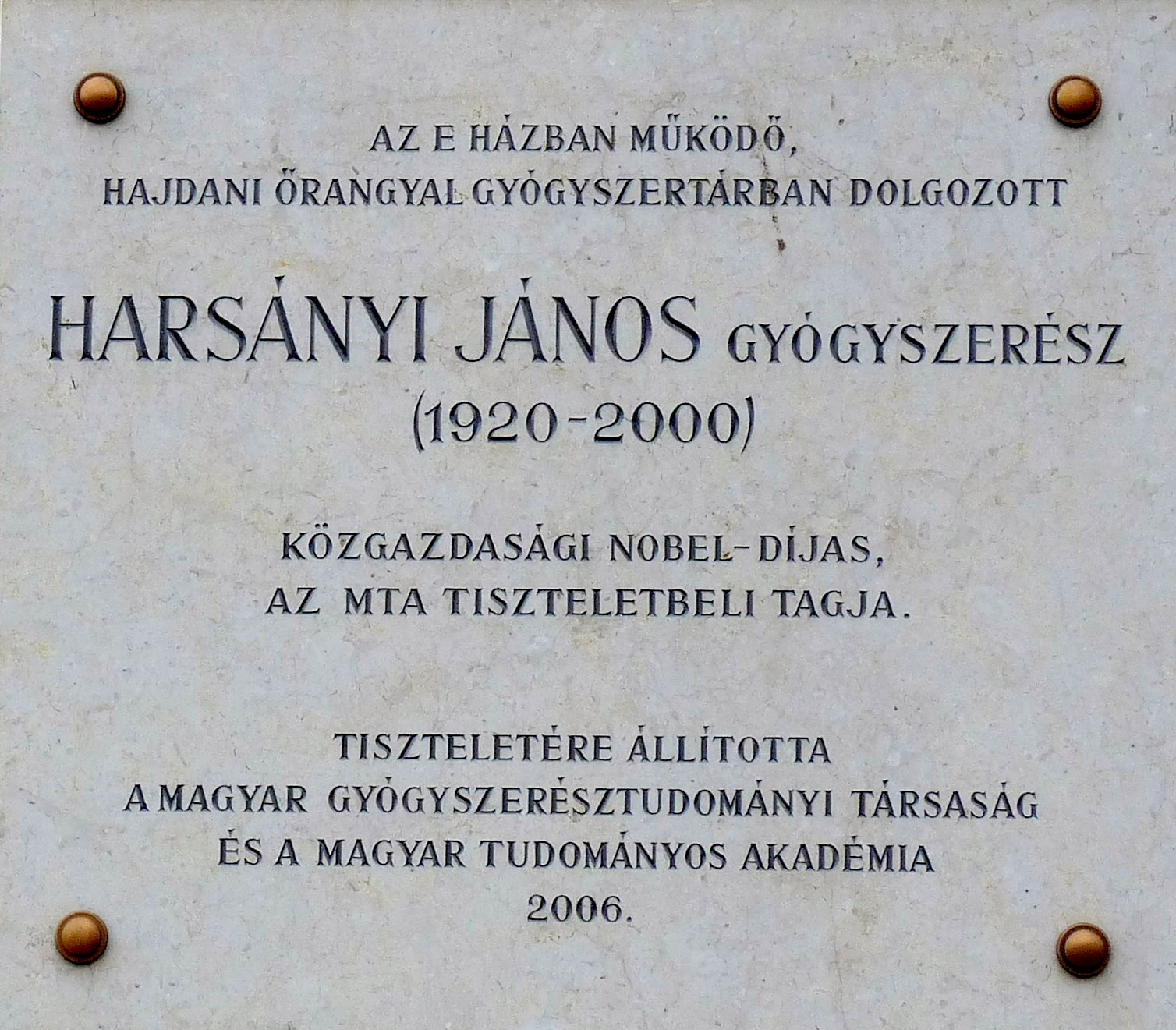
Harsányi János, Róna utca 145.
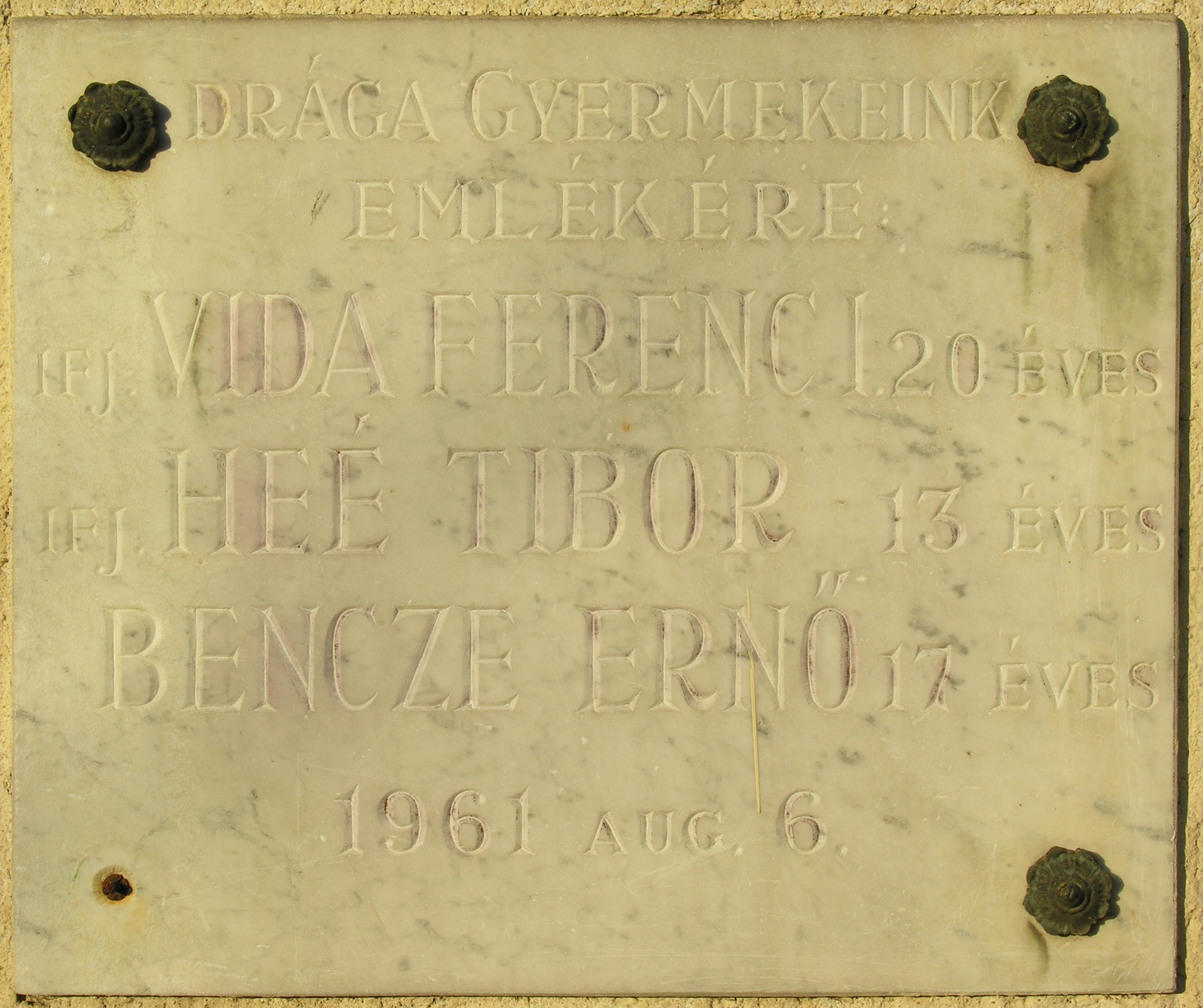
ifj. Heé Tibor, Róna utca 224.
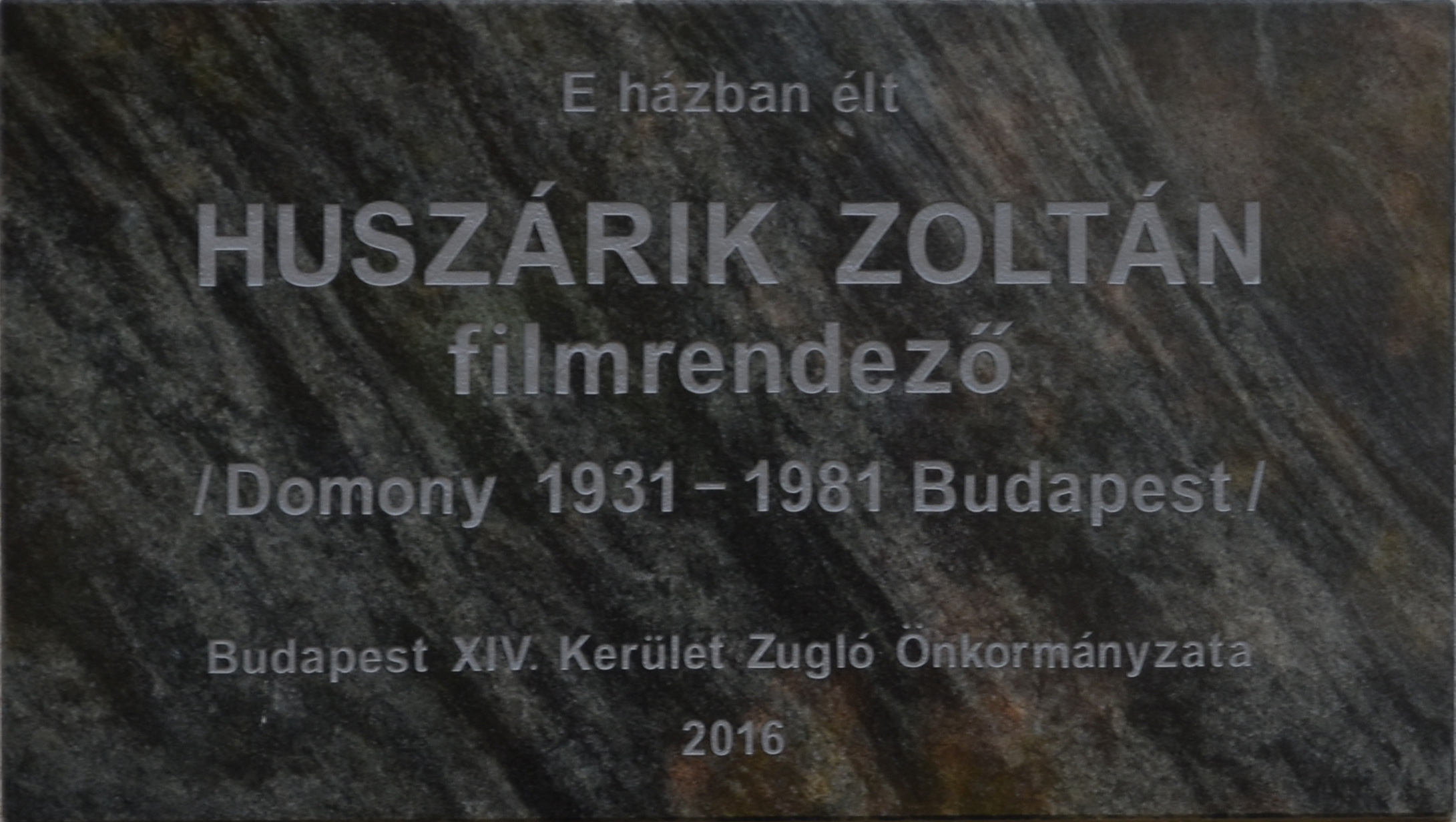
Huszárik Zoltán, Columbus utca 38.
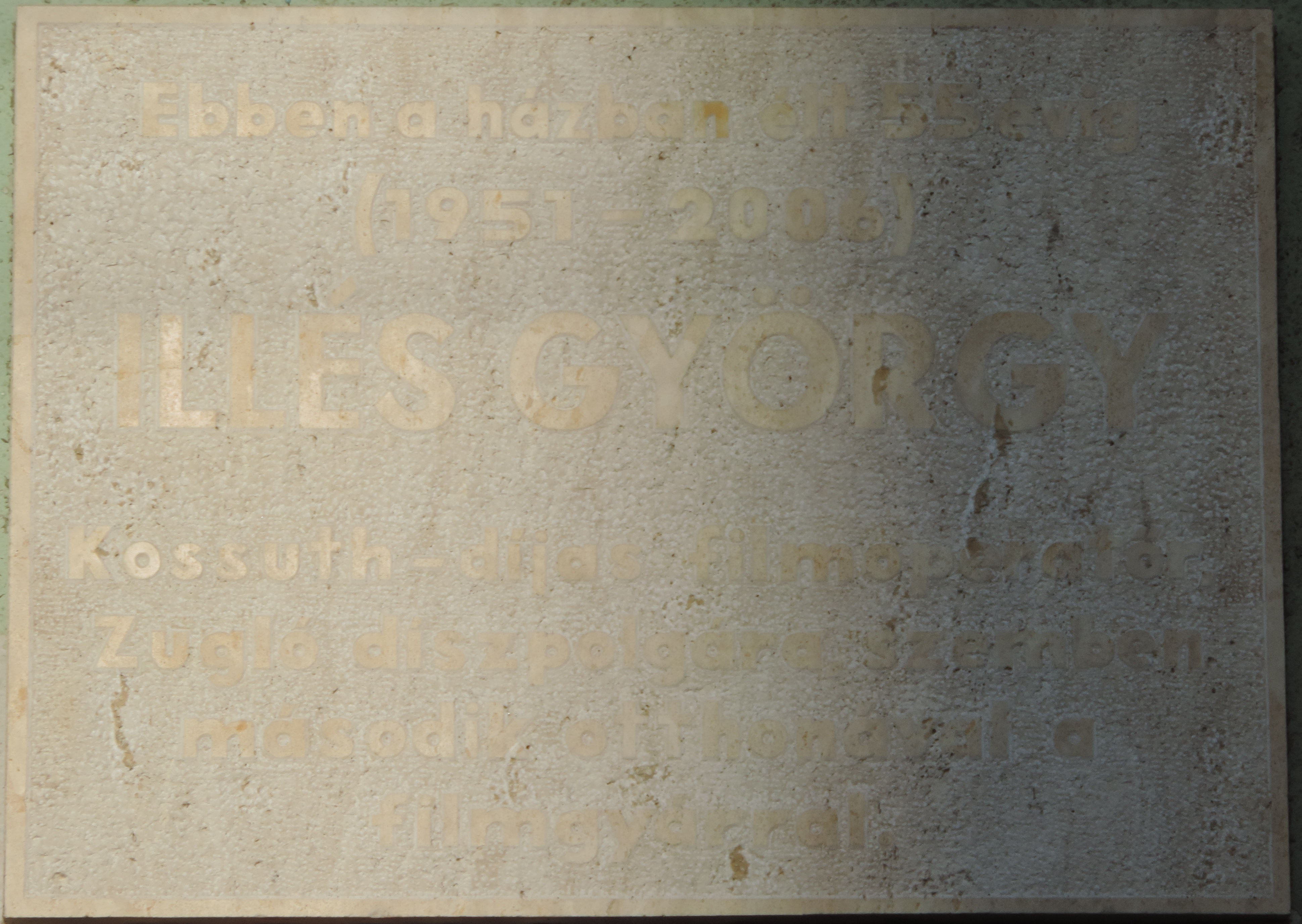
Illés György, Róna utca 171.
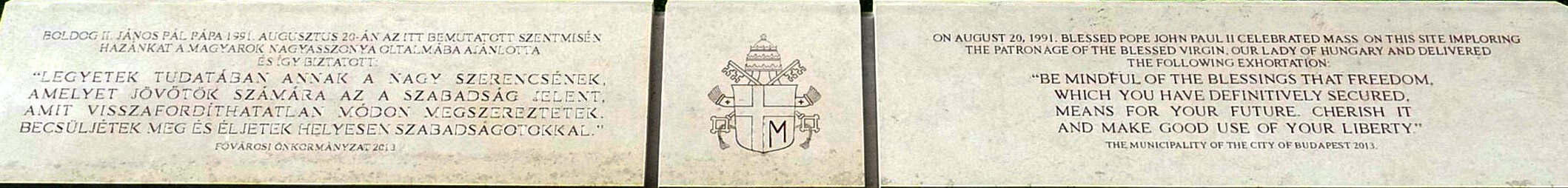
II. János Pál pápa Dózsa György út 41.
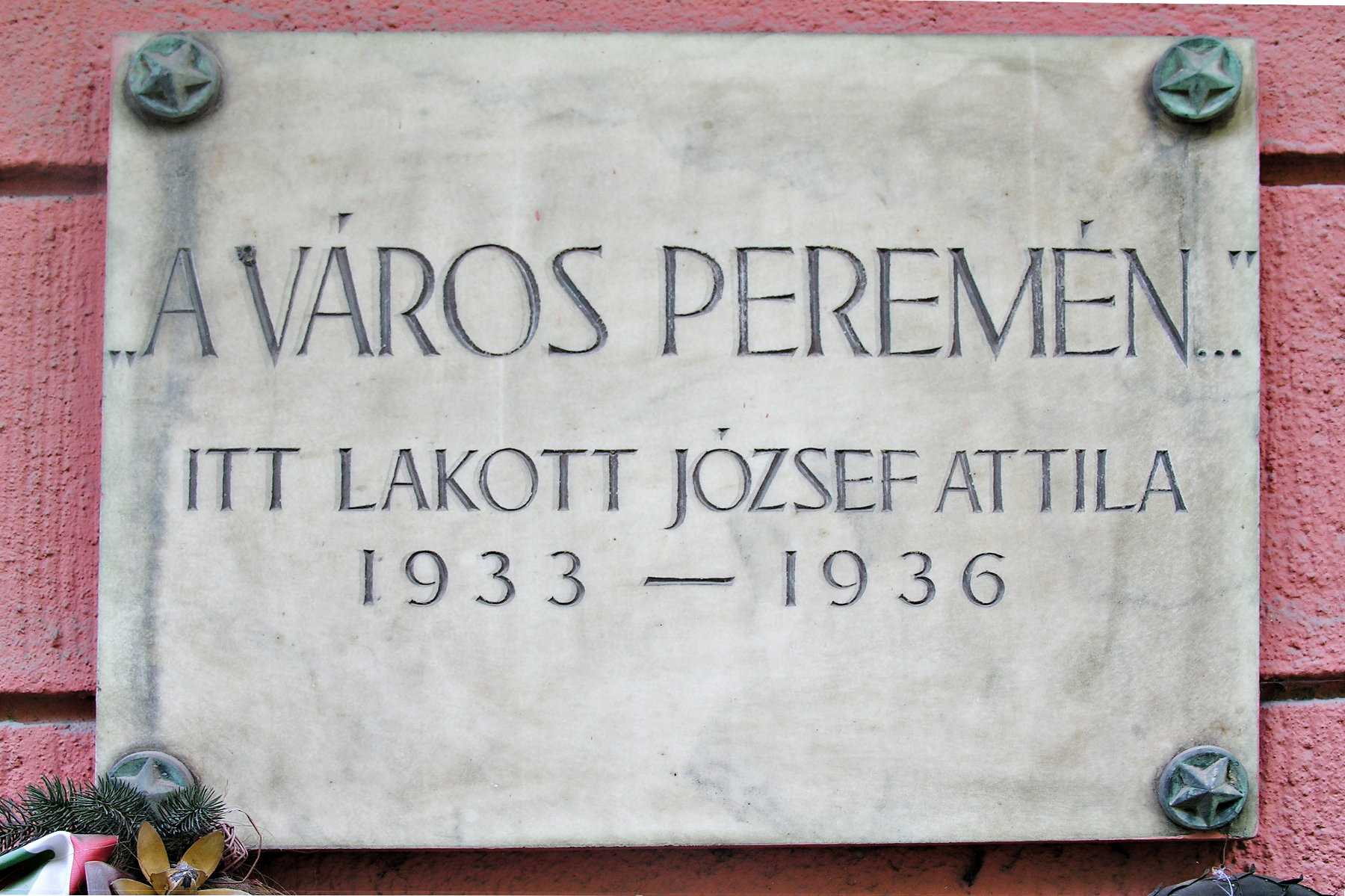
József Attila, Korong utca 6.
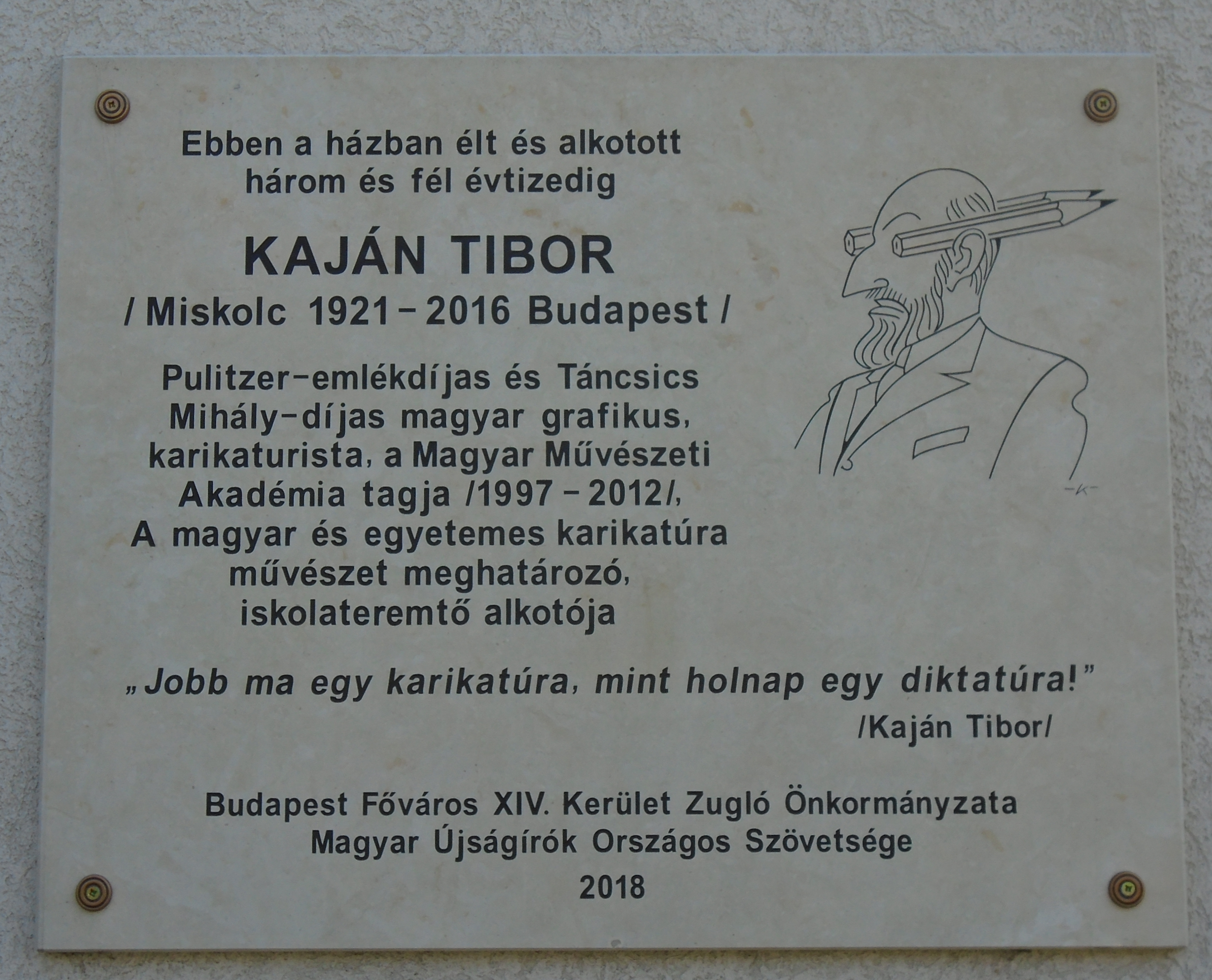
Kaján Tibor, Örs vezér tere 11–14.
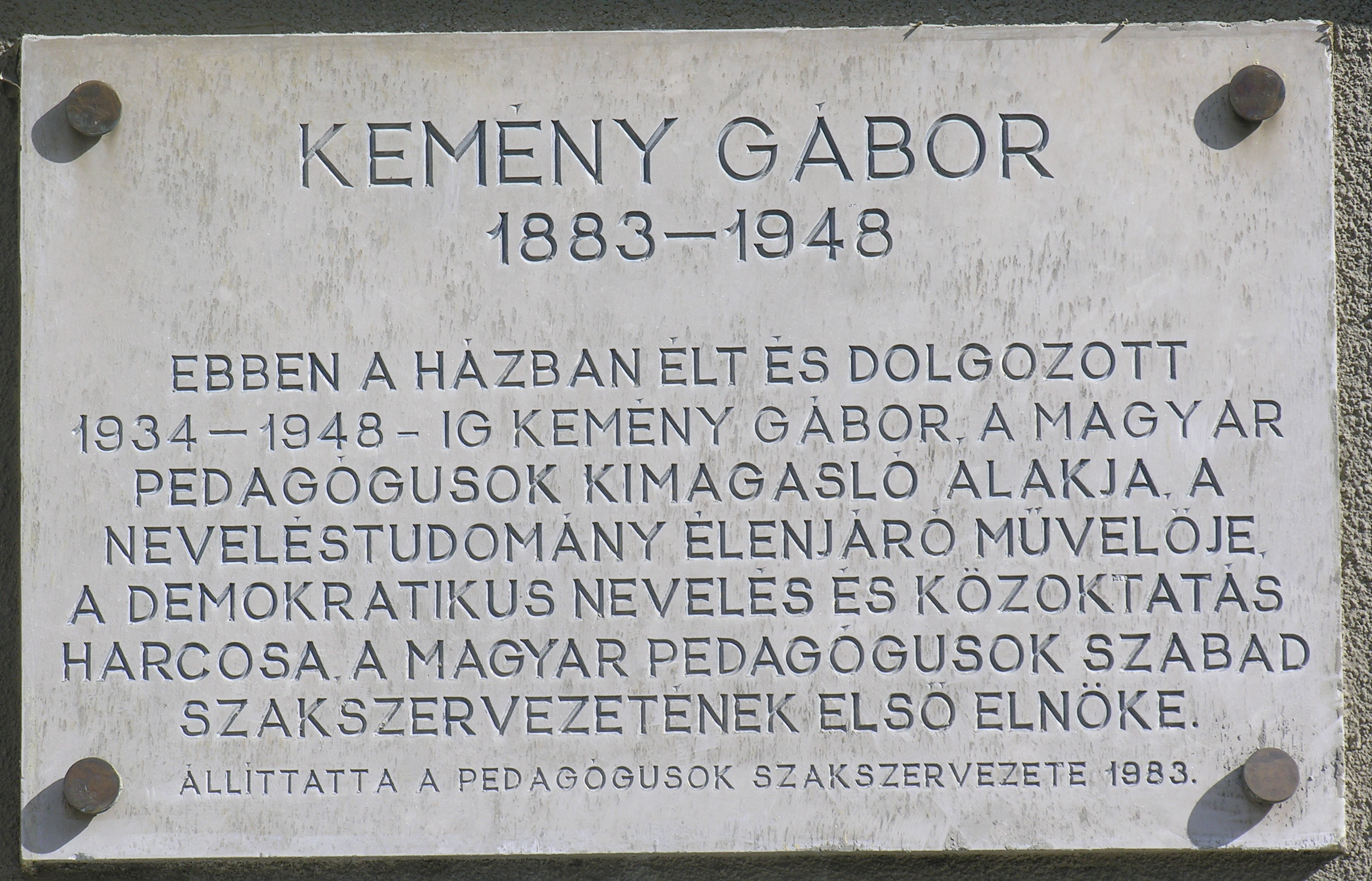
Kemény Gábor, Erzsébet királyné útja 11.
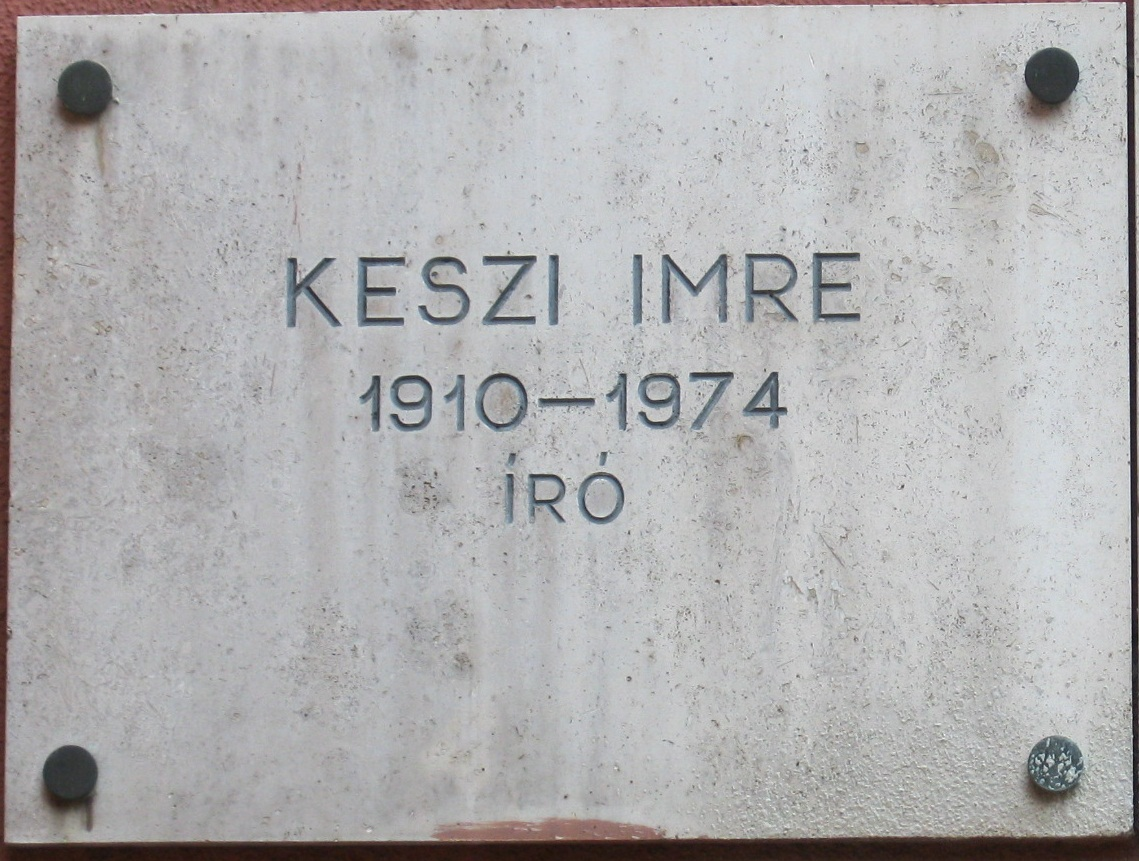
Keszi Imre, Stefánia út 61.
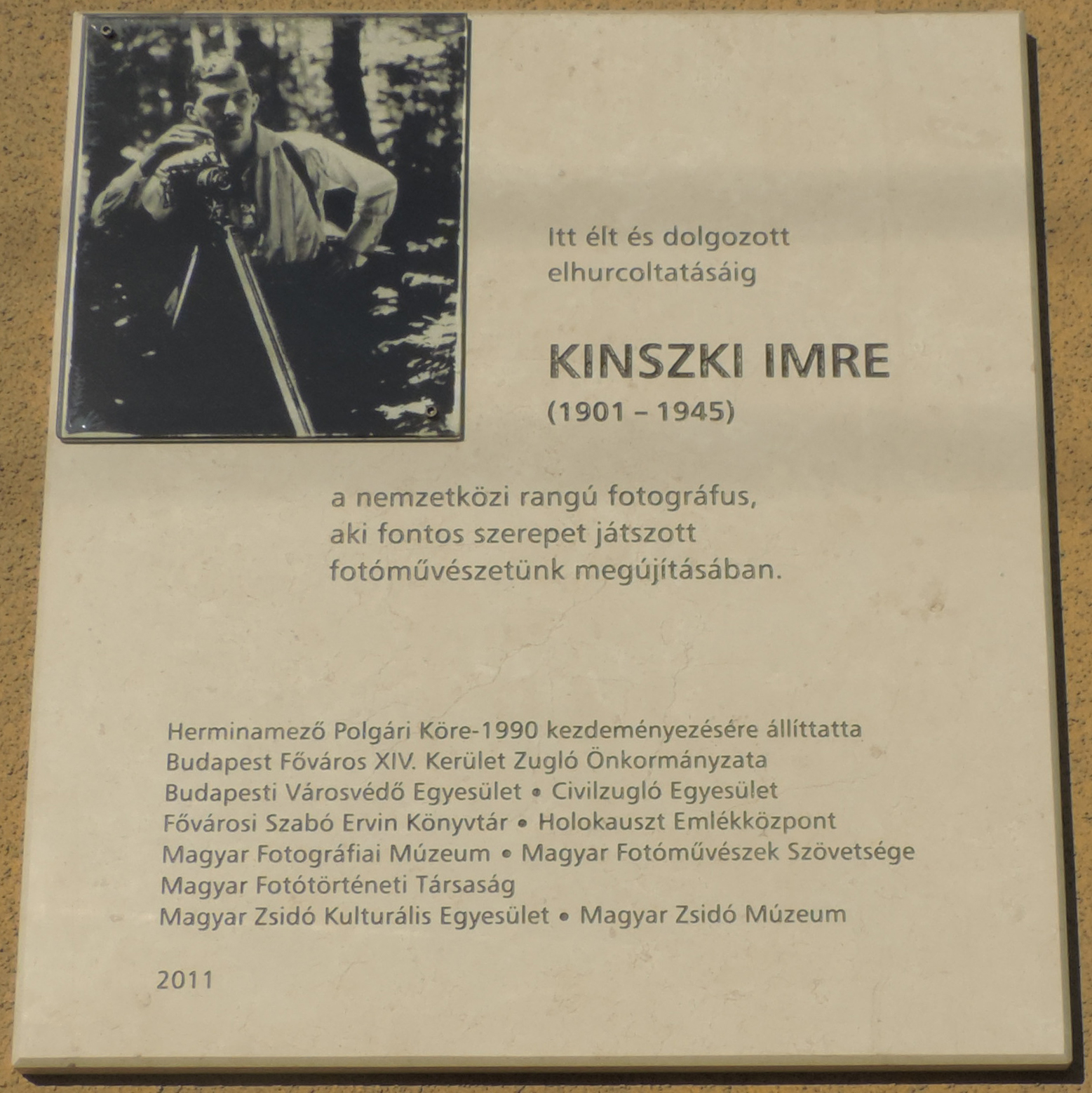
Kinszki Imre, Róna utca 121.
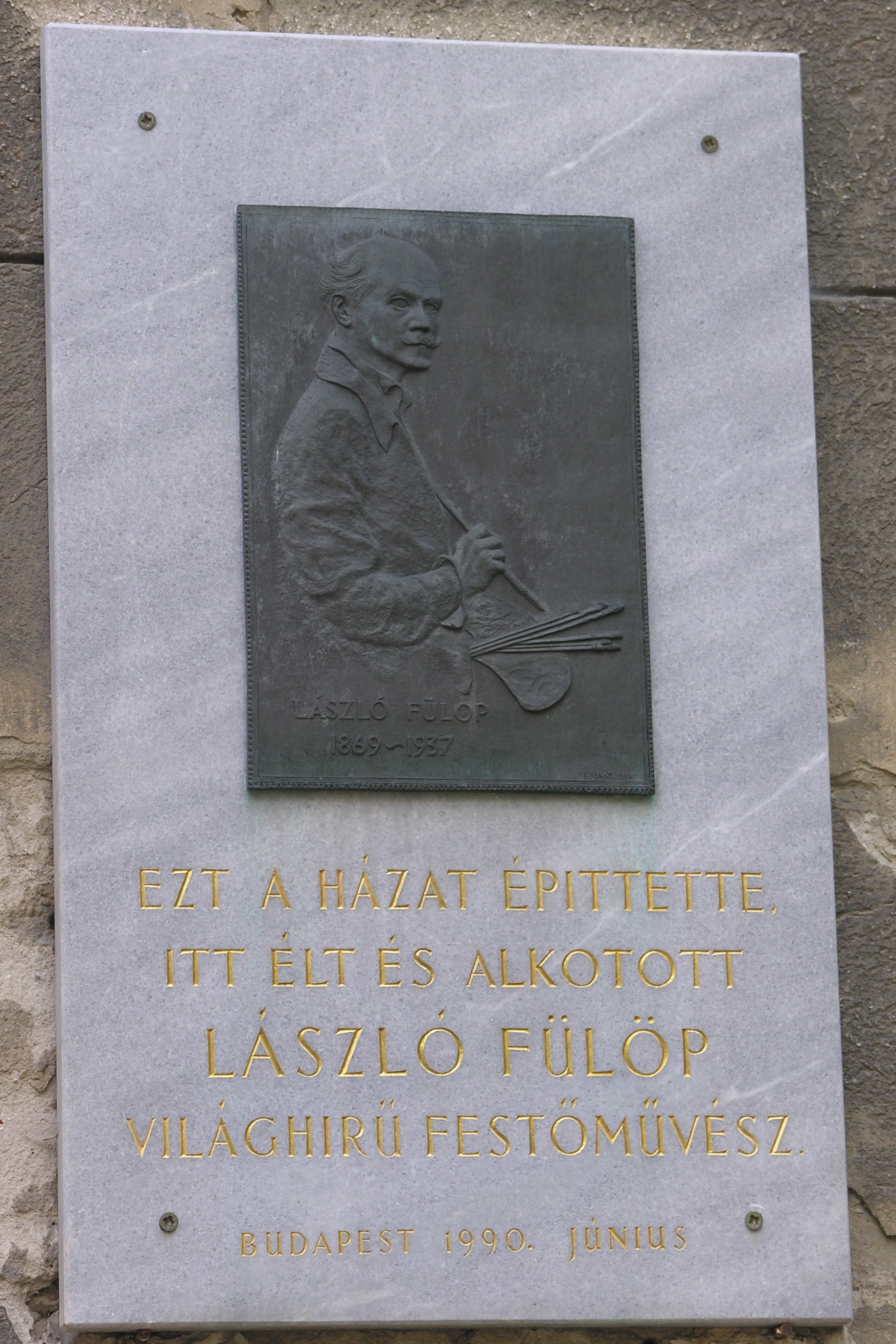
László Fülöp, Zichy Géza utca 10.
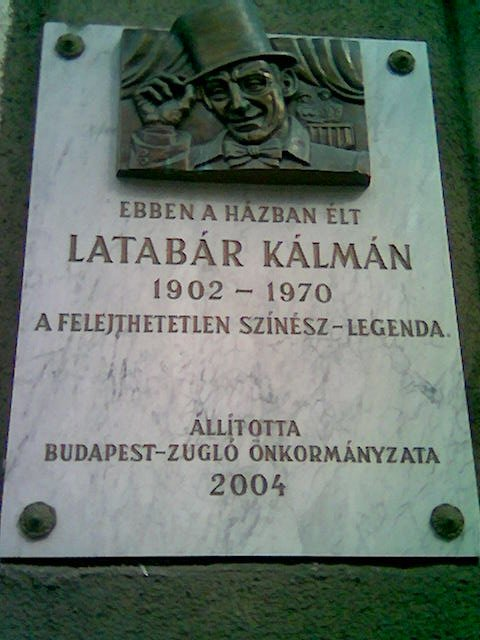
Latabár Kálmán, Dózsa György út 17. alkotó: Kiss László
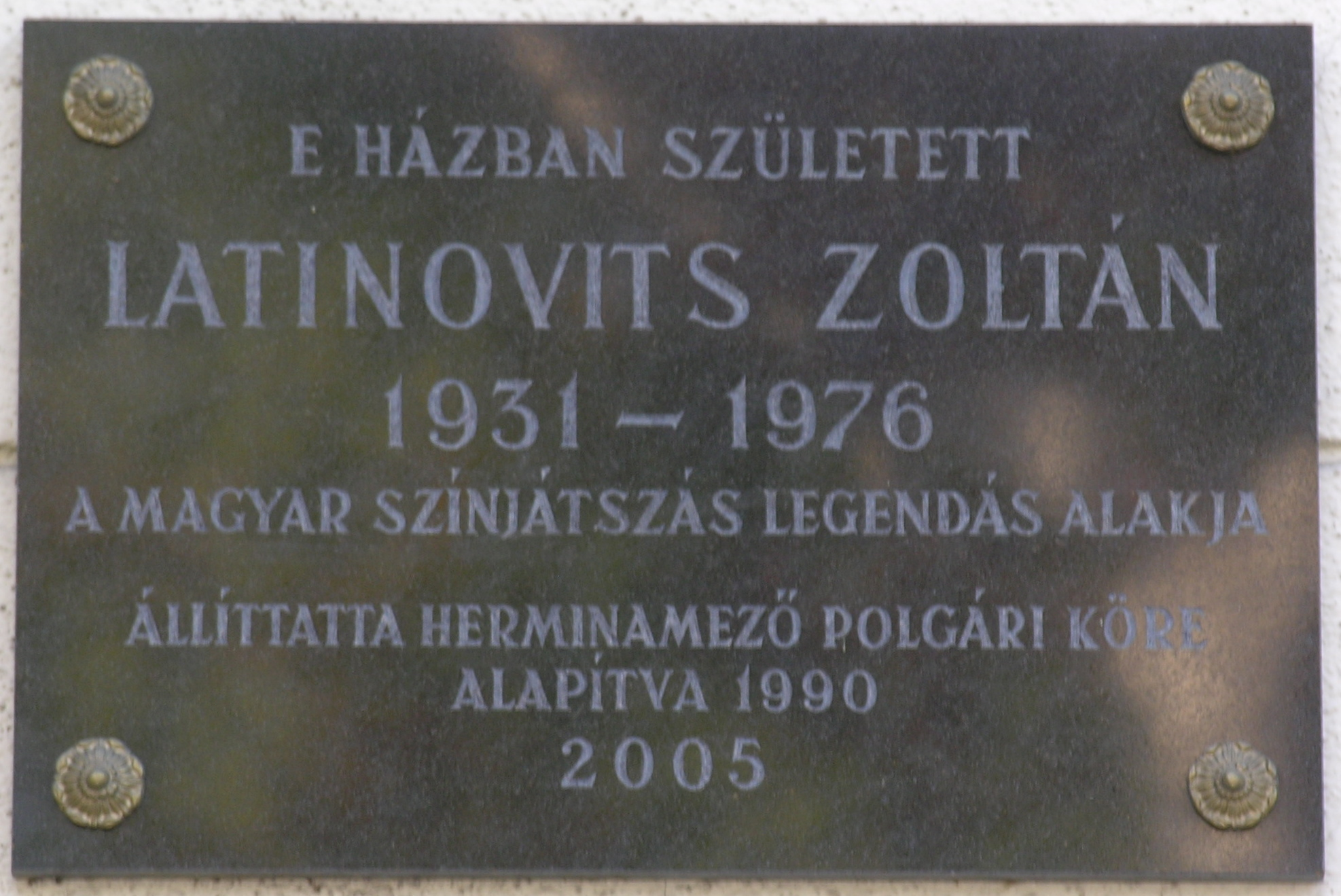
Latinovits Zoltán, Állatkerti út 2.
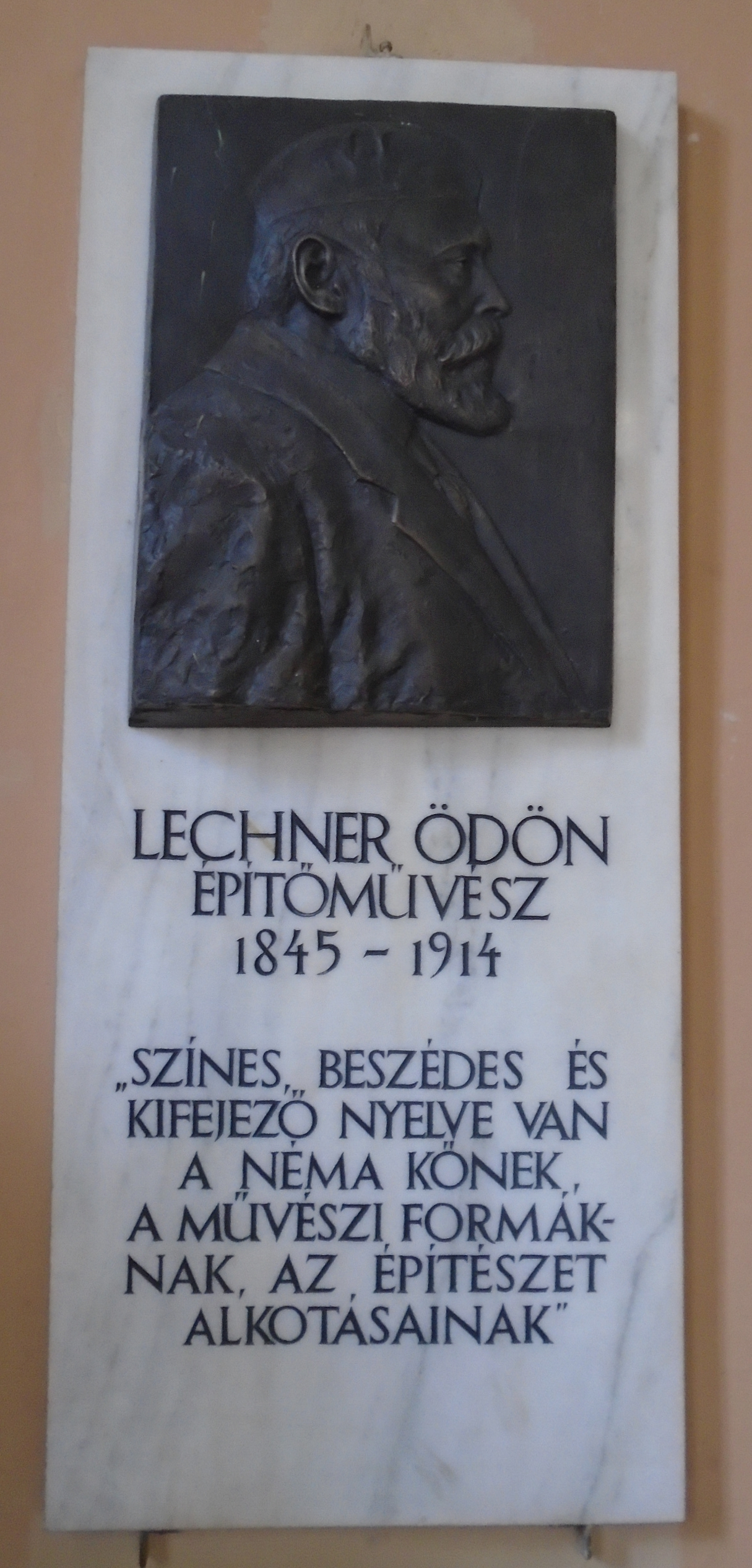
Lechner Ödön, Stefánia út 14.
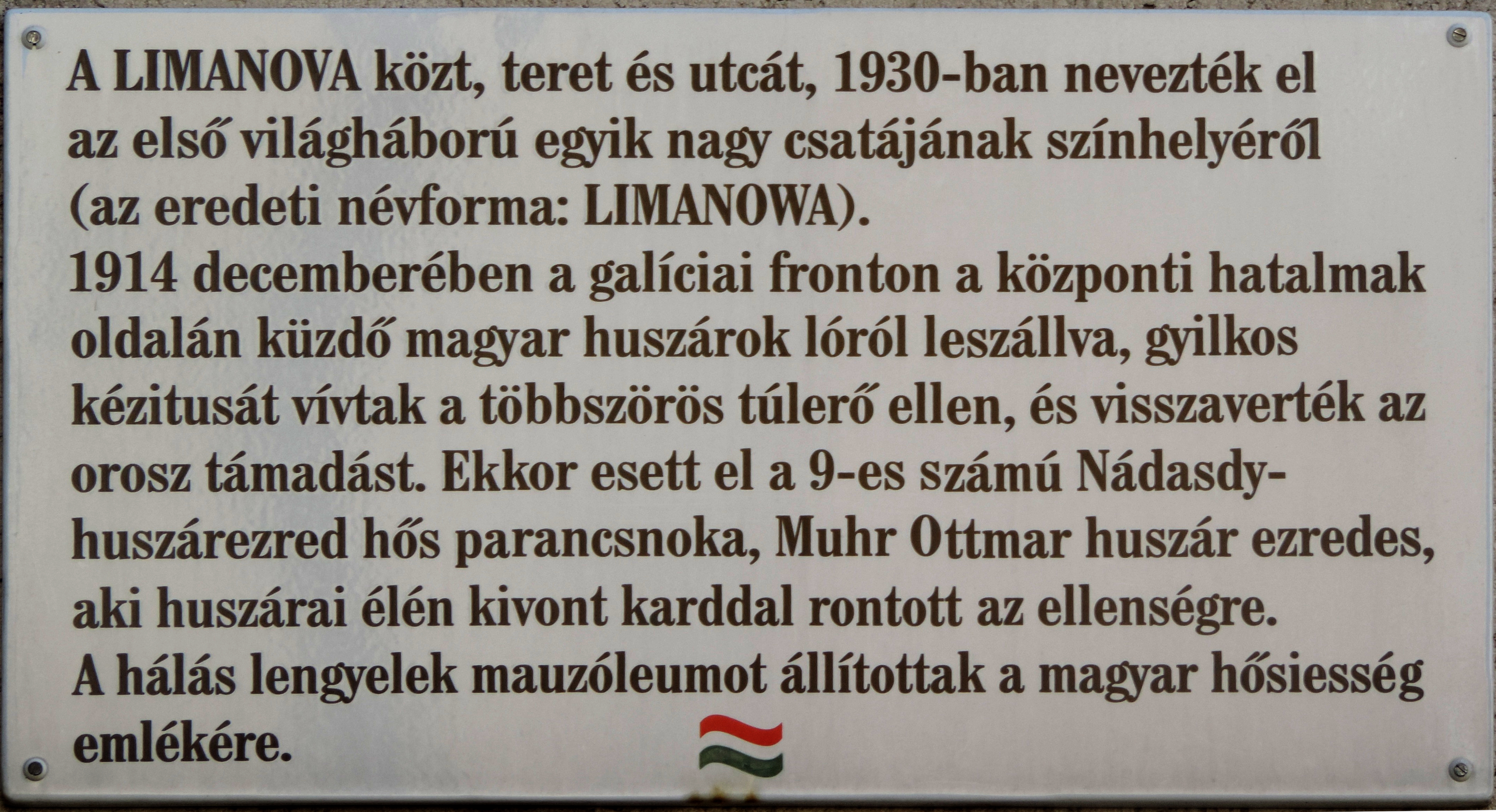
limanovai csata, Limanova tér 11.
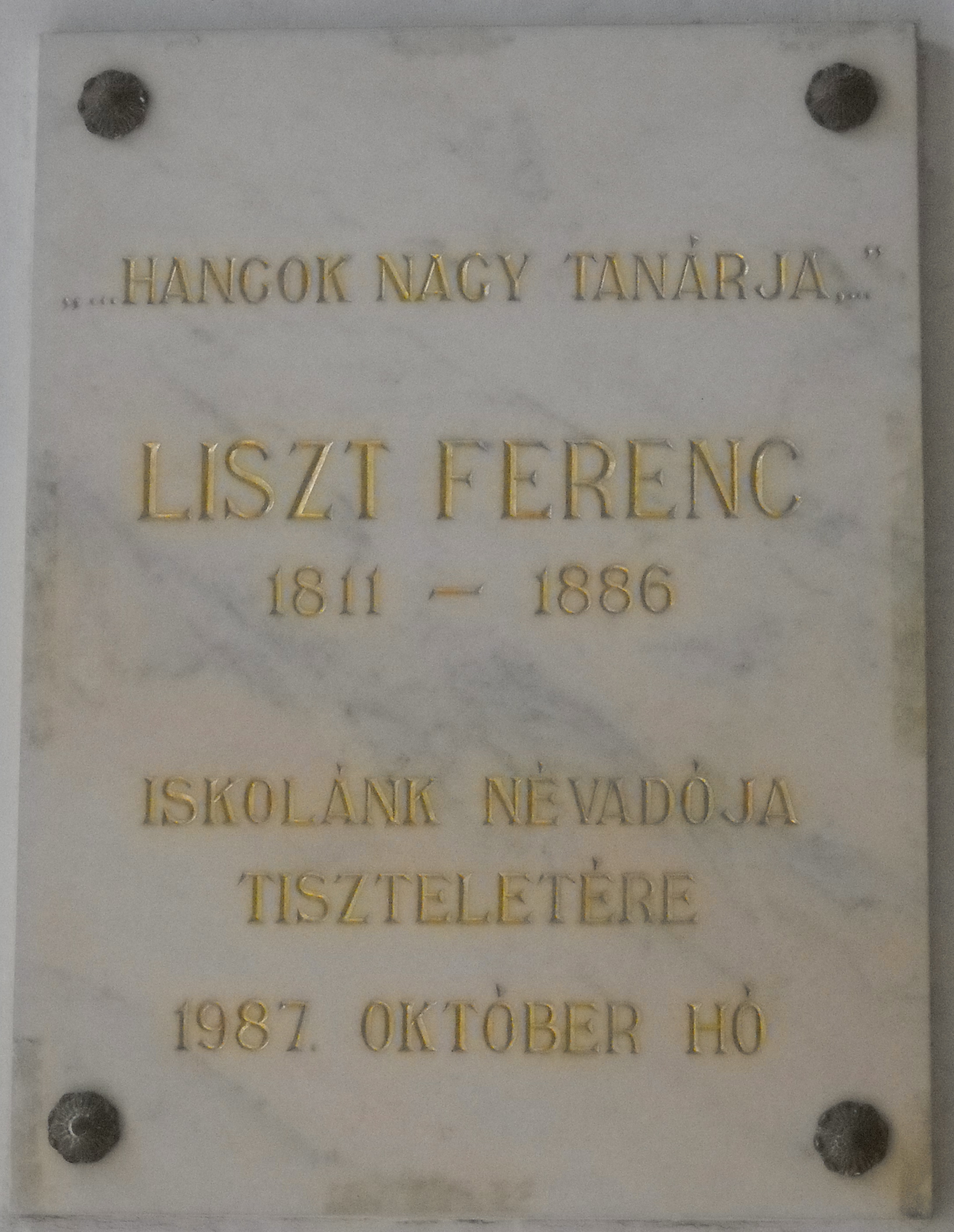
Liszt Ferenc, Hermina út 23.
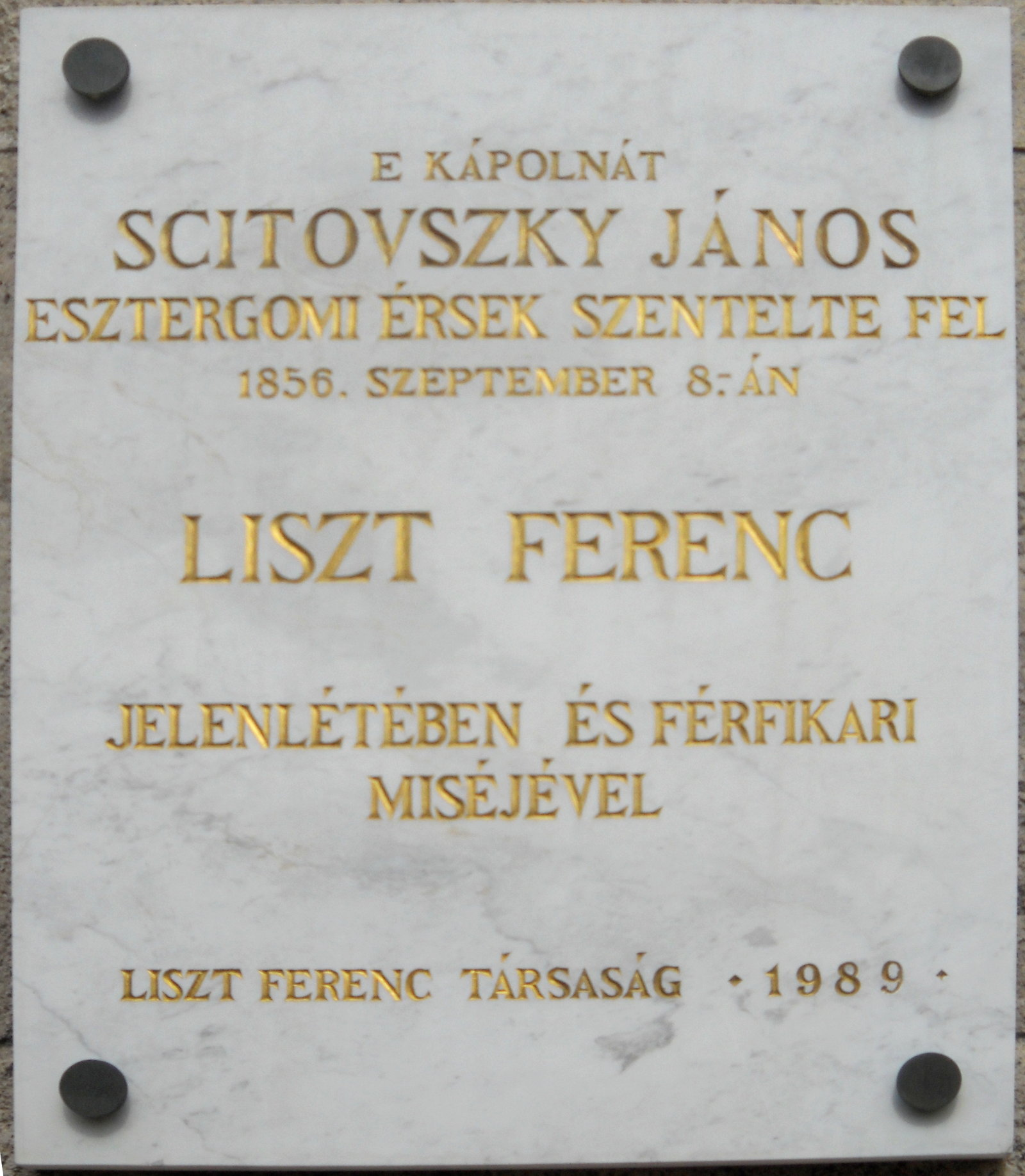
Liszt Ferenc, Hermina út 23.
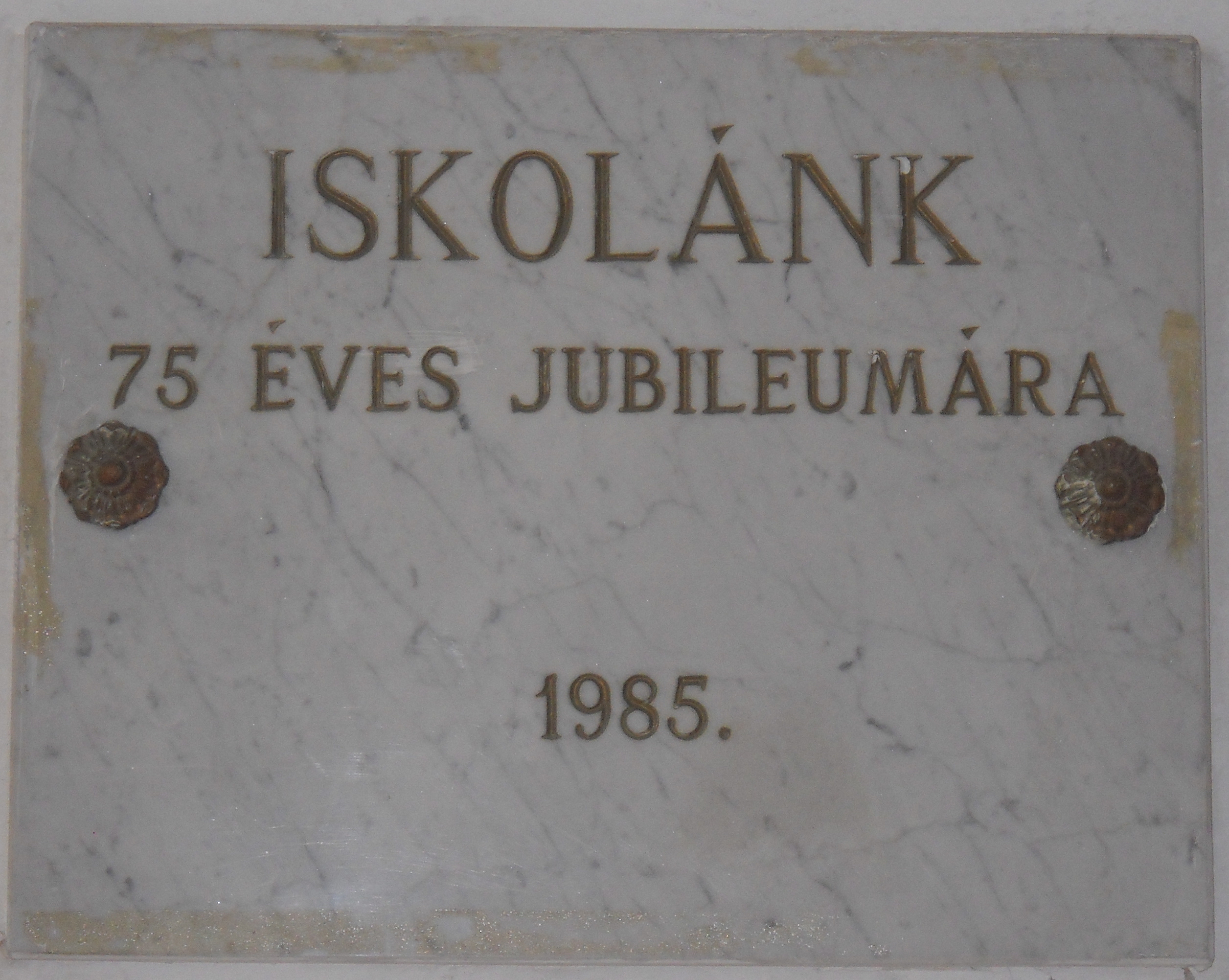
Liszt Ferenc Általános Iskola, Hermina út 23.
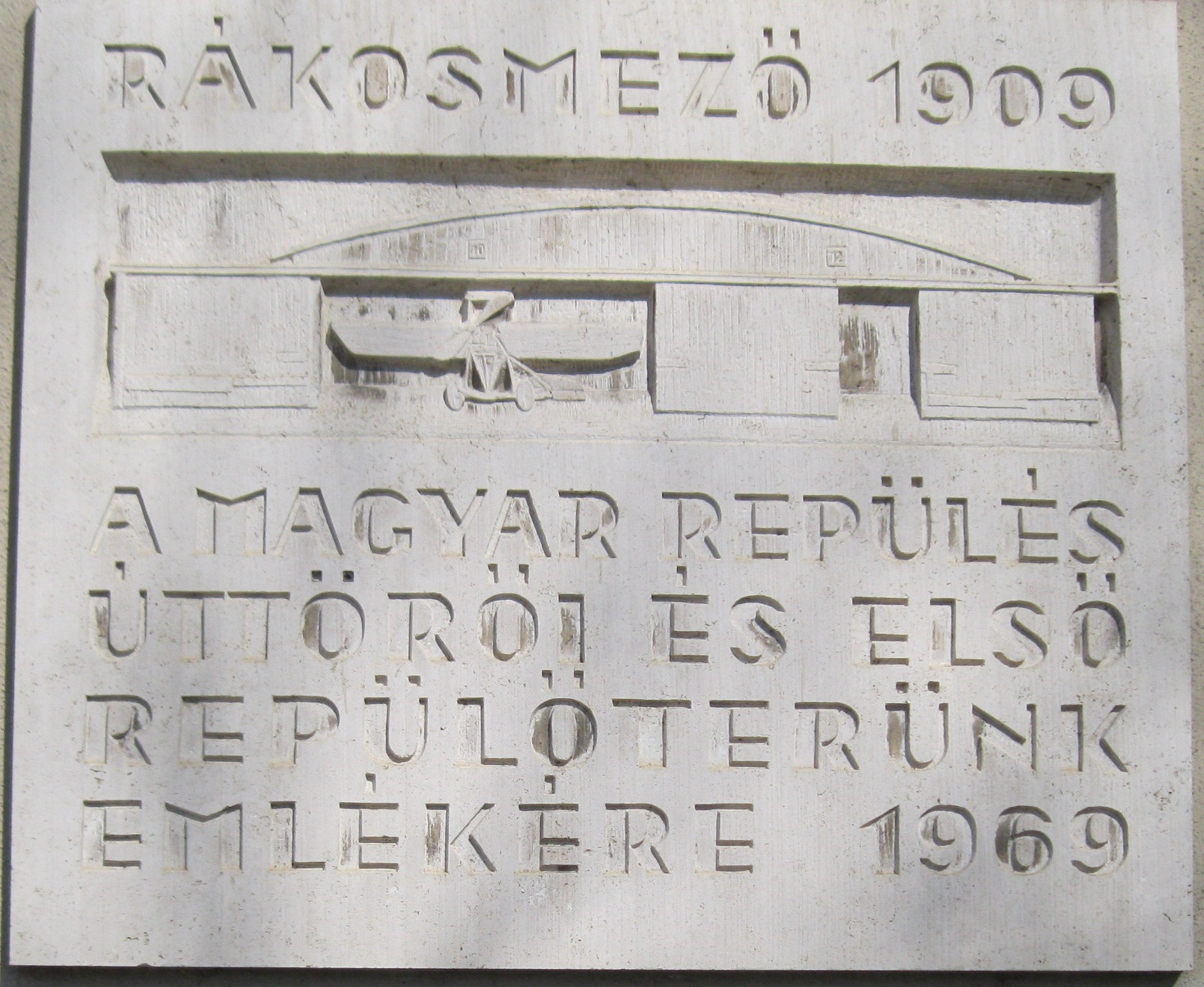
Magyar repülés úttörői és első repülőterünk, Városligeti körút 11.
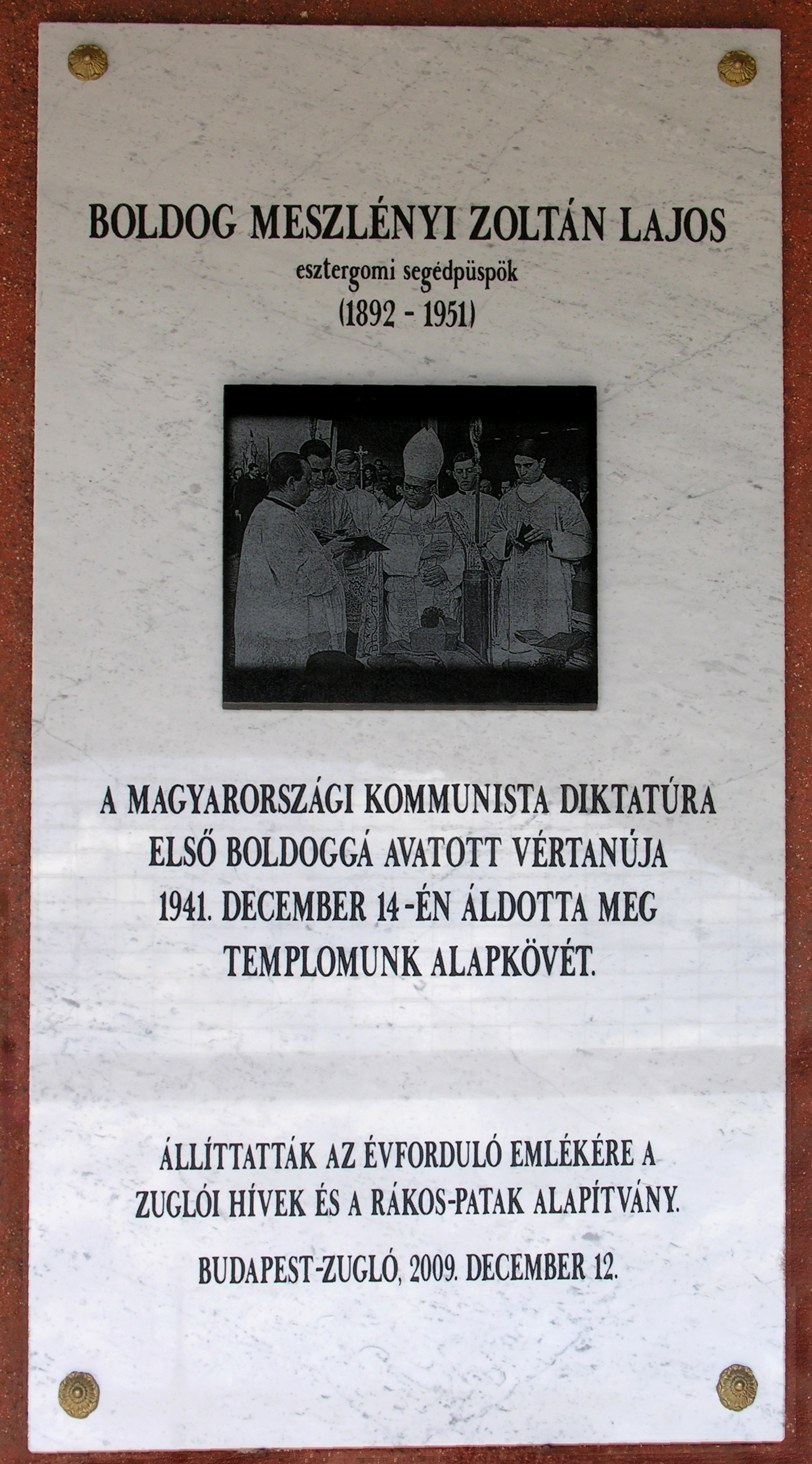
Meszlényi Zoltán, Bosnyák tér 6/a
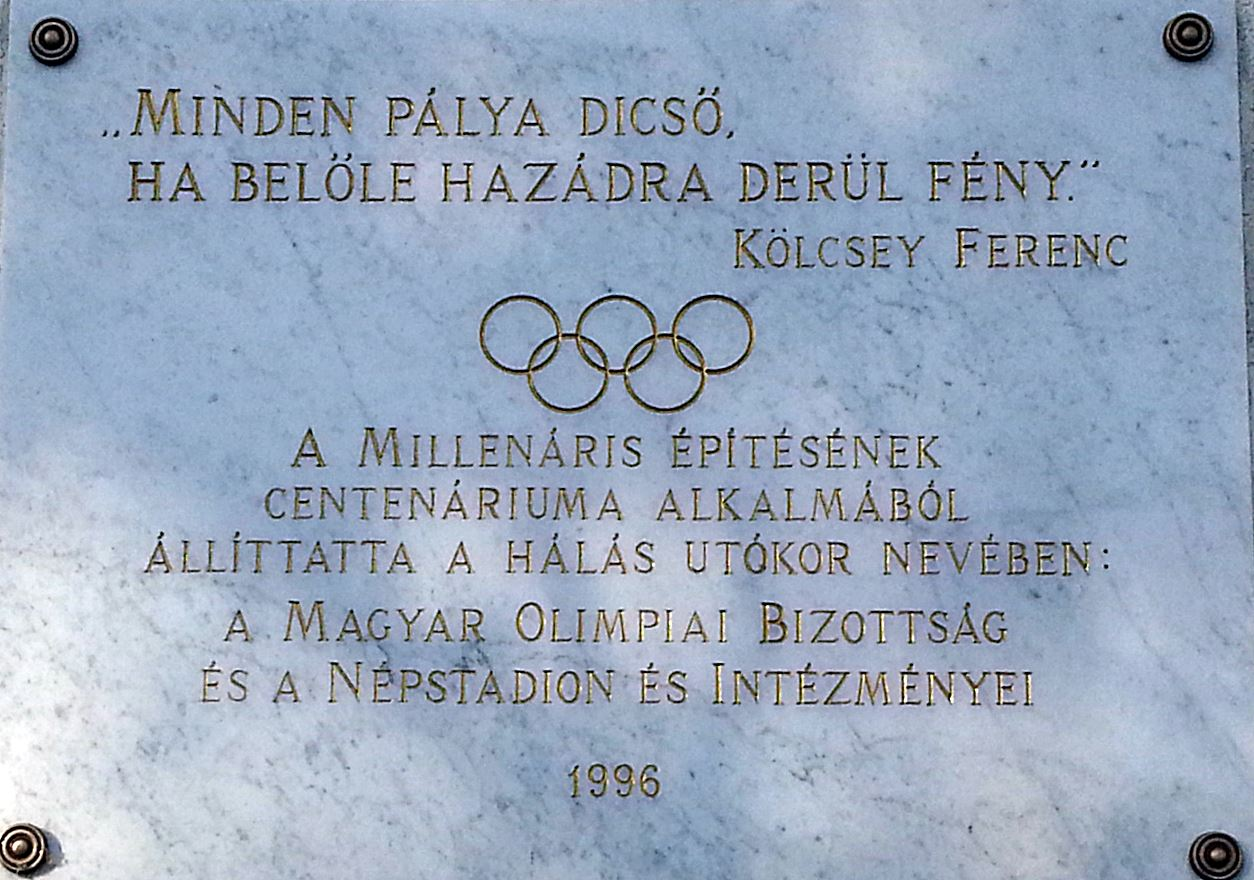
Millenáris Sportpálya Szabó József utca 3.
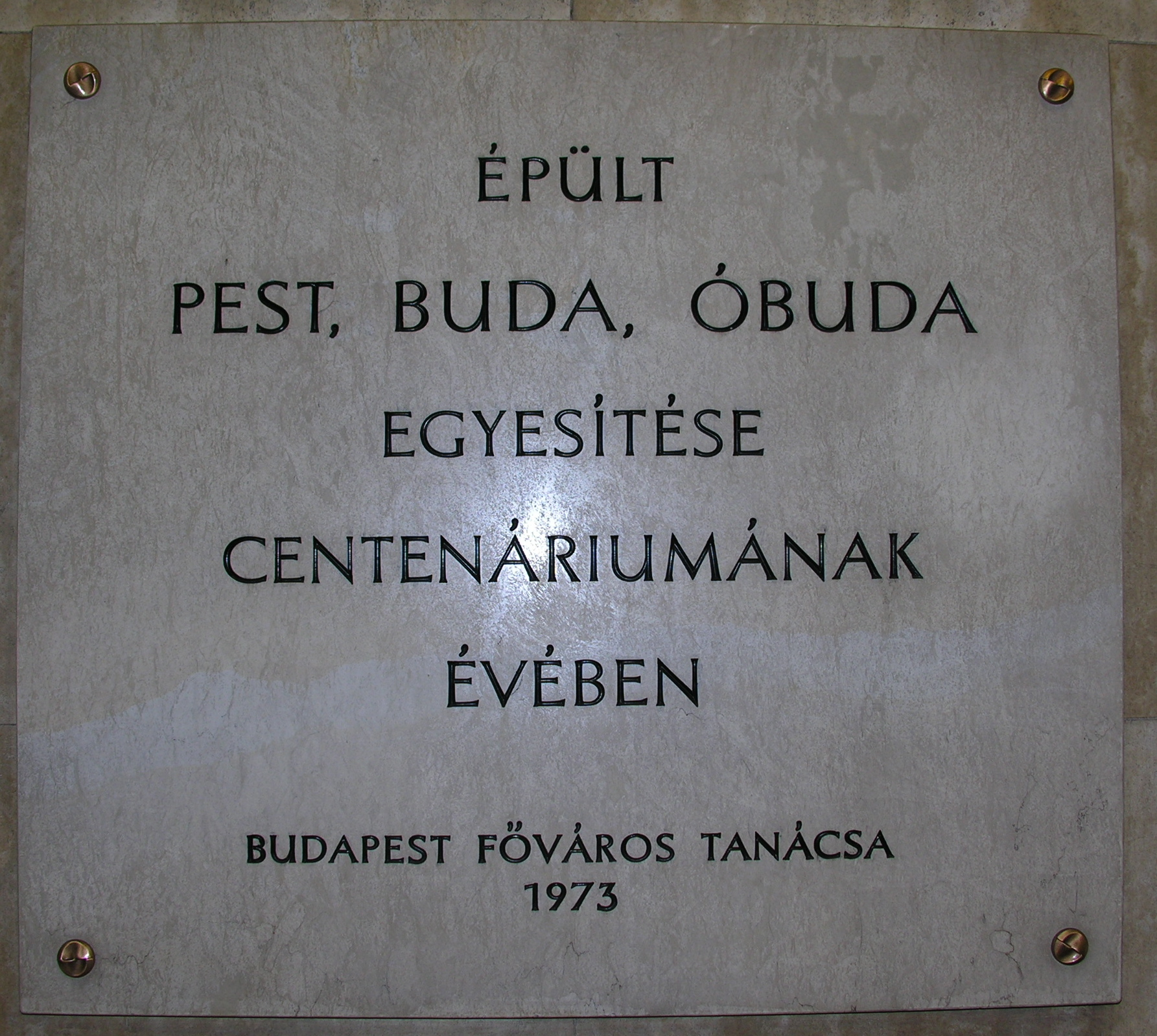
Millenniumi Földalatti Vasút, Mexikói út 70.
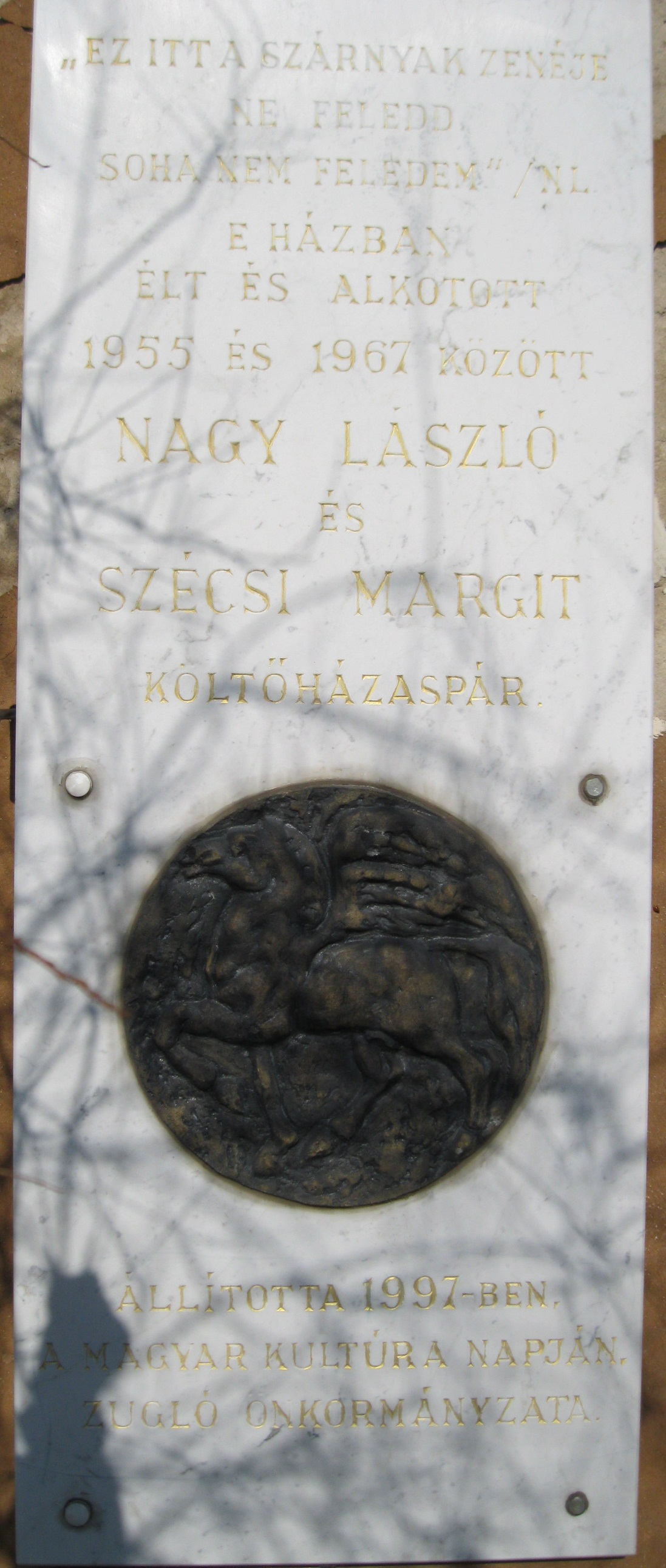
Nagy László, Angol utca 18.
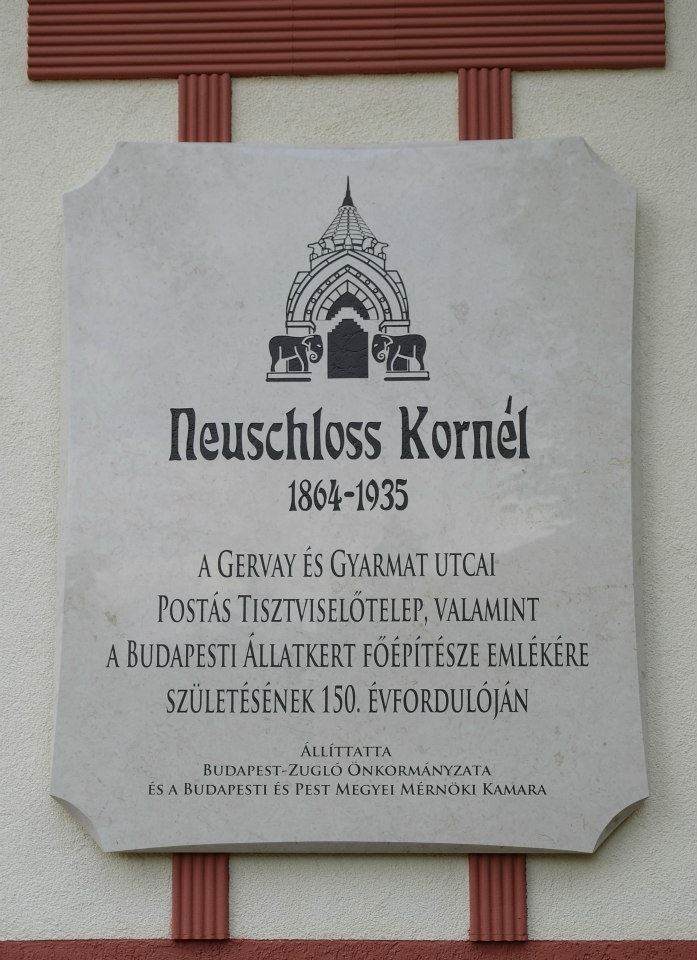
Neuschloss Kornél, Gyarmat utca 96.
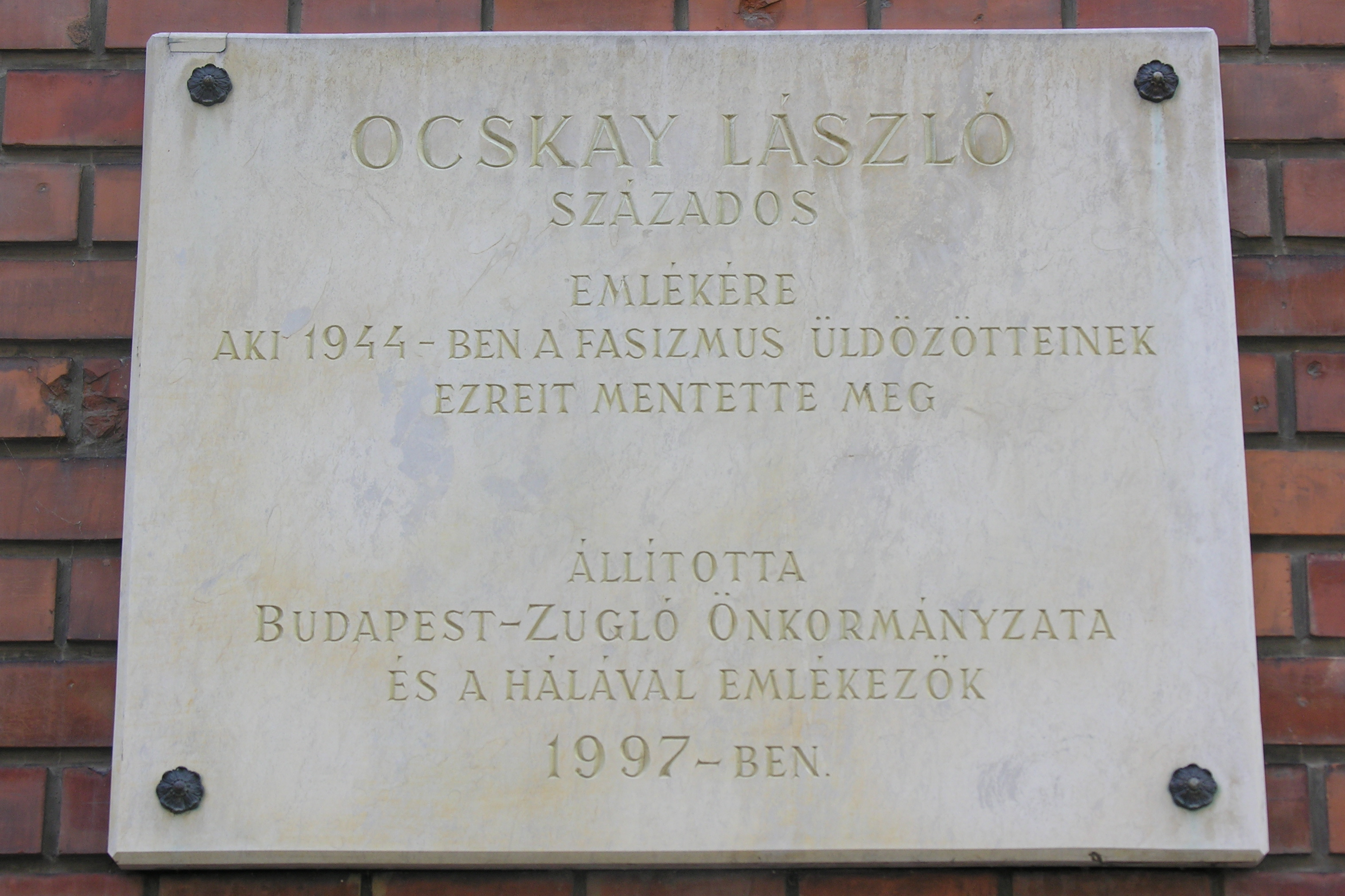
Ocskay László, Cházár András utca 10.
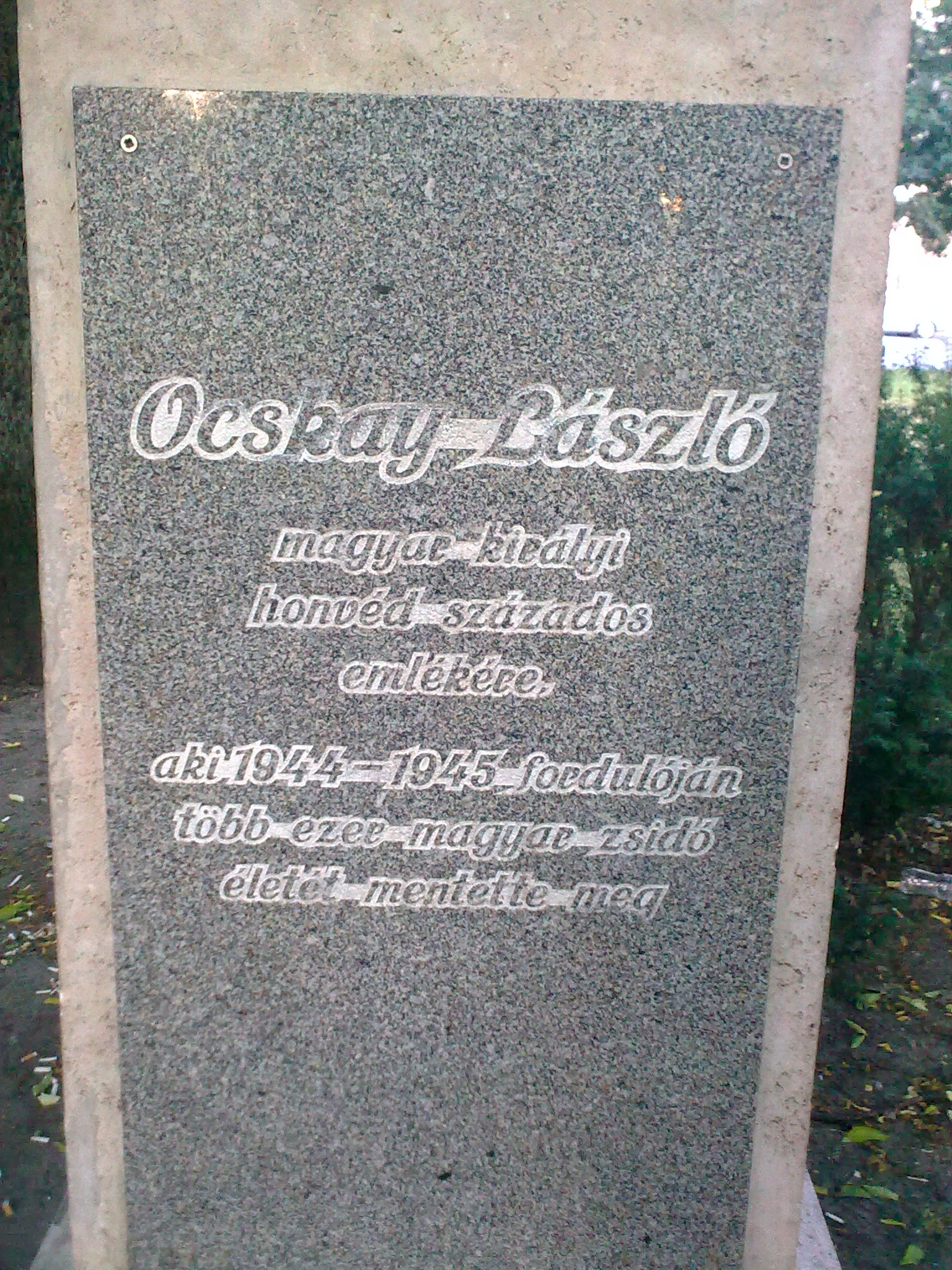
Ocskay László, Városliget
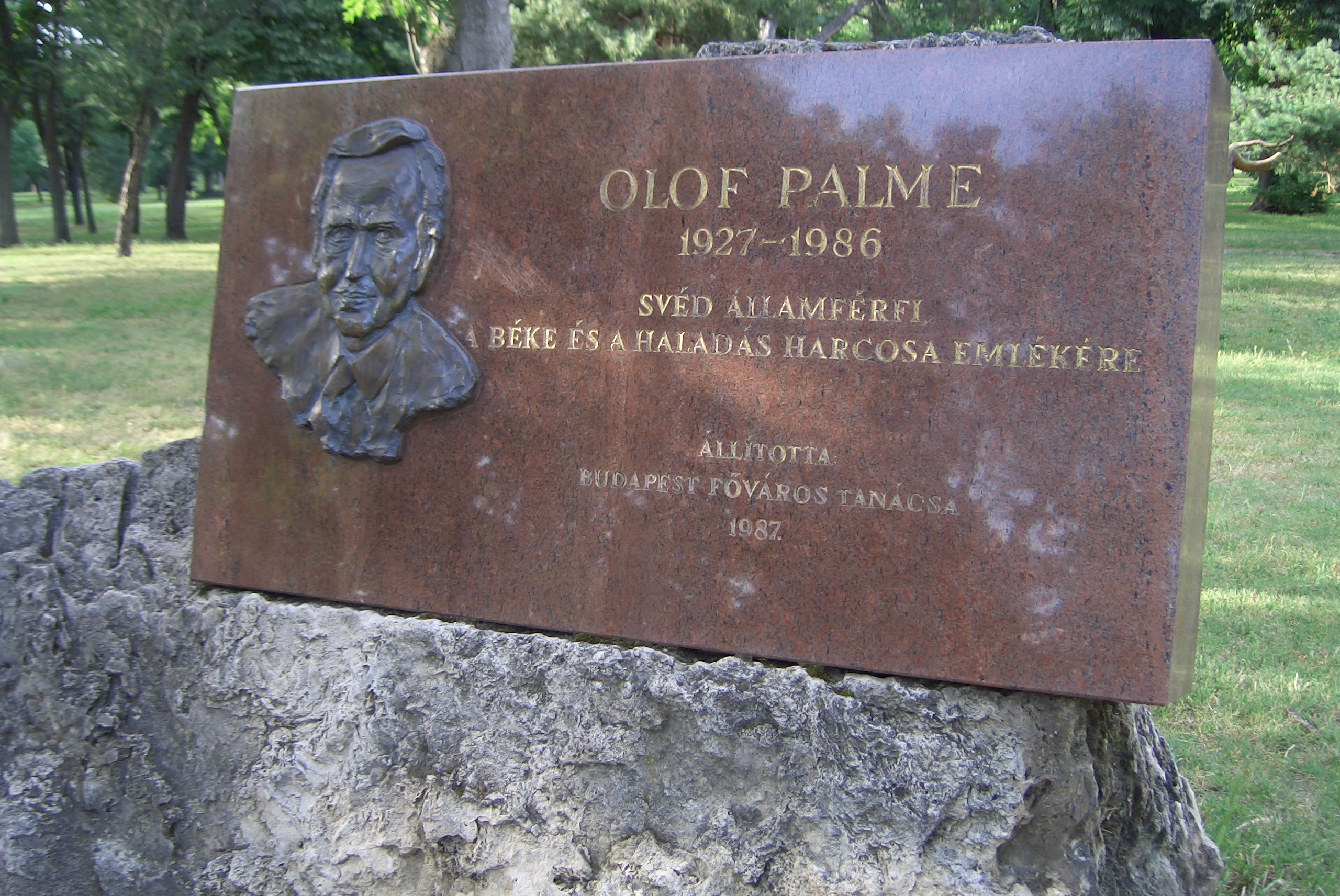
Olof Palme, Olof Palme sétány alkotó: Varga Imre
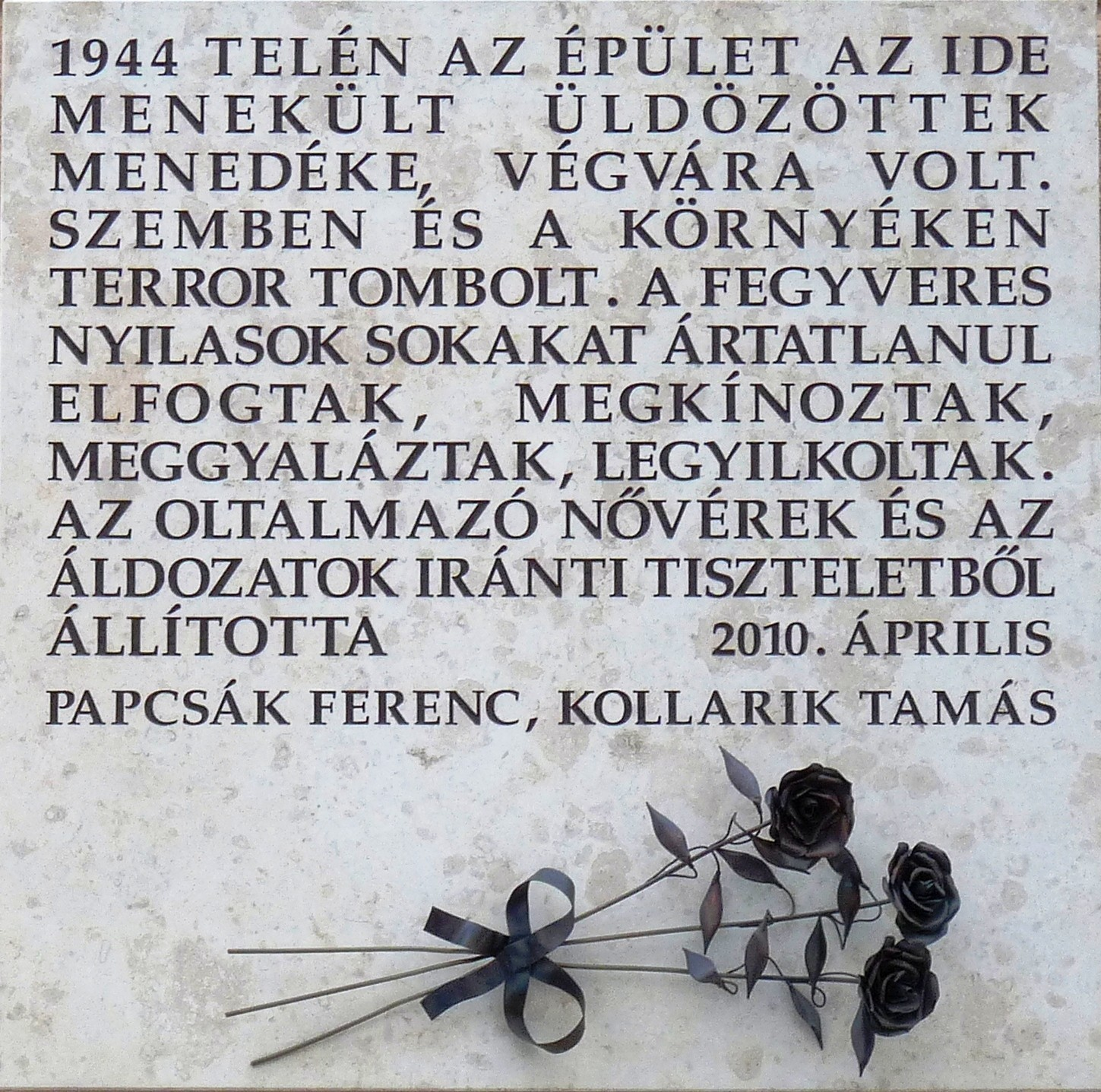
oltalmazó nővérek és áldozatok, Thököly út 69.
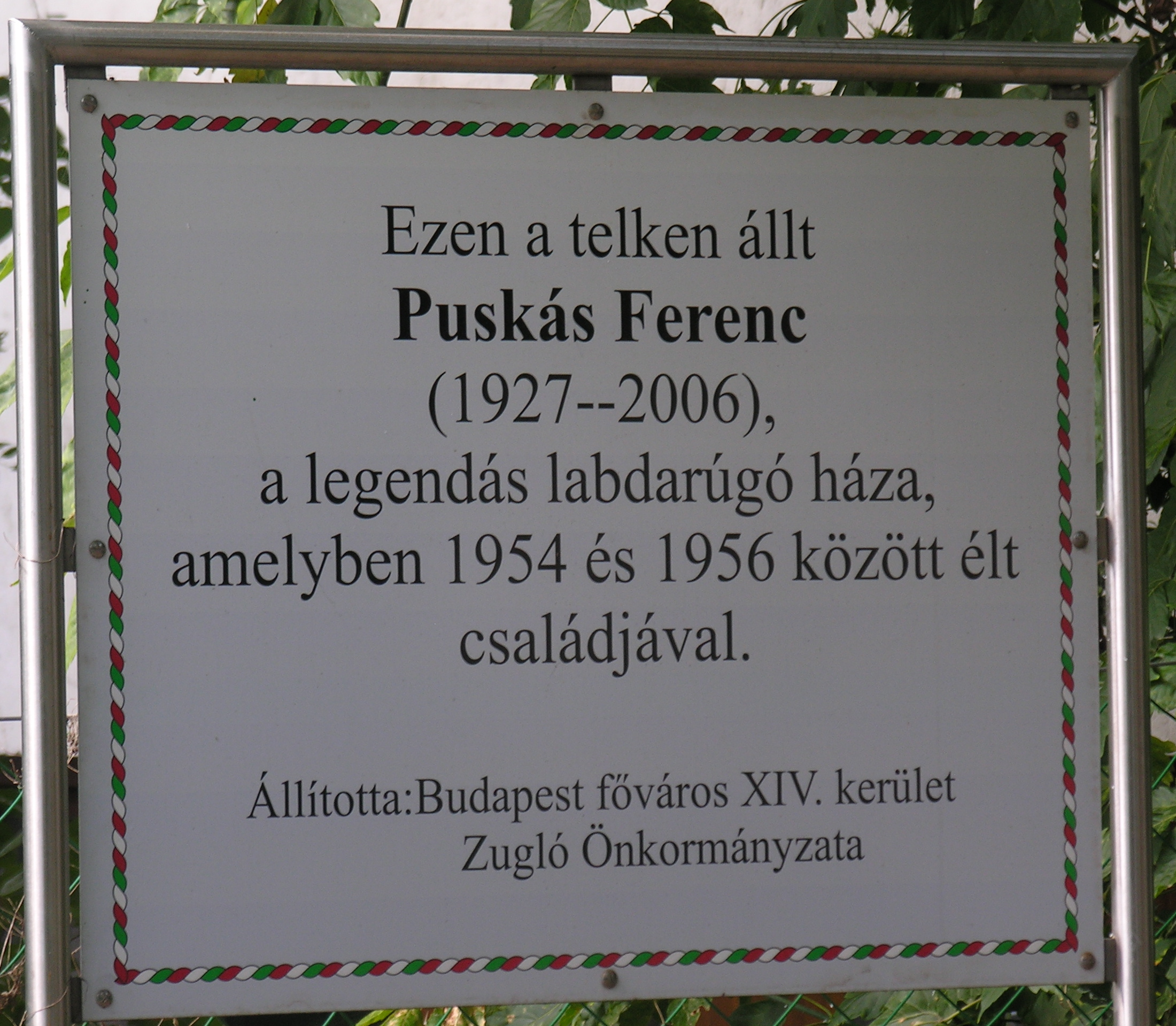
Puskás Ferenc, Columbus utca 57/a
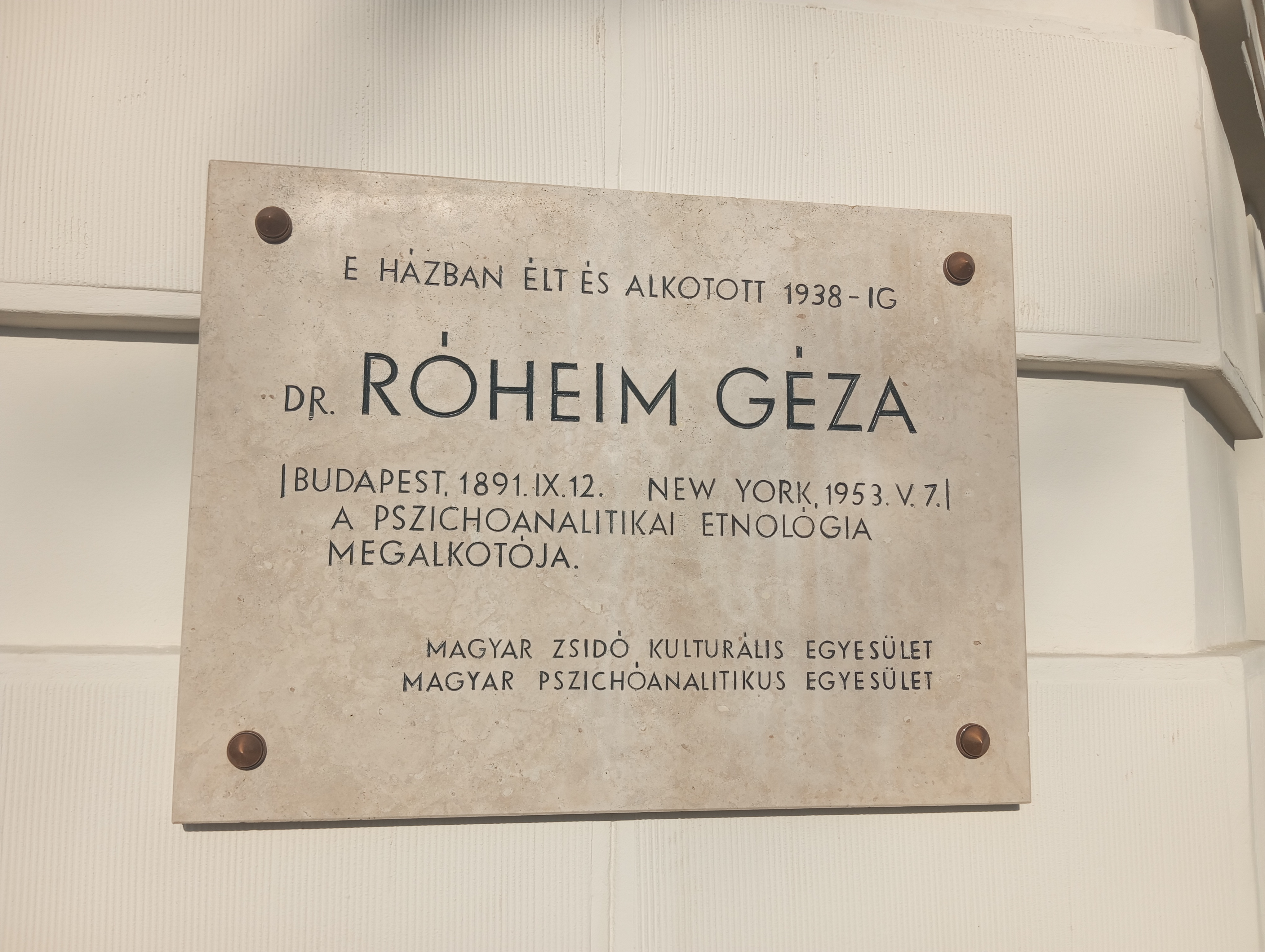
Róheim Géza, Hermina út 45.
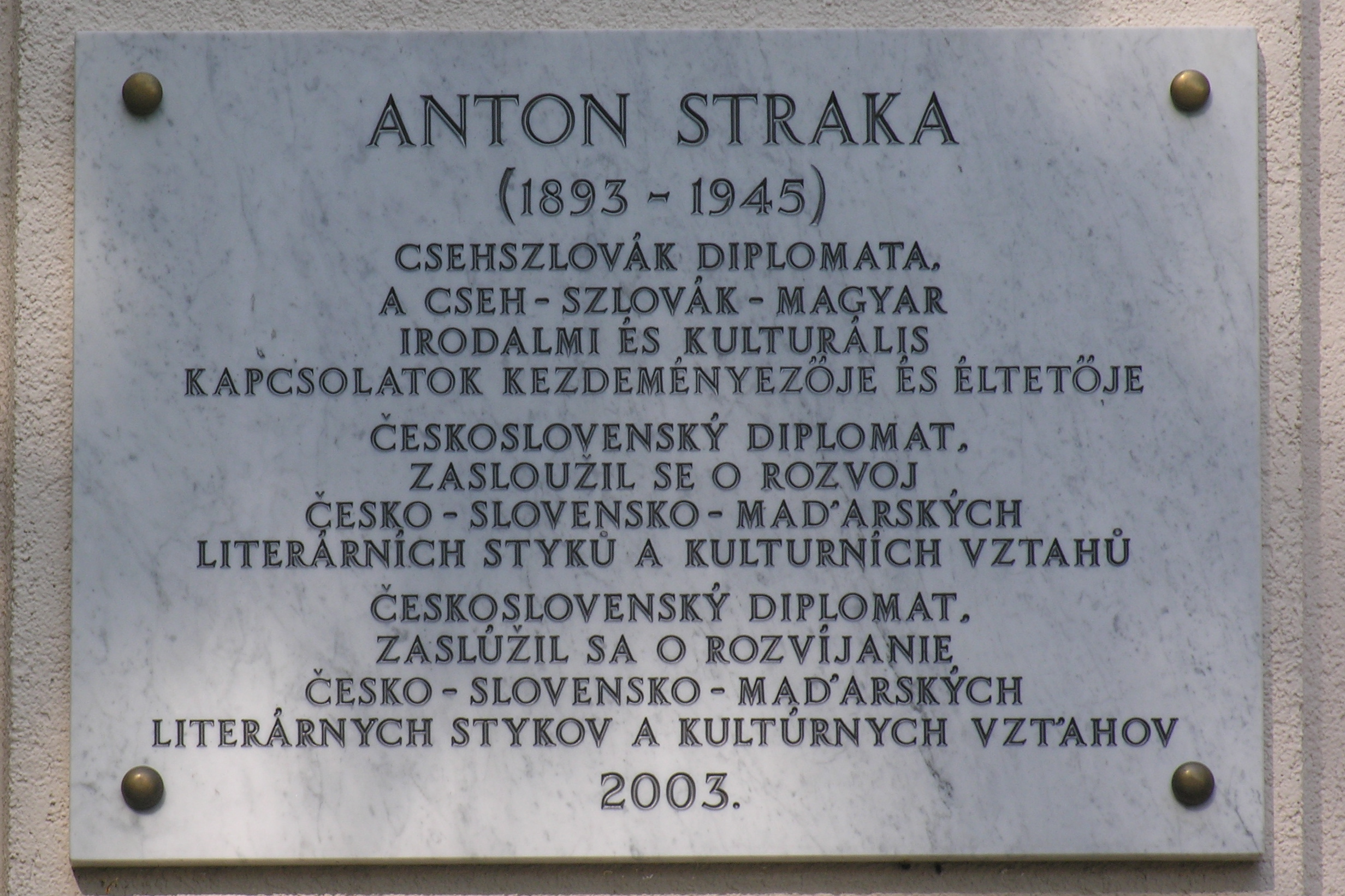
Anton Straka, Amerikai út 37.
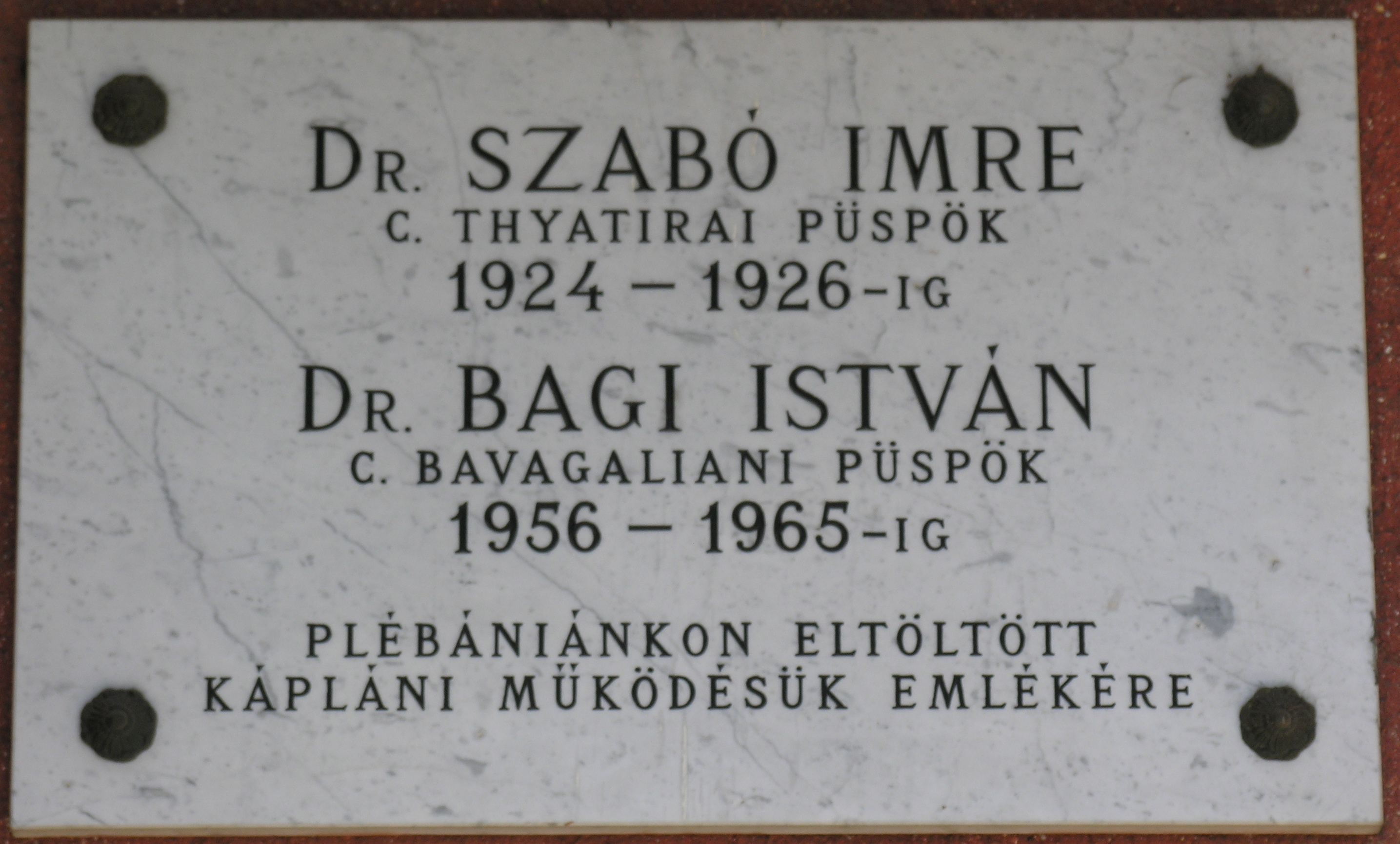
Szabó Imre, Bosnyák tér 6/a
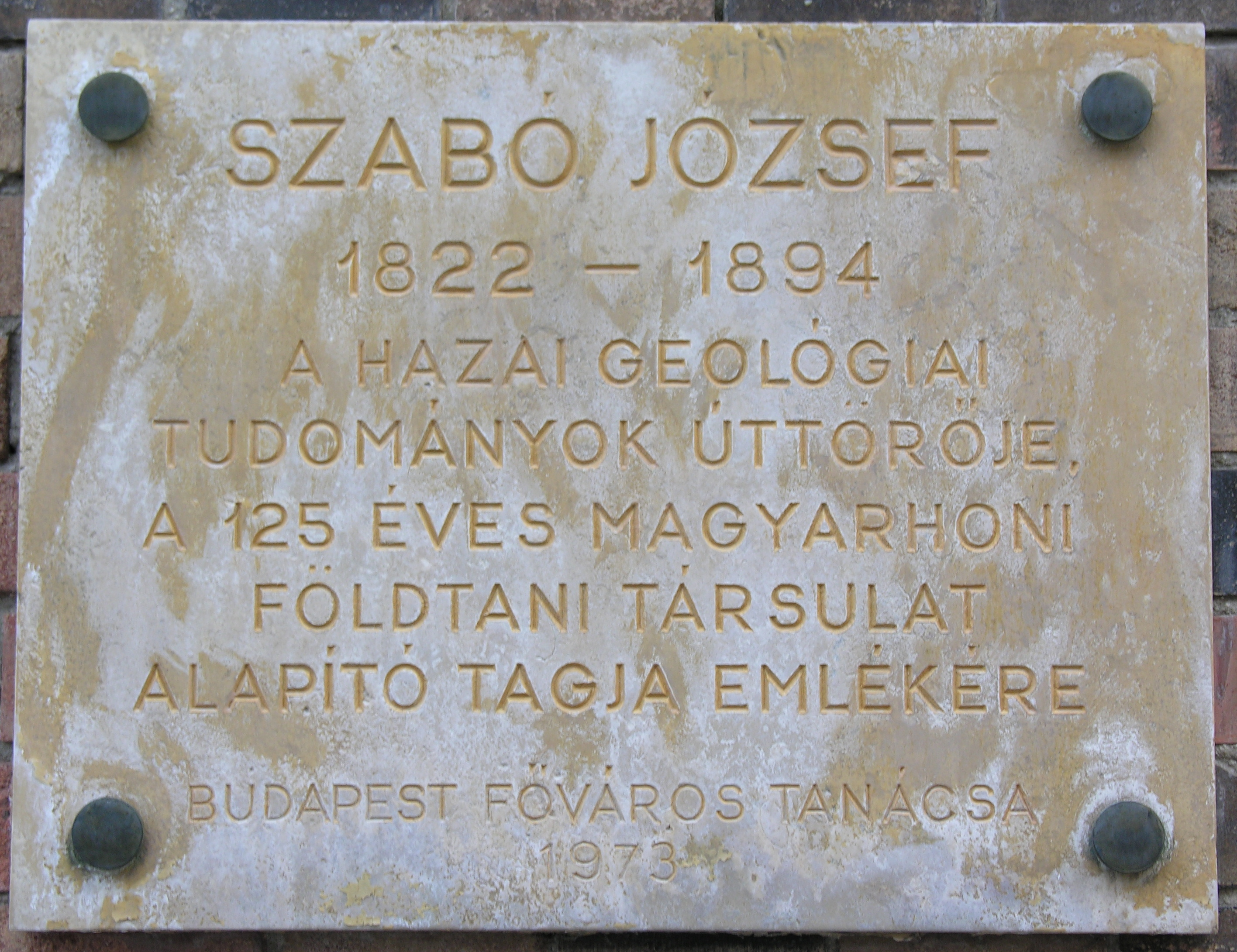
Szabó József, Szabó József köz 2.
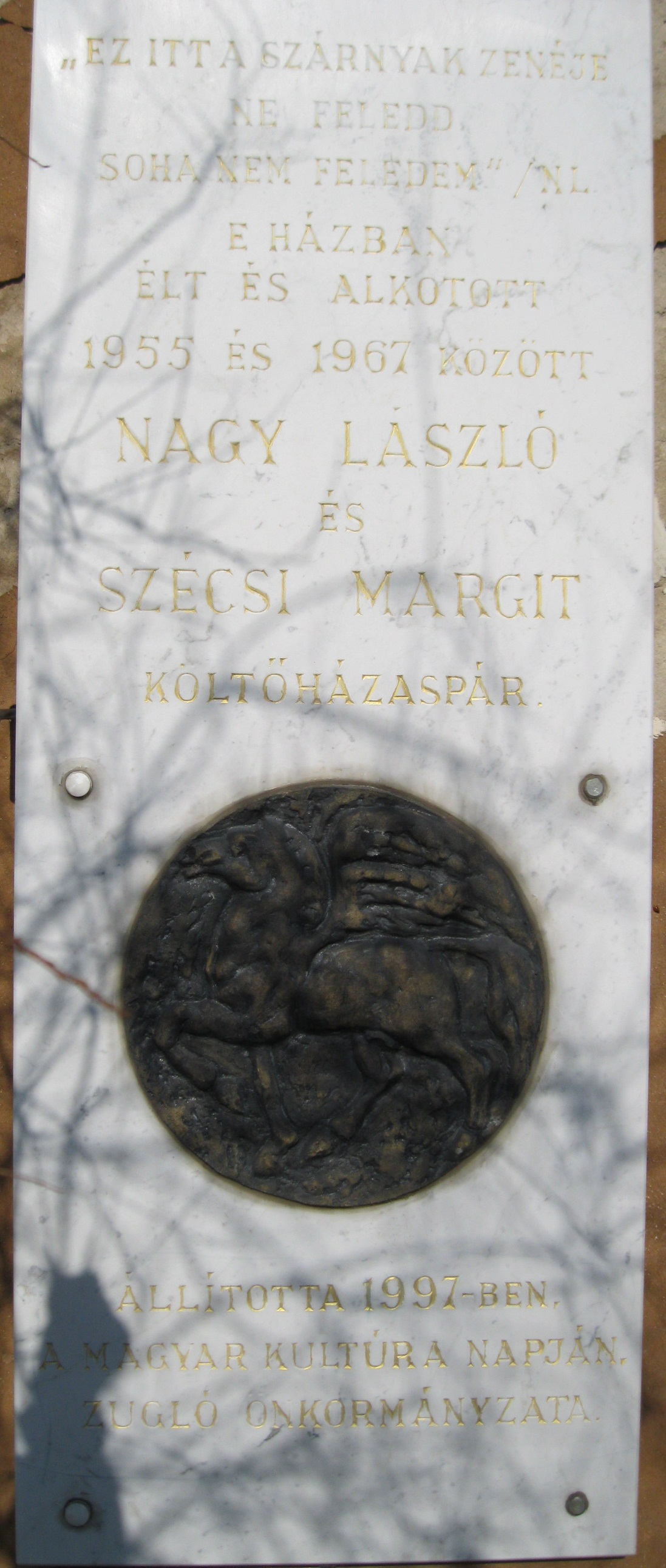
Szécsi Margit, Angol utca 18.
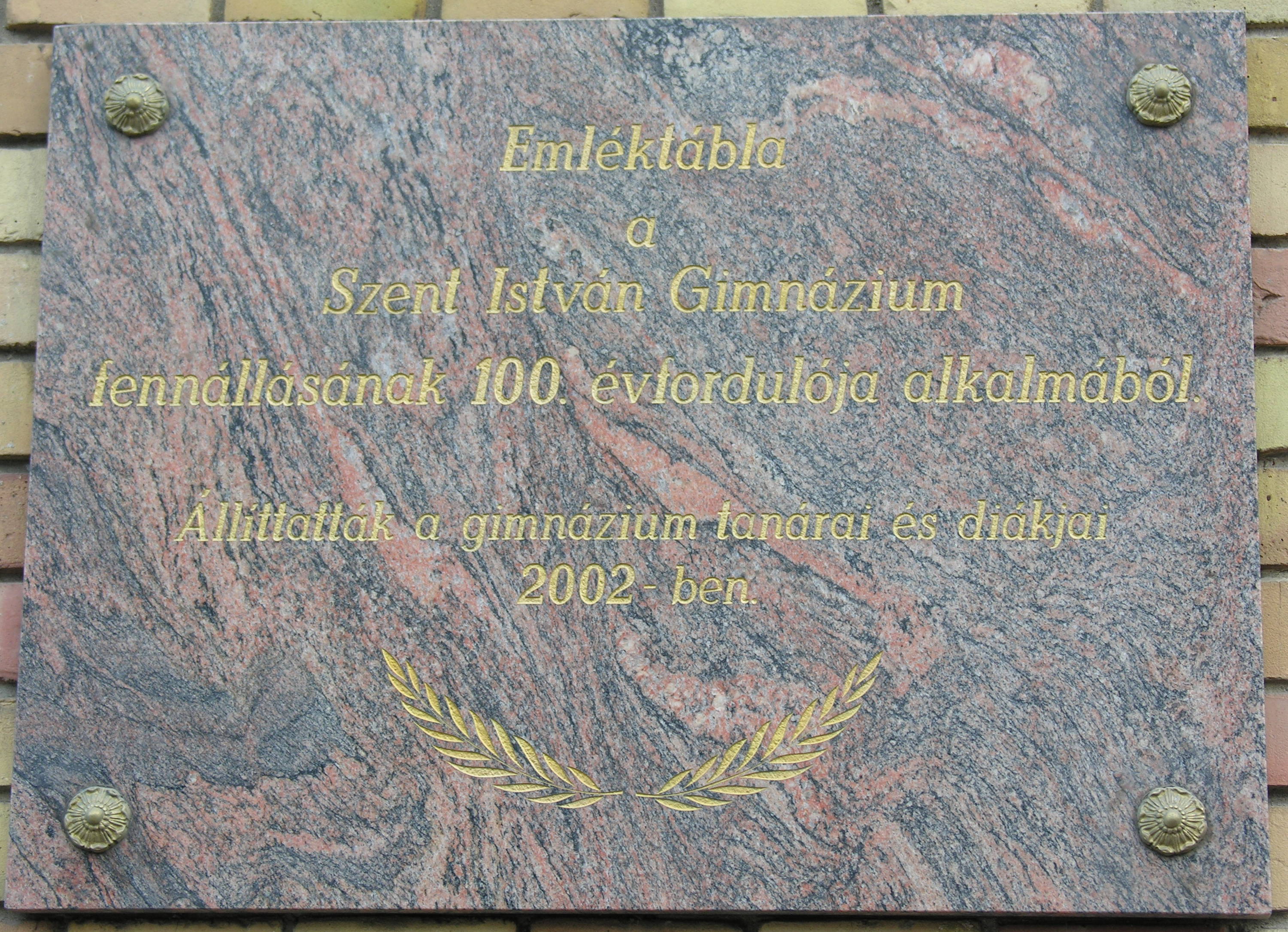
Szent István Gimnázium, Ajtósi Dürer sor 15–17.
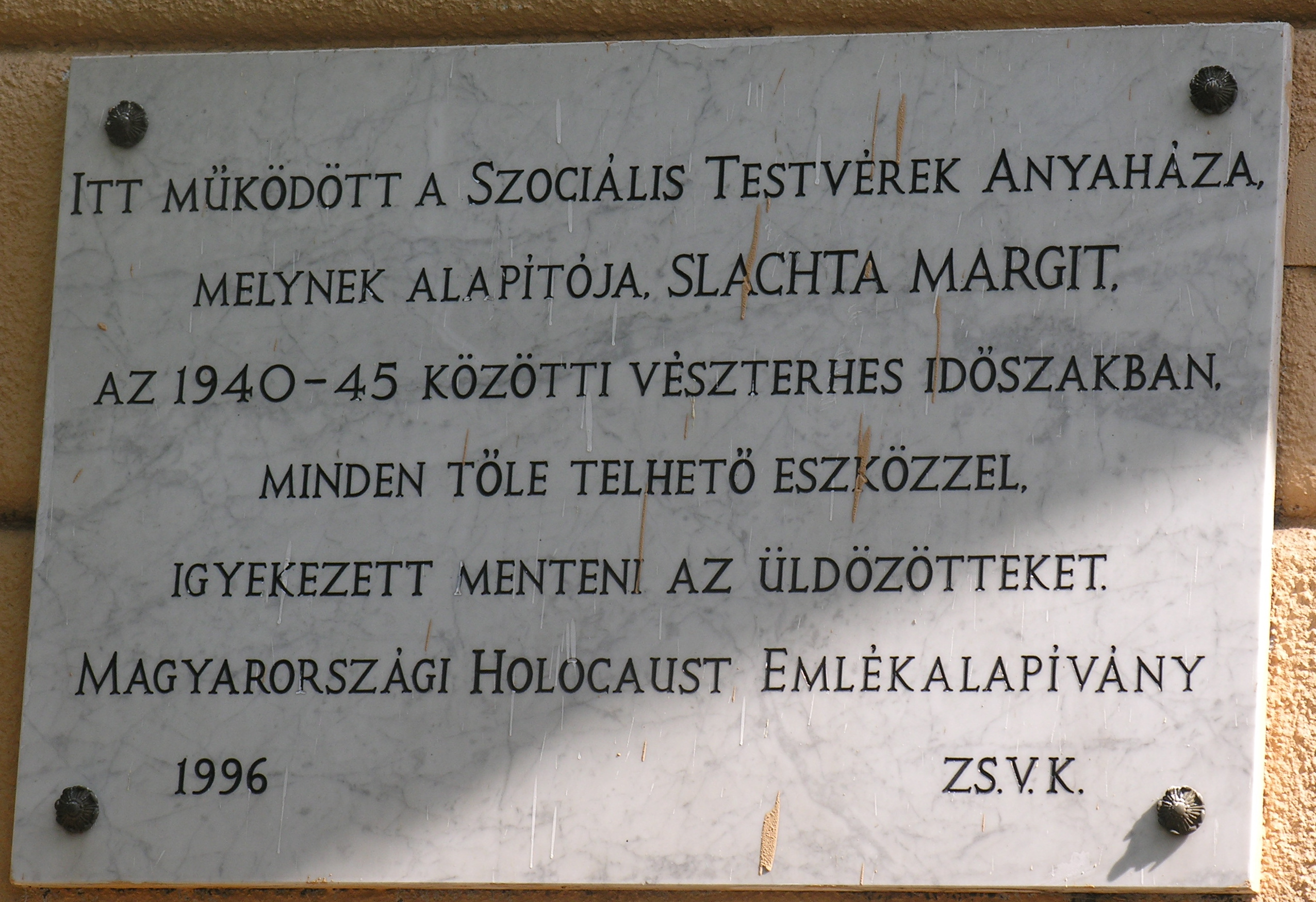
Szociális Testvérek, Slachta Margit Thököly út 69.
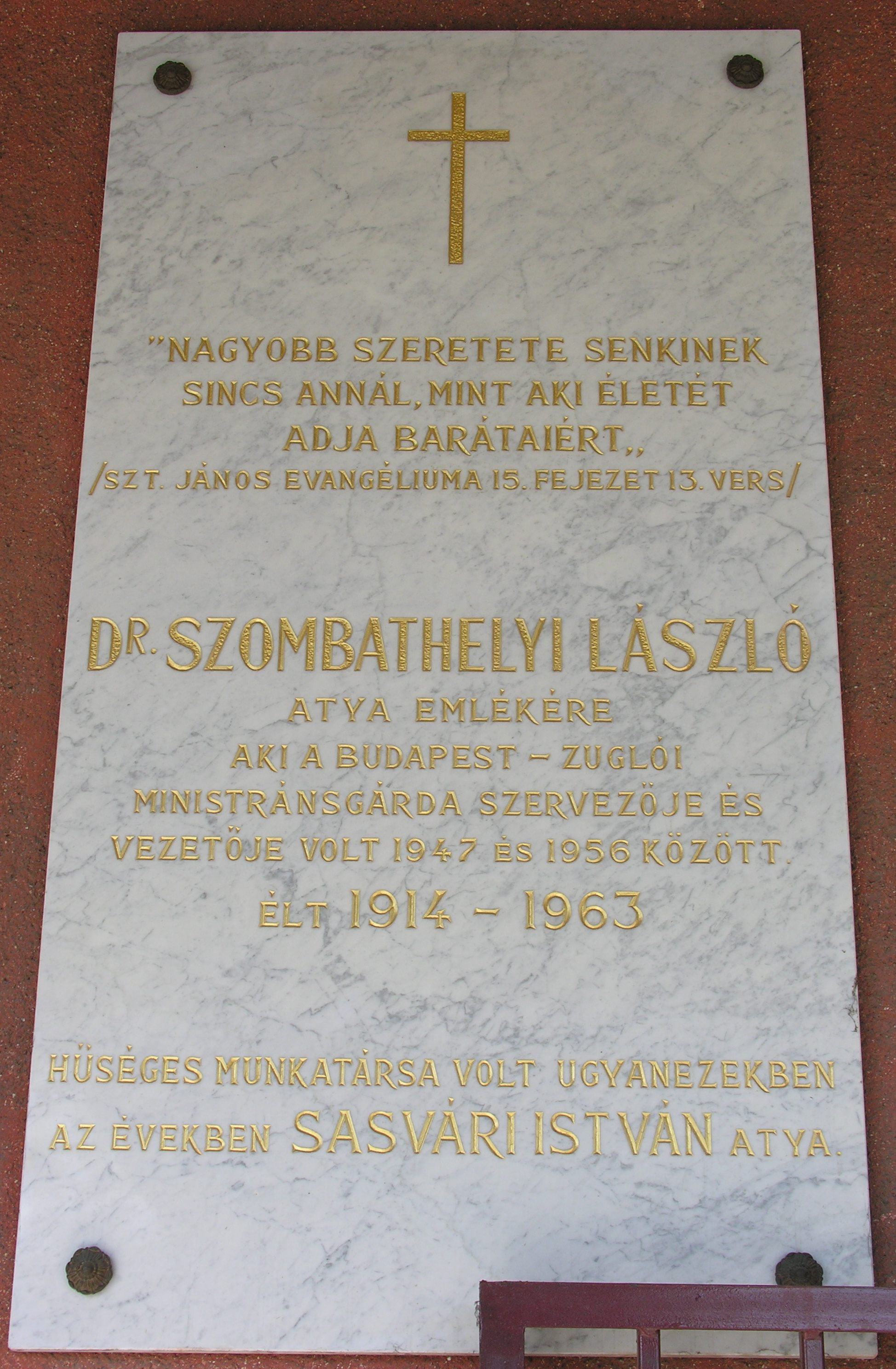
Szombathelyi László, Bosnyák tér 6/a
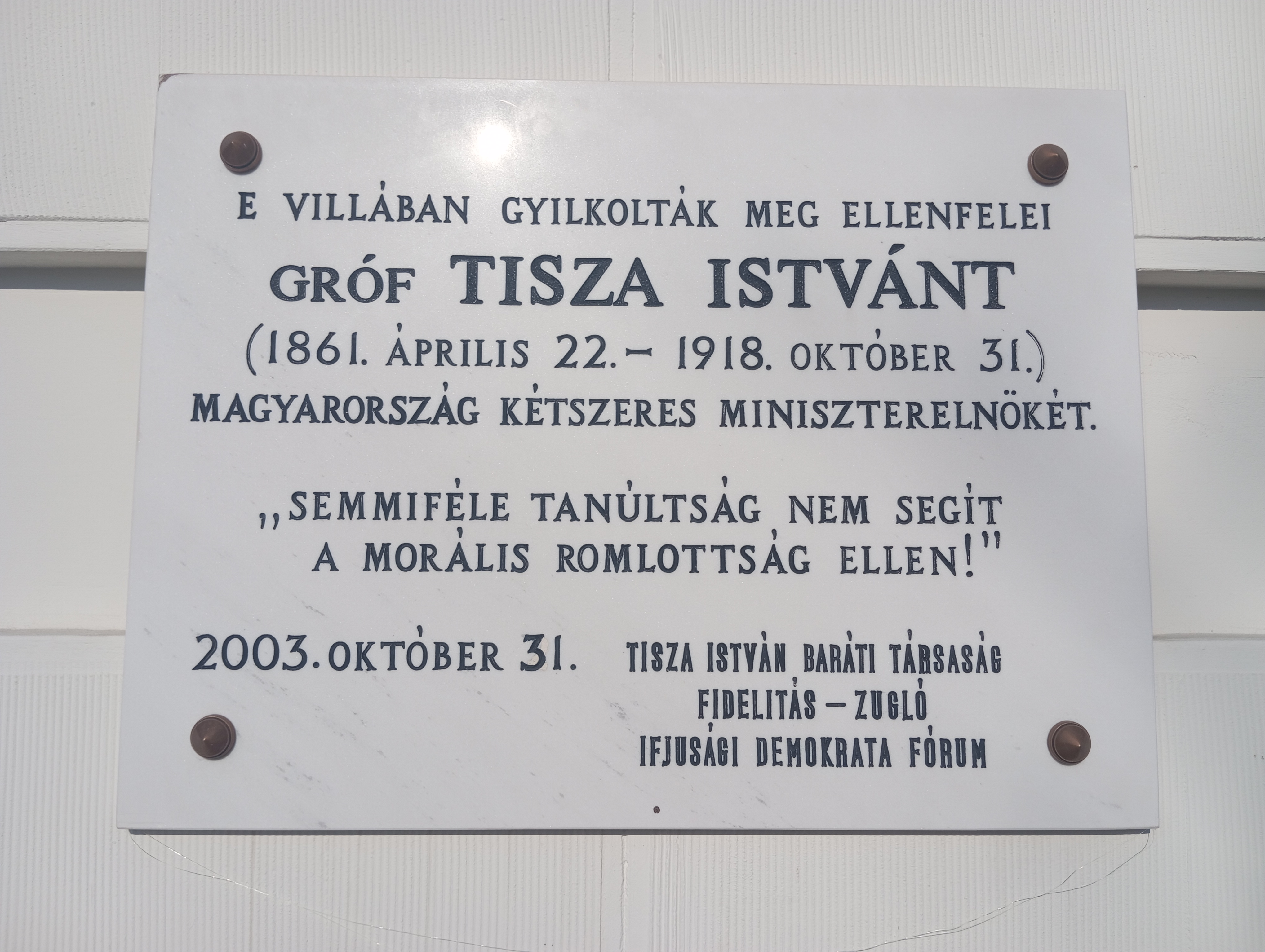
Tisza István (meggyilkolásának helyszíne), Hermina út 45.
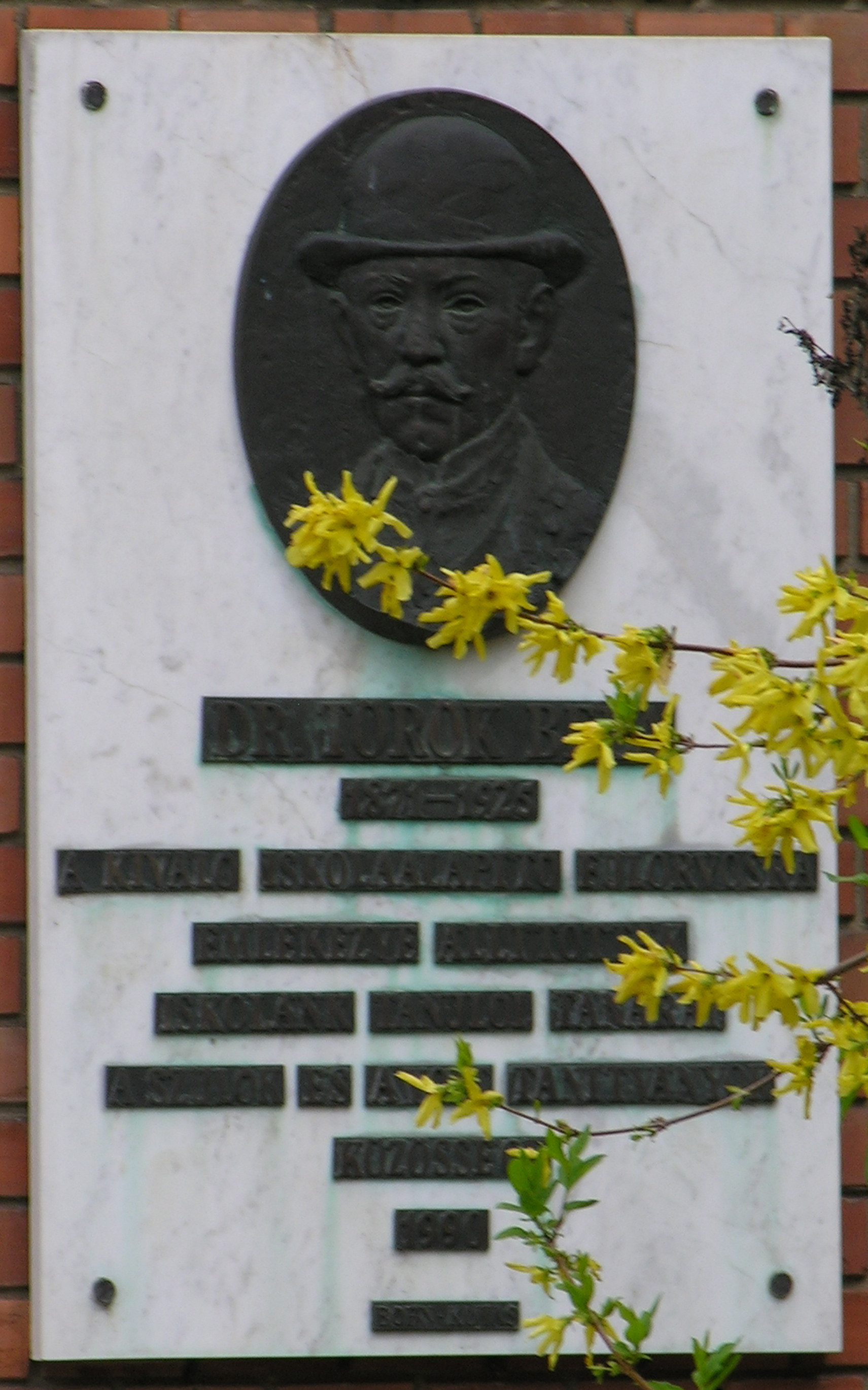
Török Béla, Rákospatak utca 101. alkotó: Kutas László
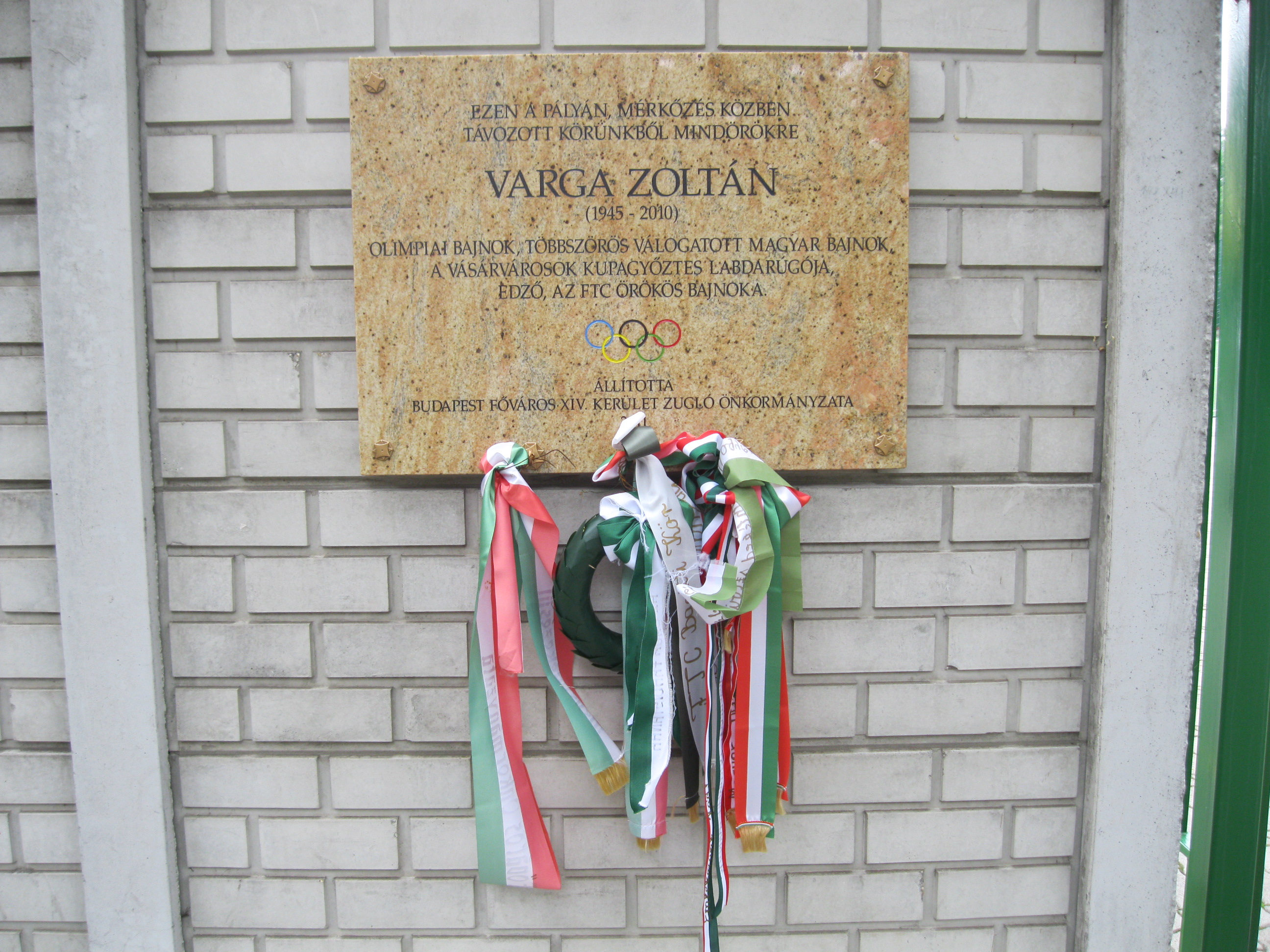
Varga Zoltán, Kövér Lajos utca 5. (Danuvia-pálya)
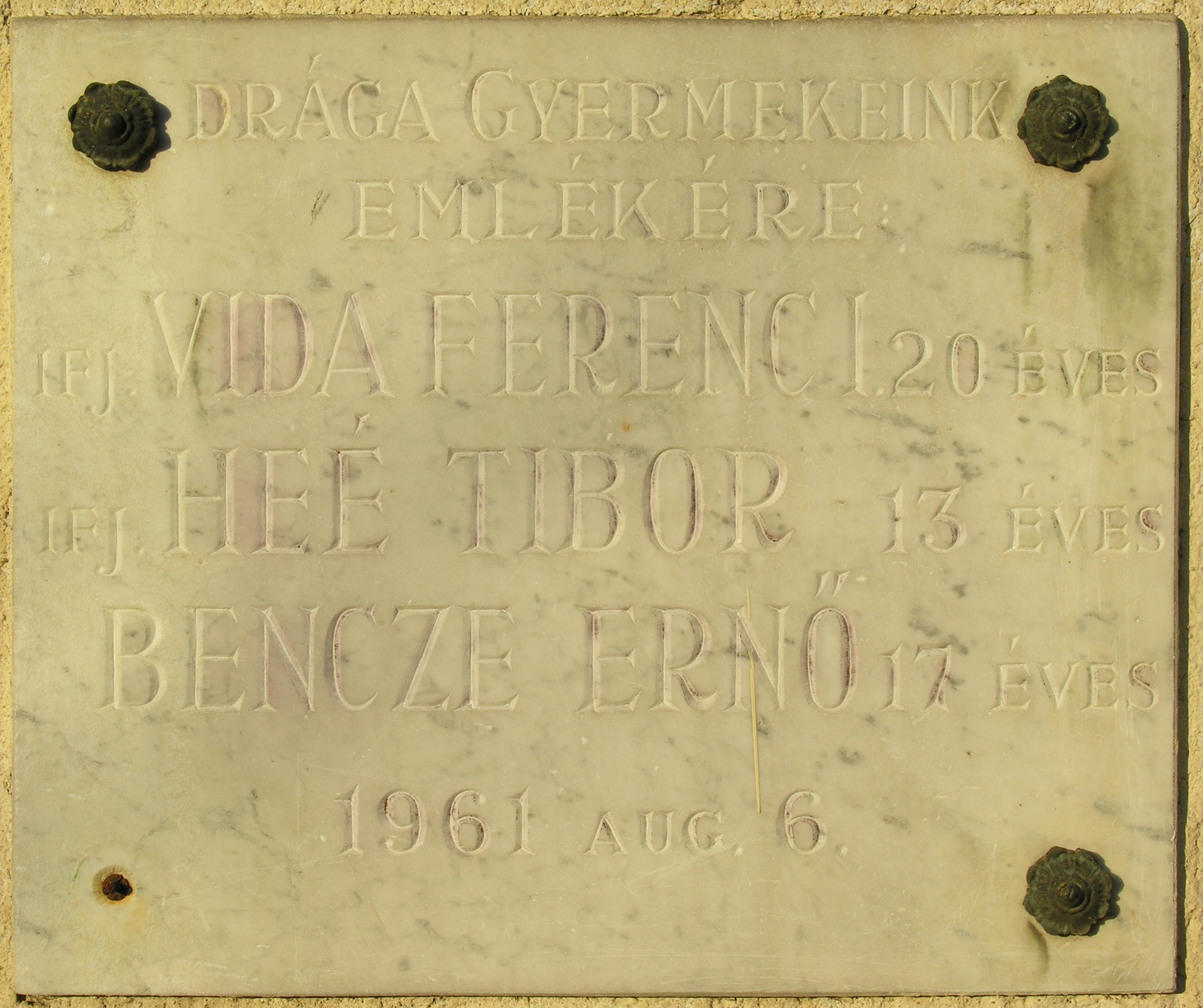
ifj. Vida Ferenc, Róna utca 224.
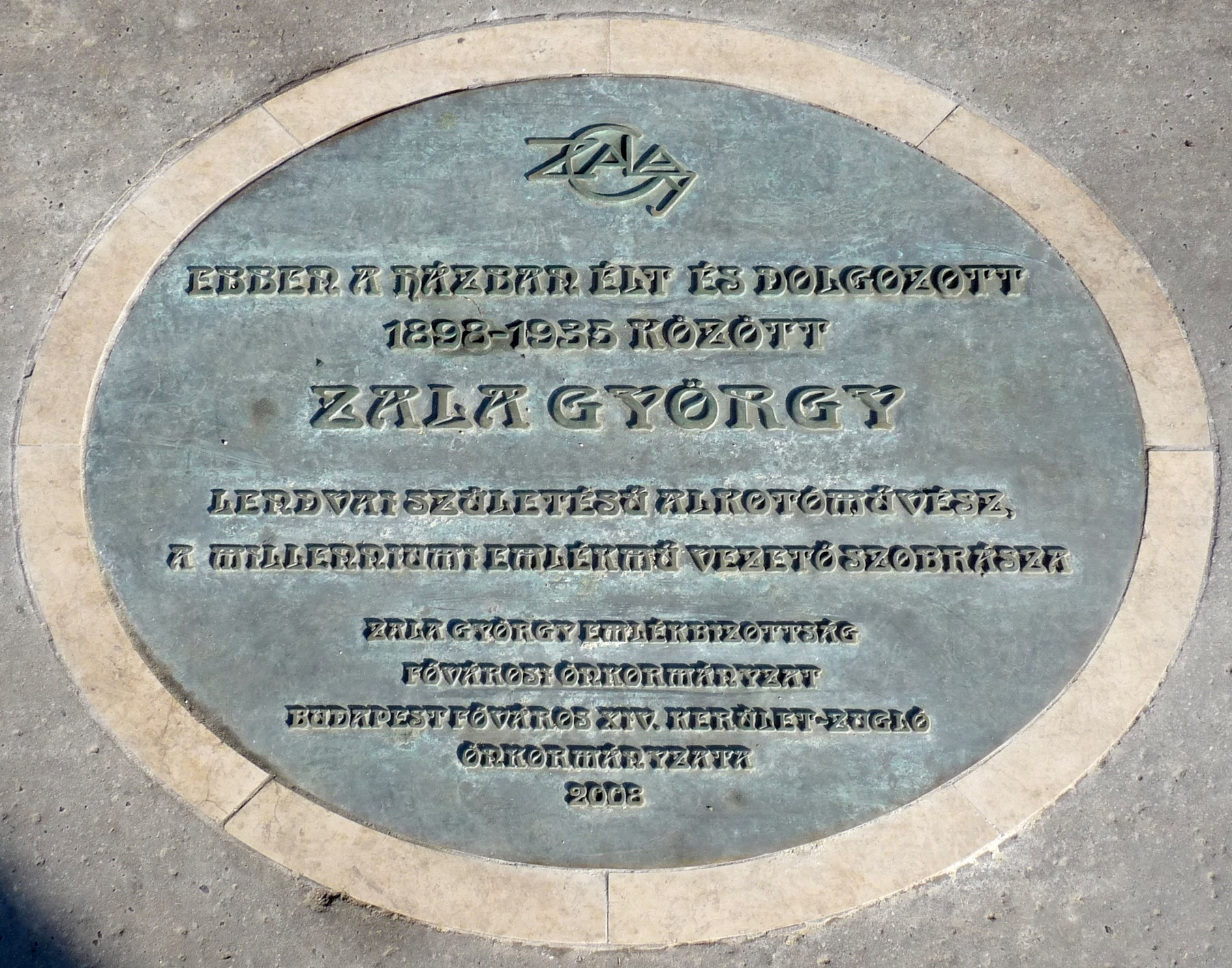
Zala György, Stefánia út 111. alkotó: Kampfl József
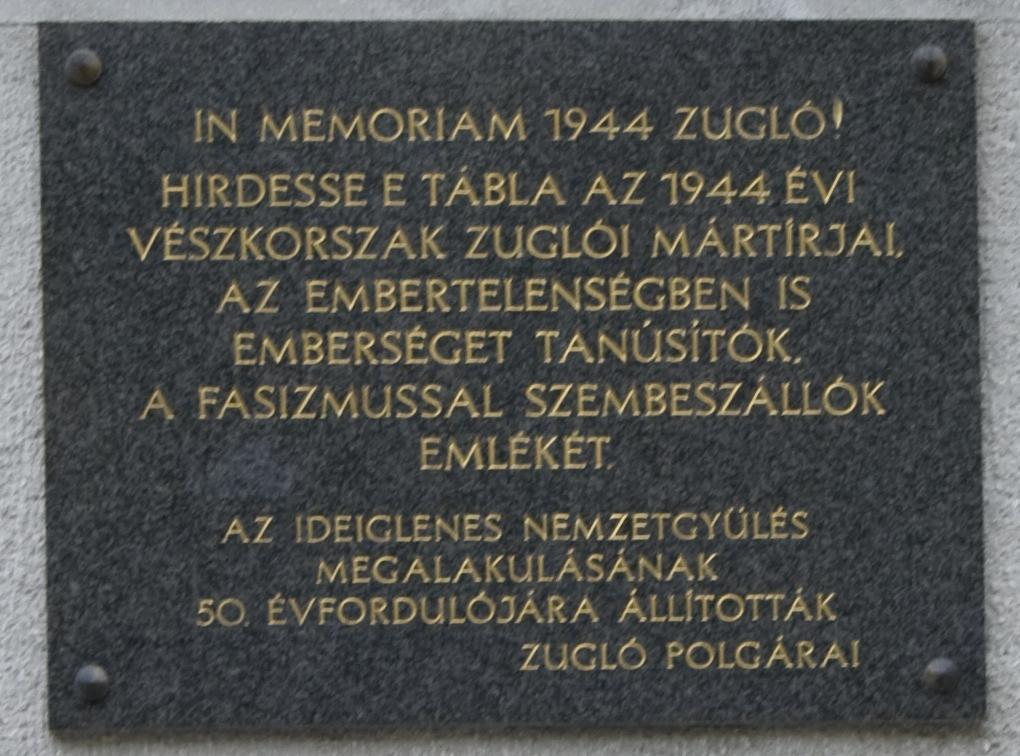
Zuglói mártírok, Amerikai út 57.
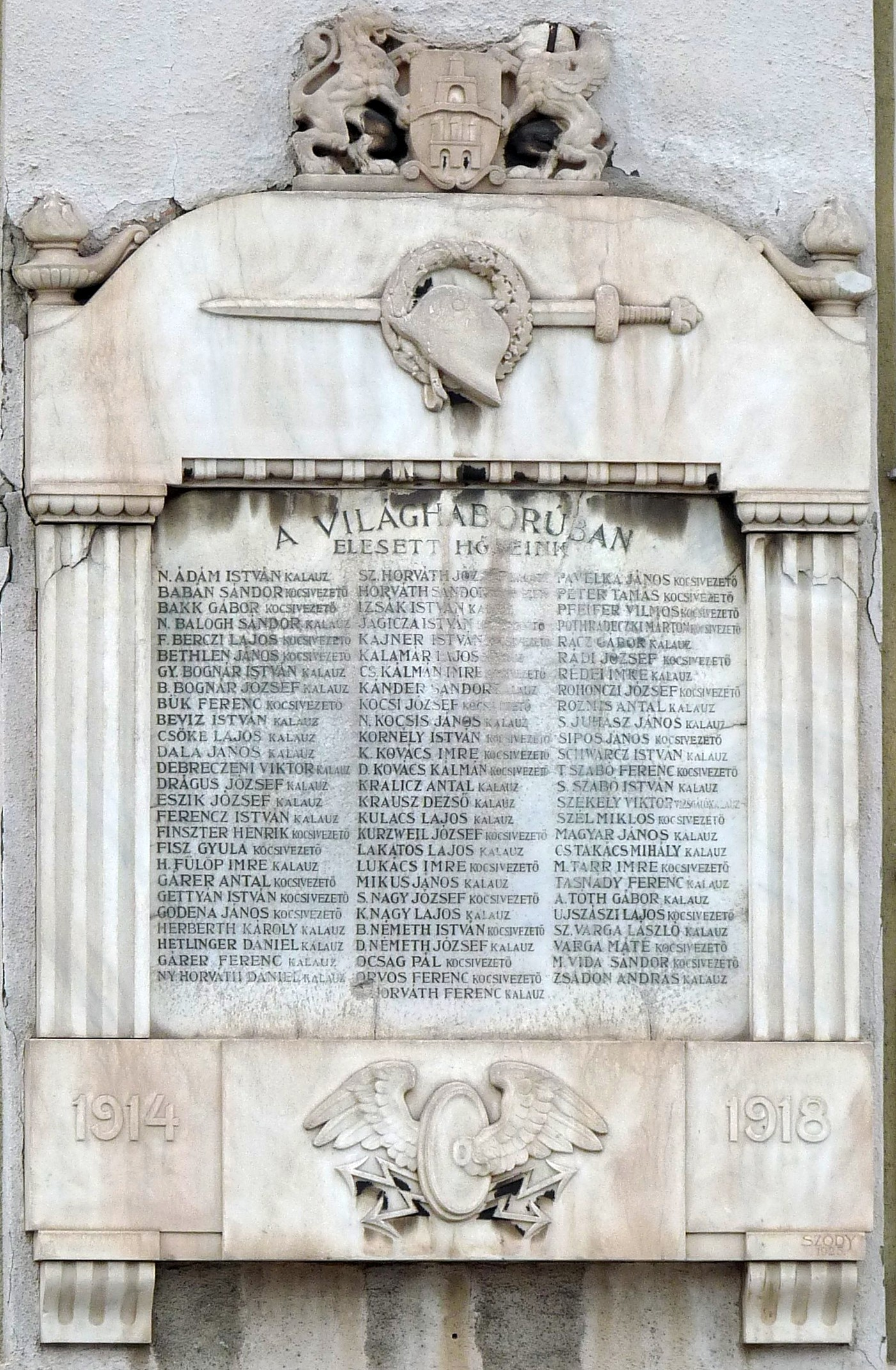
Zugló kocsiszín I. világháborús halottai I., Thököly út 173. alkotó: Sződy Szilárd
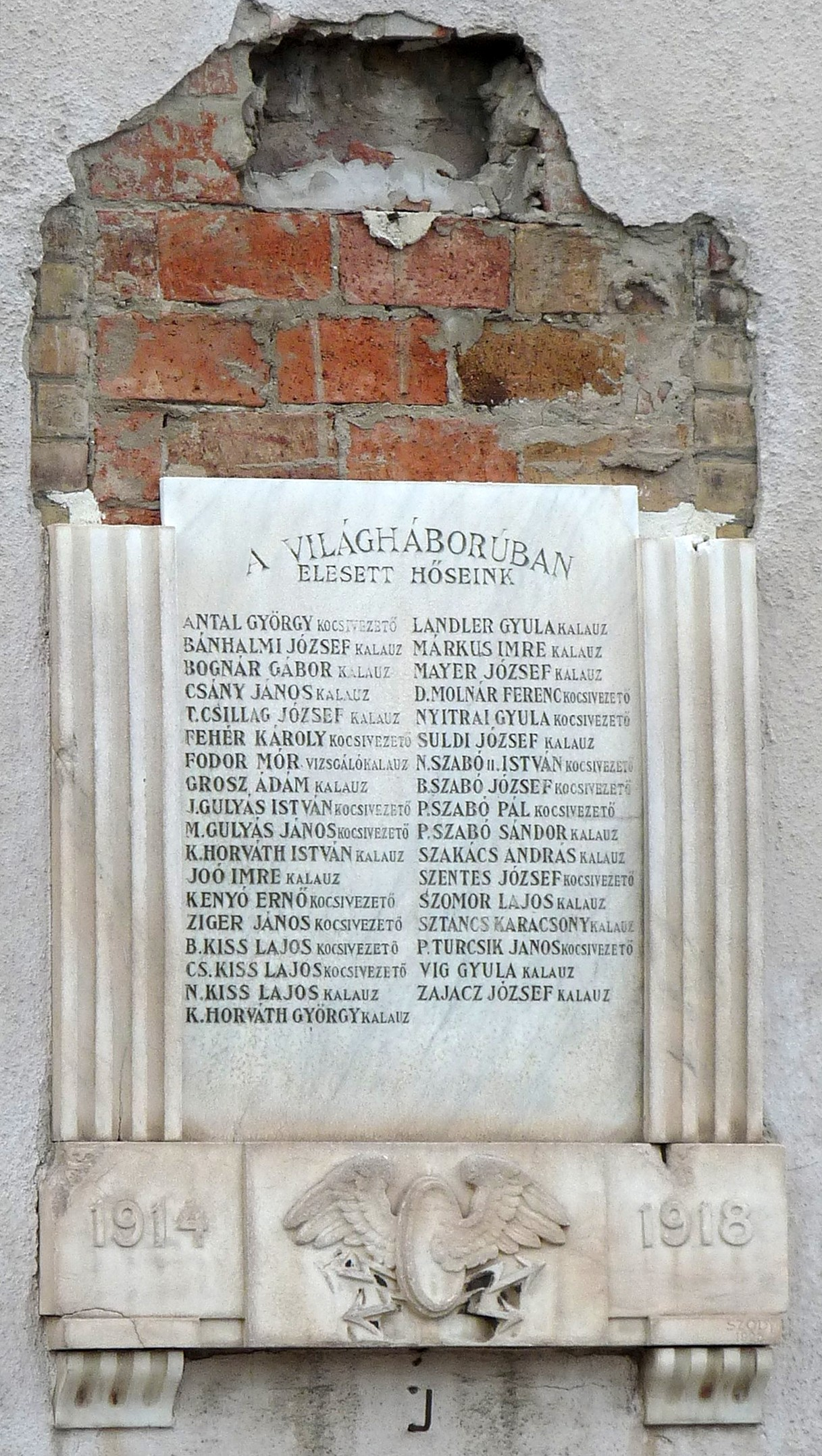
Zugló kocsiszín I. világháborús halottai II., Thököly út 173. alkotó: Sződy Szilárd
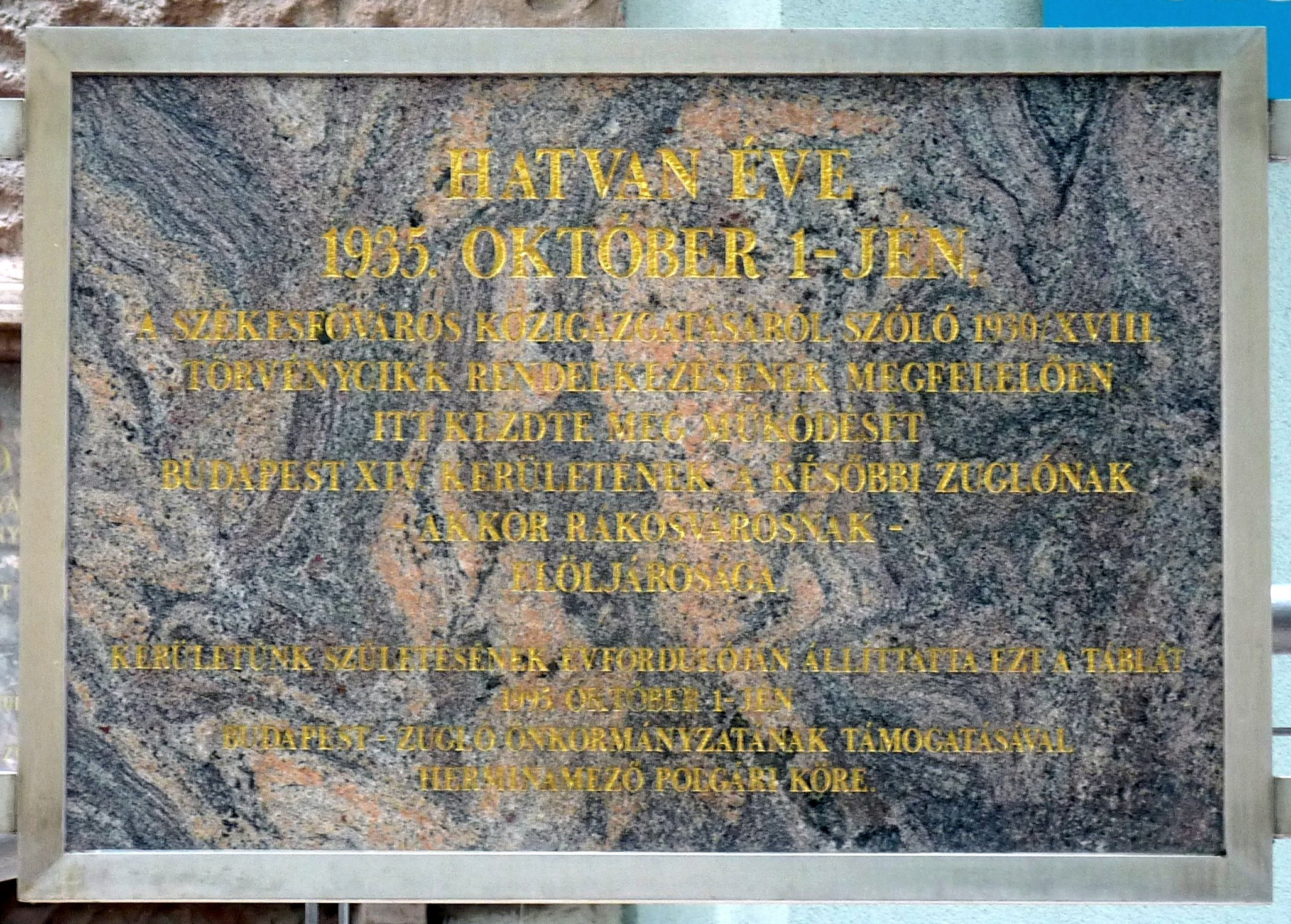
Zugló (Rákosváros) elöljárósága 60 éves, Pétervárad utca 173.
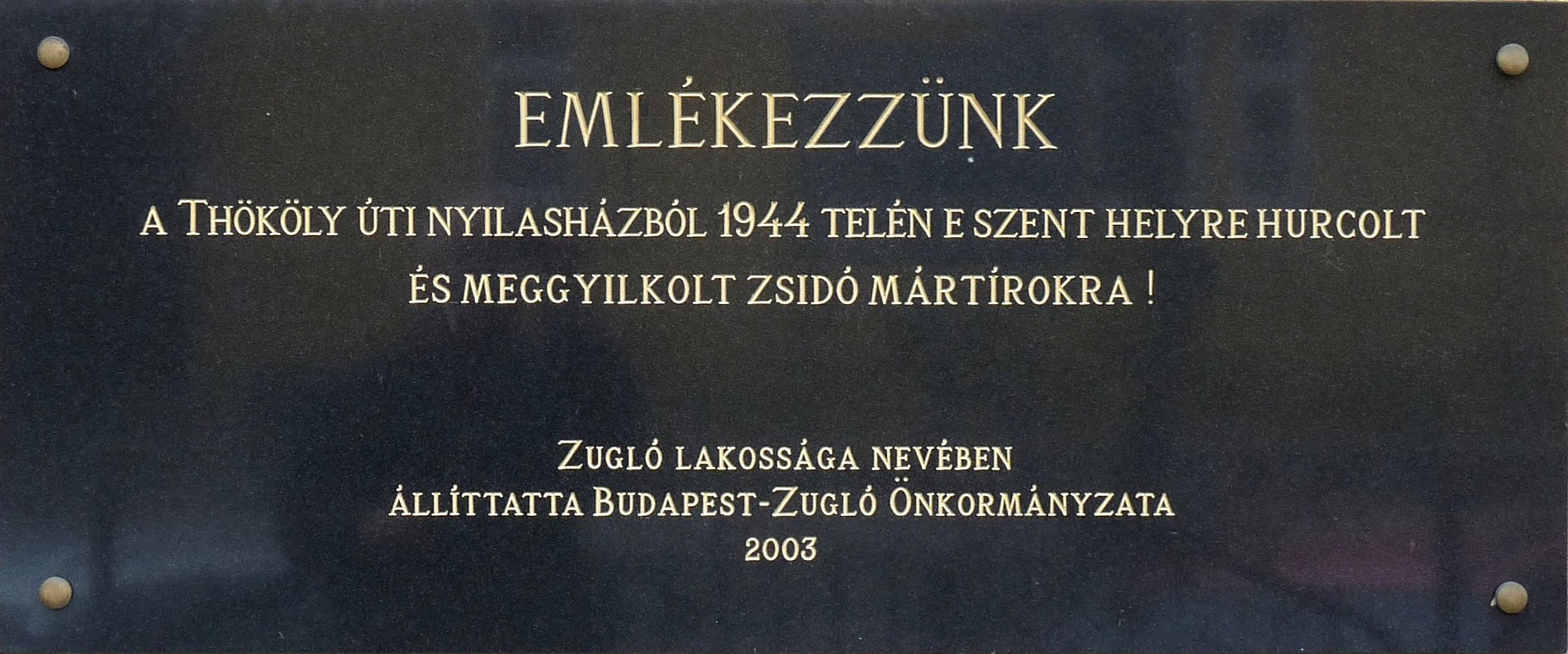
zsidó mártírok, Thököly út 83.

### Botlatókövek

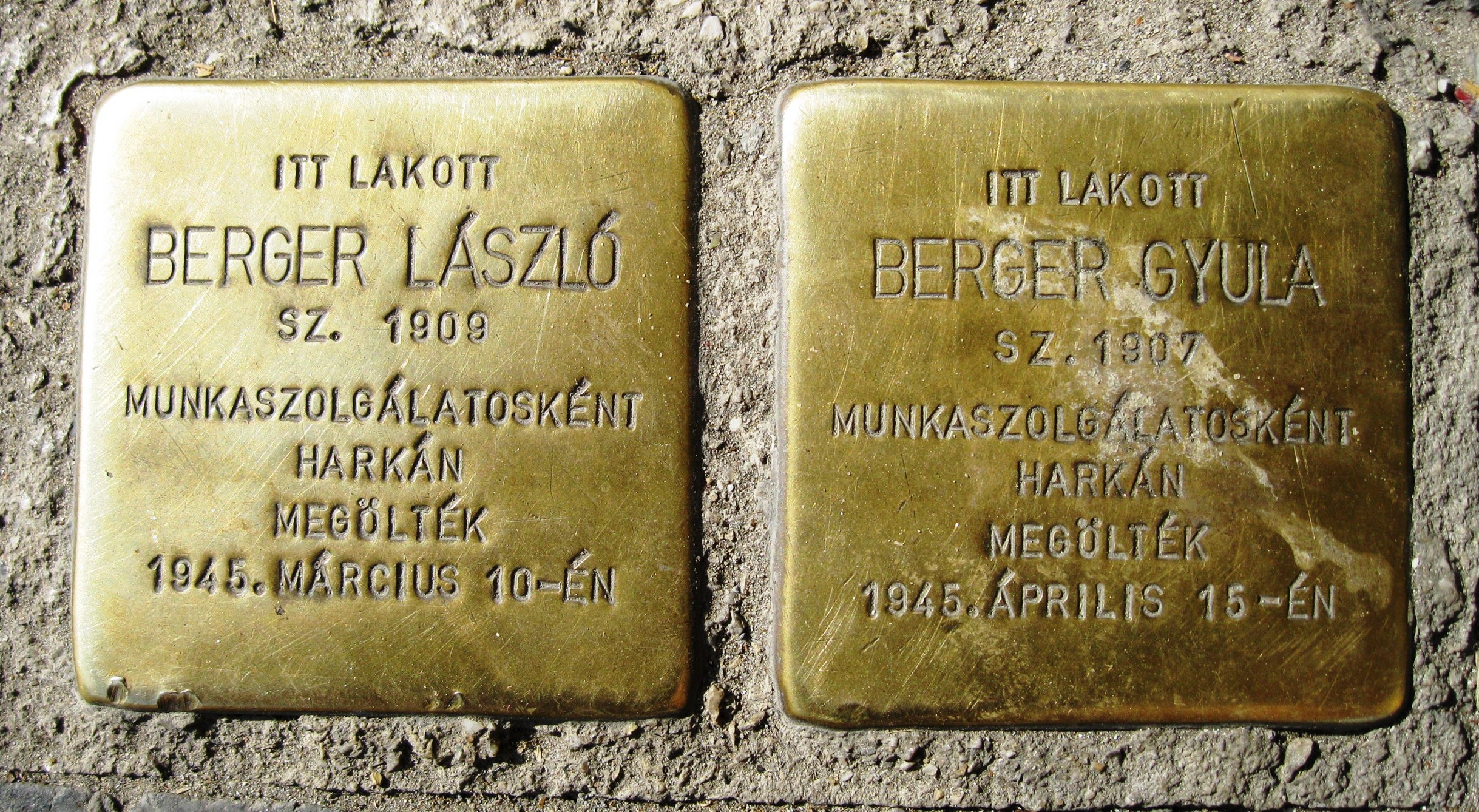
Berger Gyula és Berger László, Kerepesi út 32.
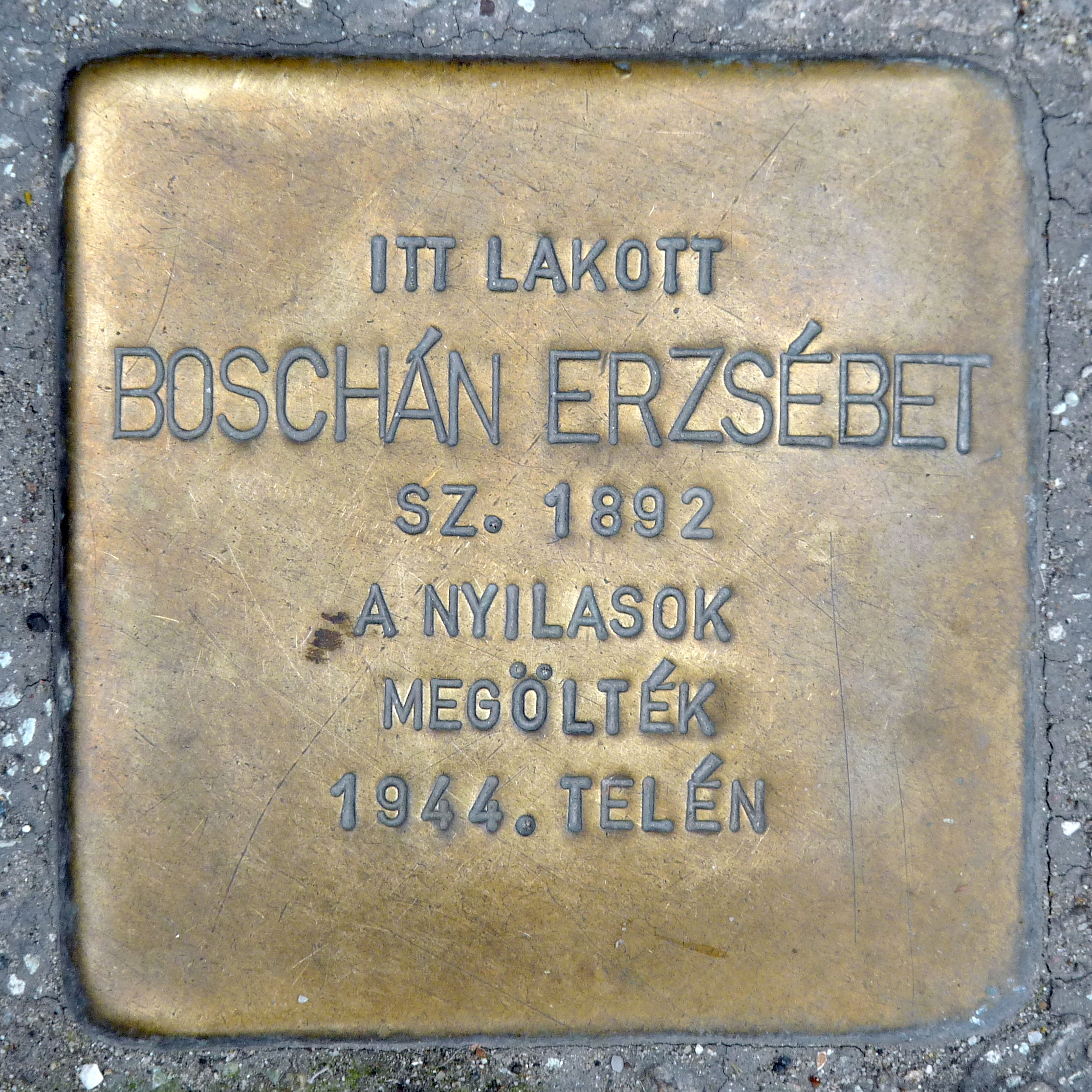
Boschán Erzsébet, Semsey Andor utca 12.
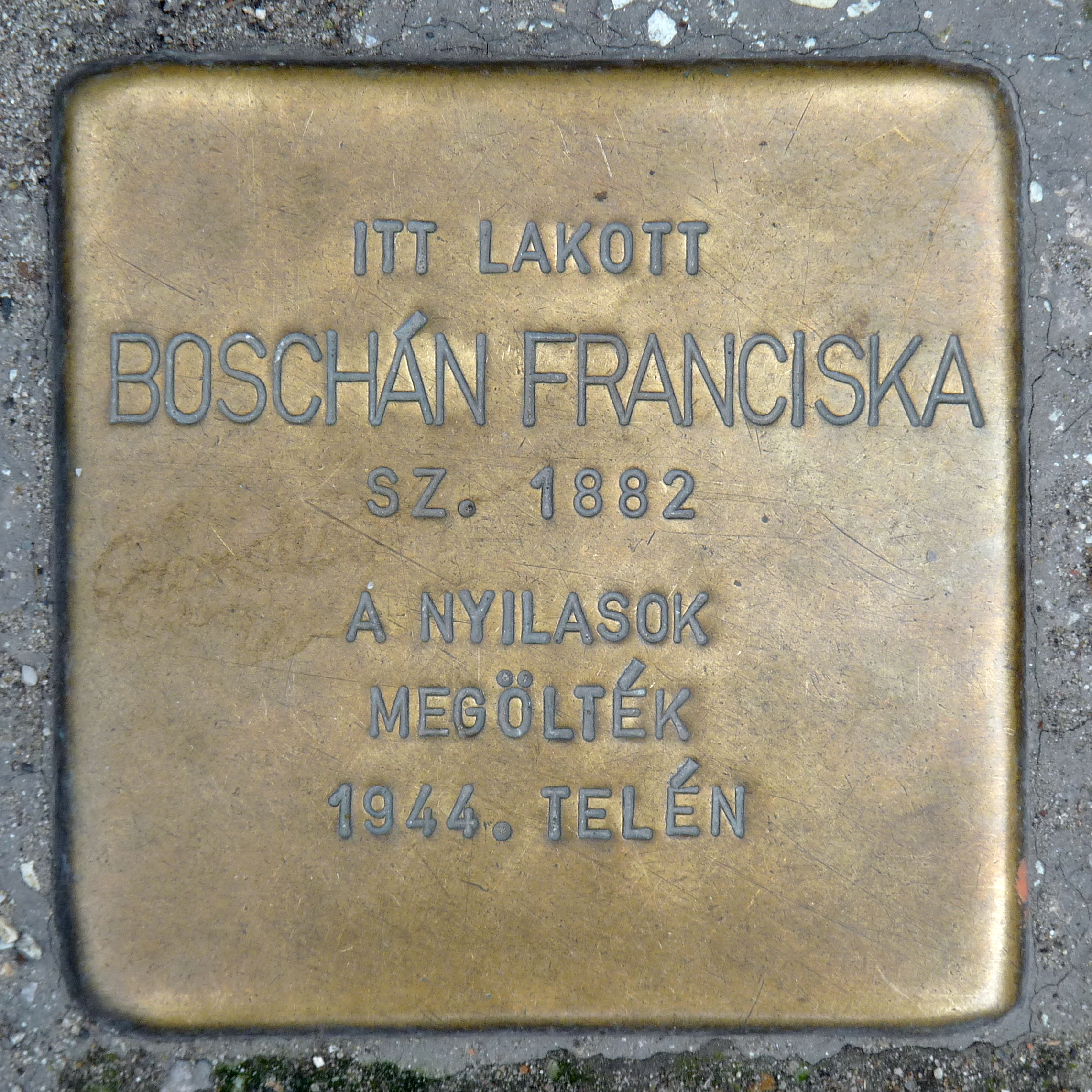
Boschán Franciska, Semsey Andor utca 12.
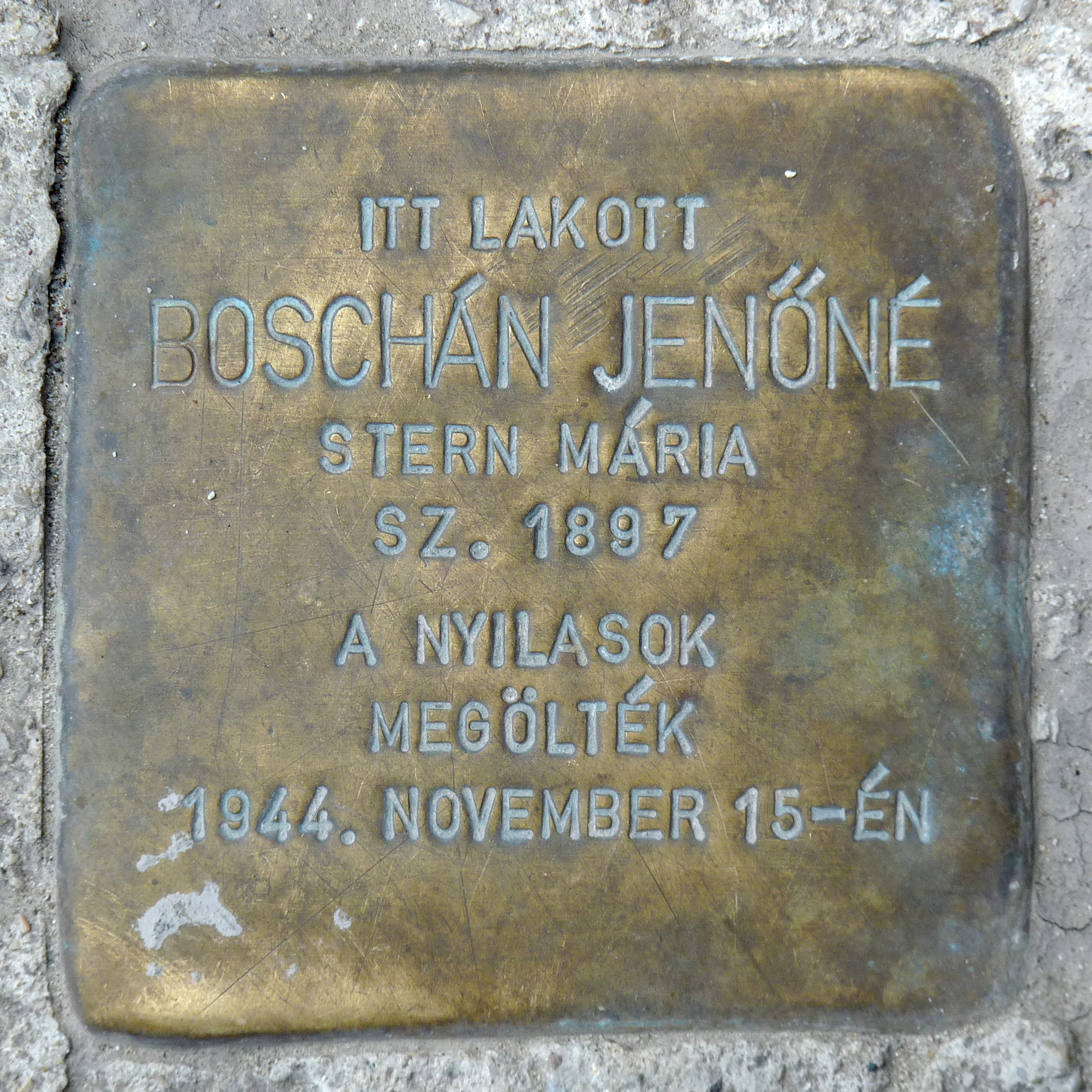
Boschán Jenőné, Stefánia út 16.
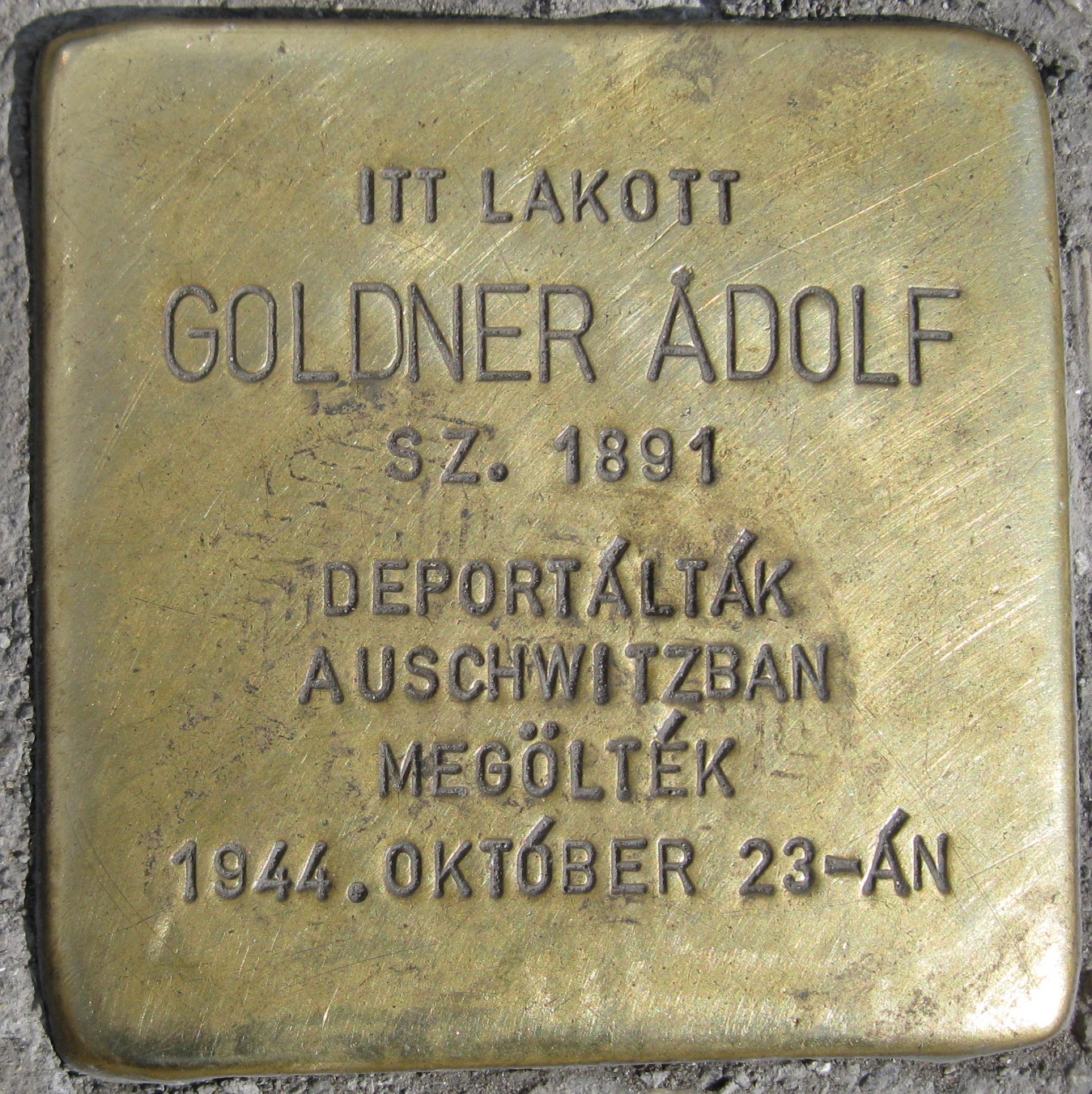
Goldner Adolf, Gizella út 51-57.
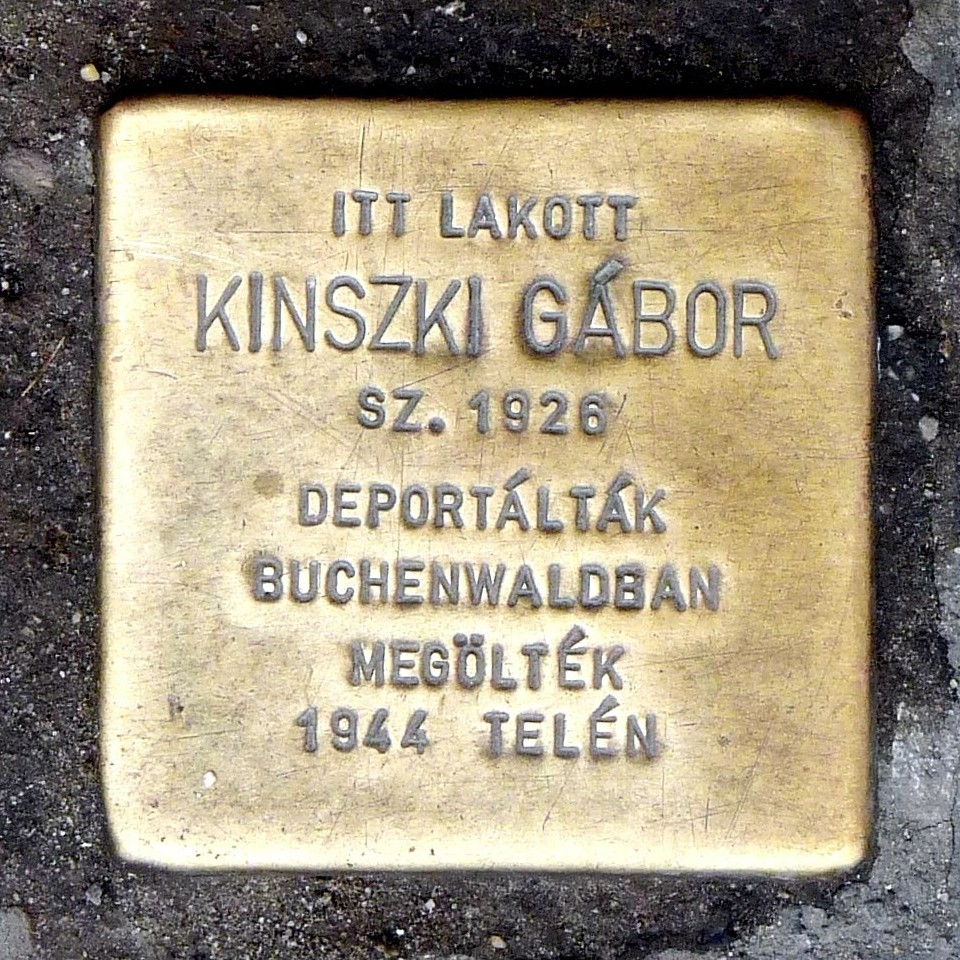
Kinszki Gábor, Róna utca 121.
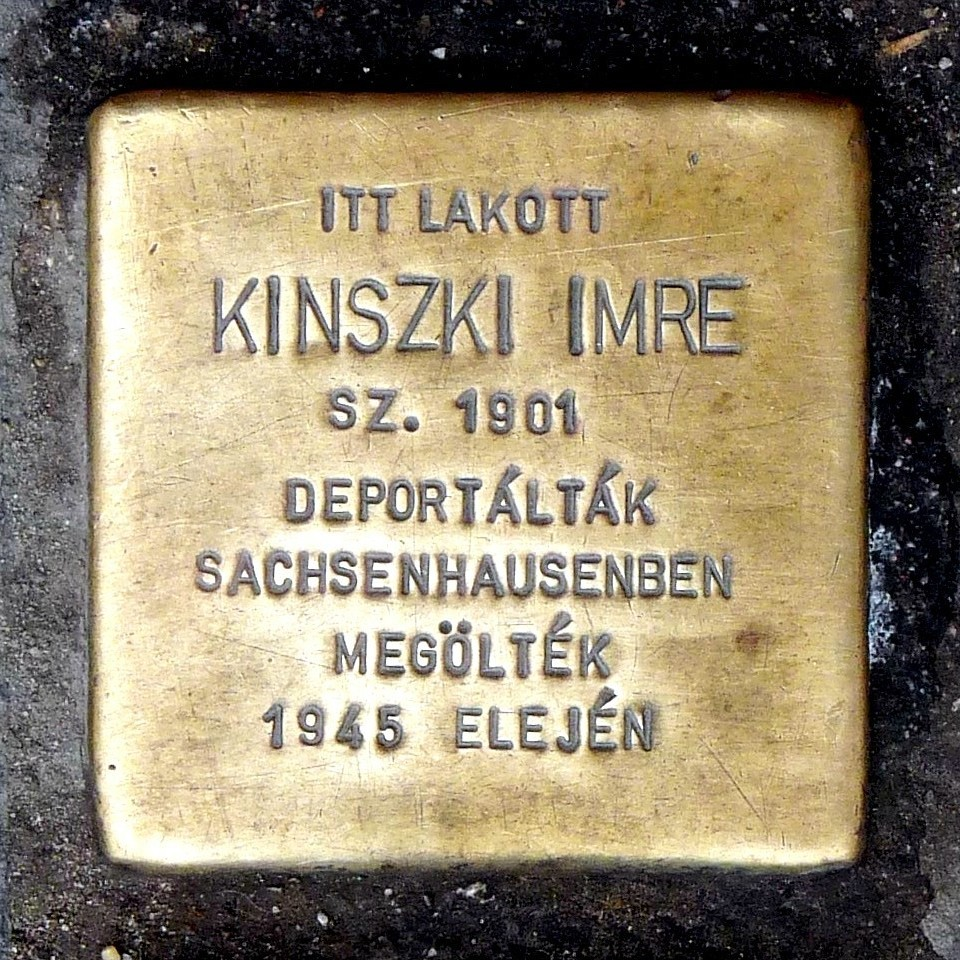
Kinszki Imre, Róna utca 121.
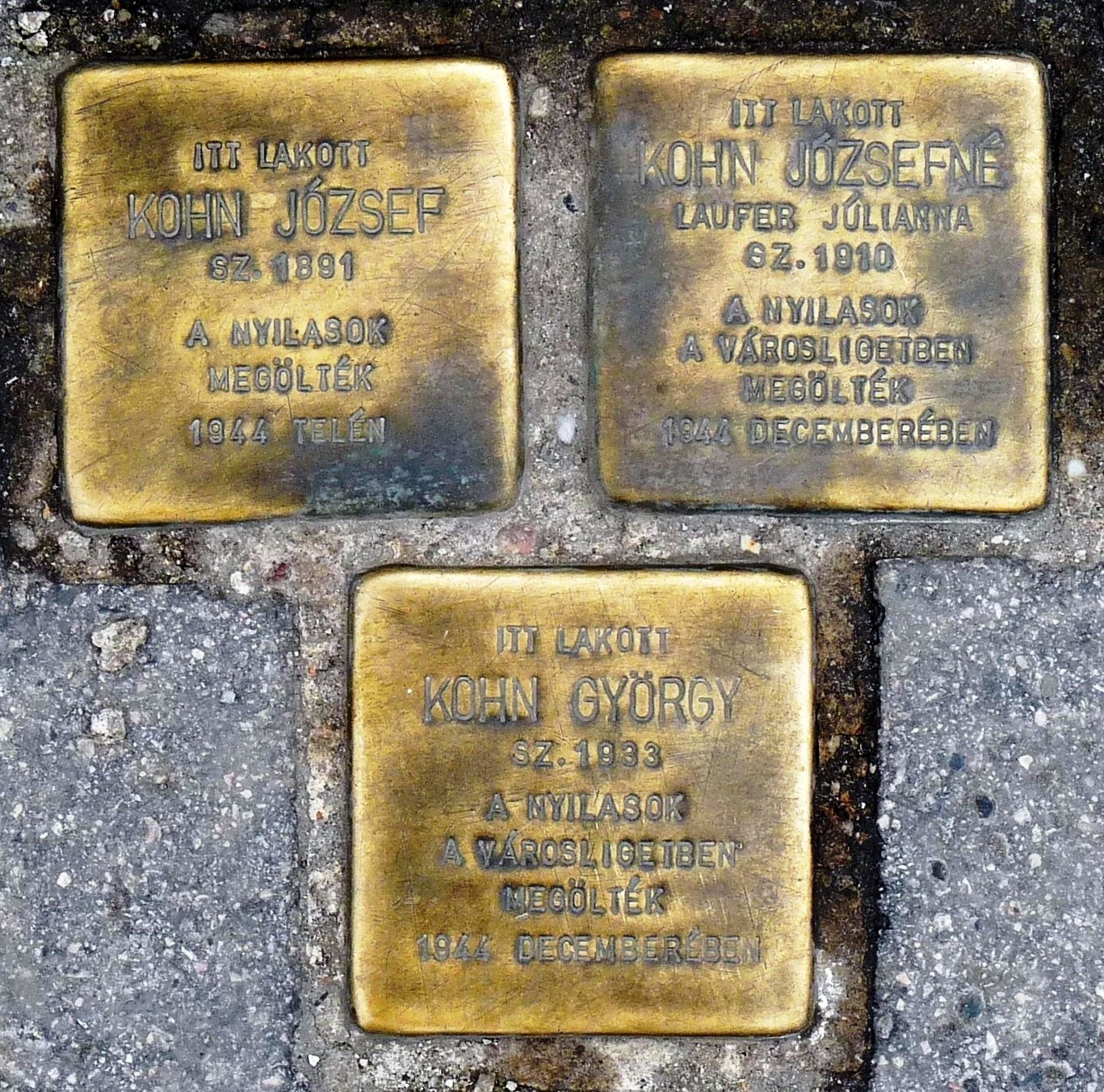
Kohn család, Egressy út 95.
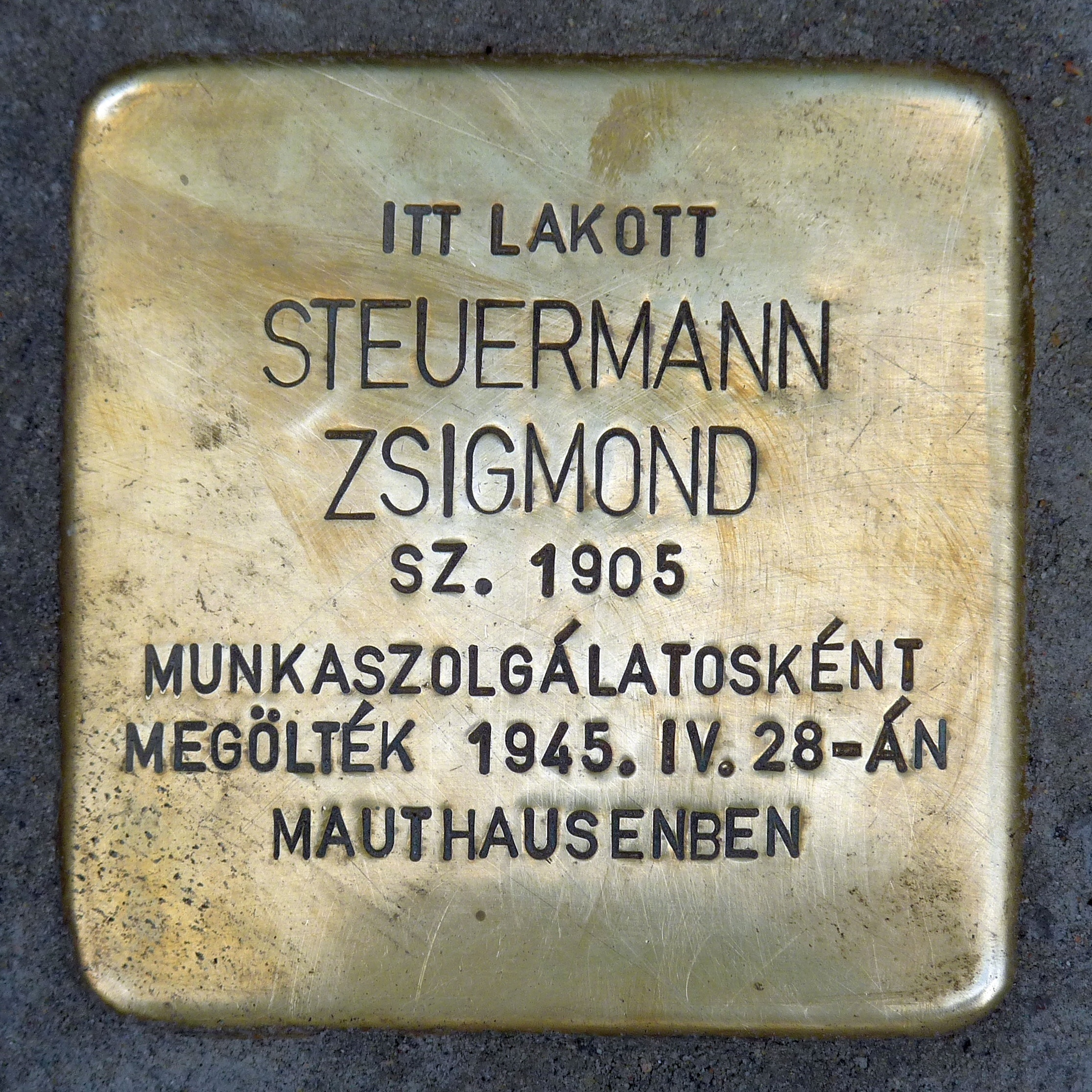
Steuermann Zsigmond, Columbus utca 69/c
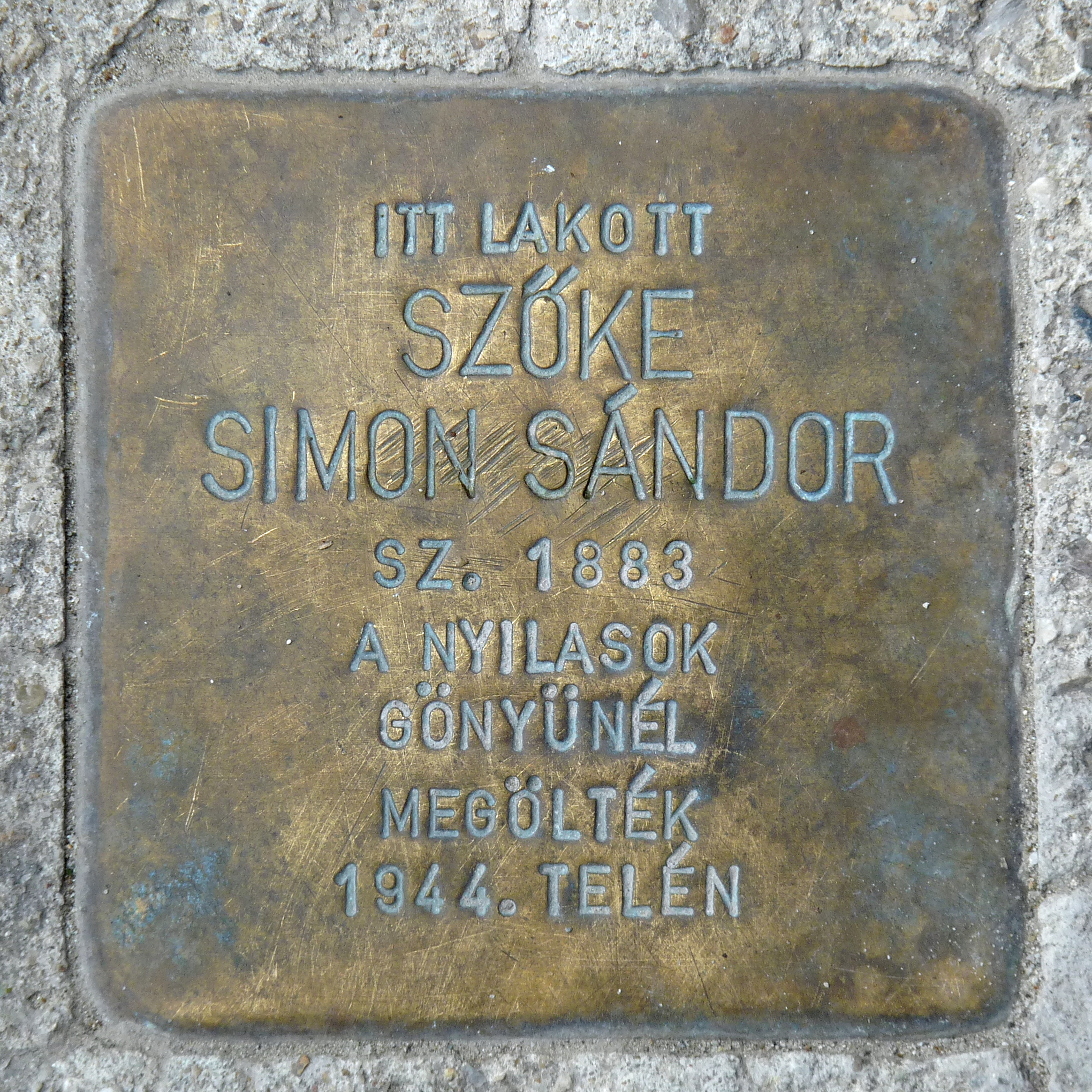
Szőke Simon Sándor, Stefánia út 16.
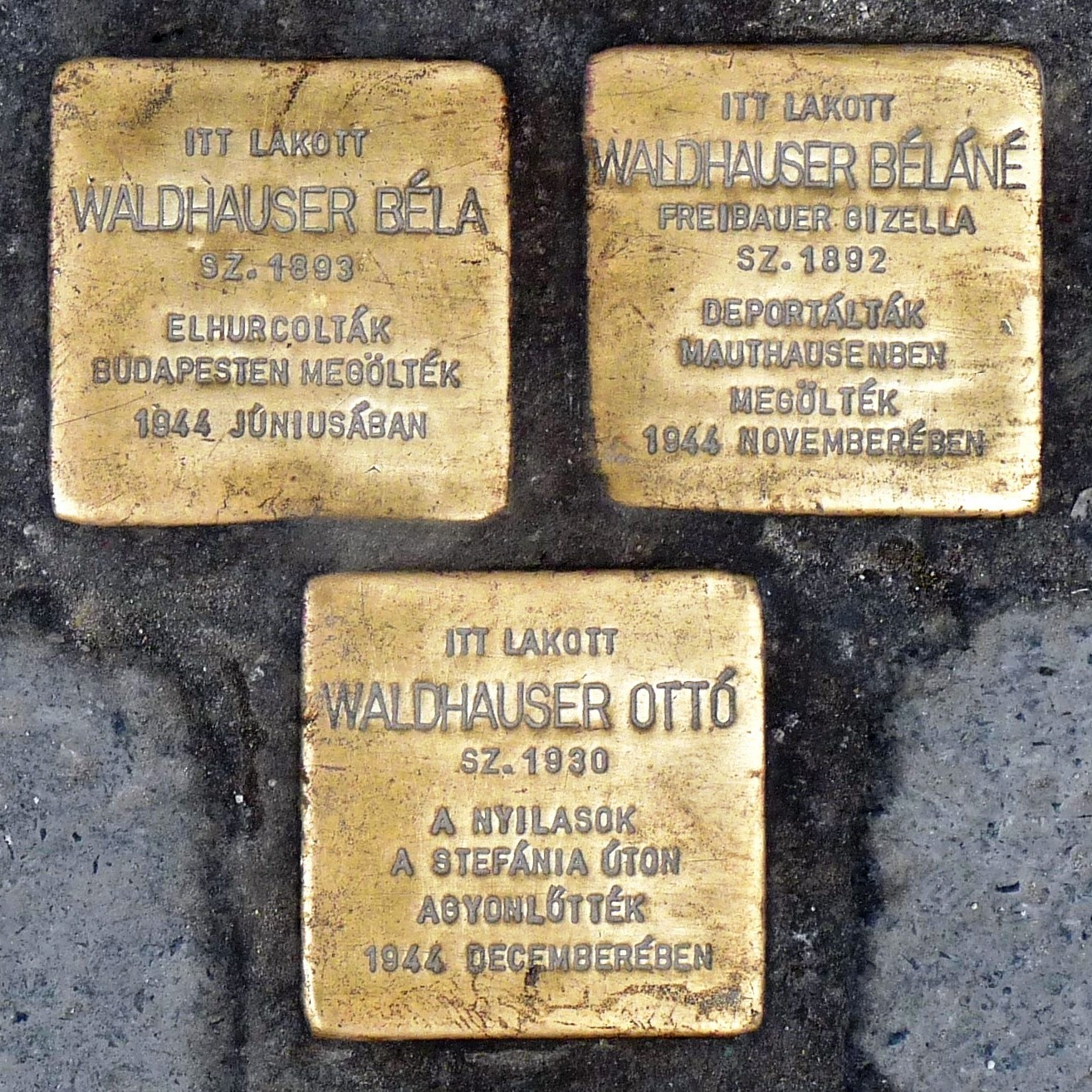
Waldhauser család, Ilka utca 36.

## Utcaindex
| Abonyi utca (6.) Arany Bálint Ajtósi Dürer sor (1.) Albrecht Dürer (15–17.) Szent István Gimnázium Állatkerti út (2.) Latinovits Zoltán Álmos vezér útja (Tihamér utcai sarkon) Álmos vezér Amerikai út (37.) Anton Straka (57.) Zuglói mártírok Angol utca (11.) Del Medico Imre (18.) Nagy László és Szécsi Margit Bánki Donát utca (20.) Bánki Donát Bolgárkertész utca (25.) Bolgárkertészek Bosnyák tér (6/a) 1956-os forradalom, Bagi István, Barkóczy Sándor, Meszlényi Zoltán, Szabó Imre, Szombathelyi László Cházár András utca (4.) Cházár András (10.) Ocskay László (18.) Gádor István (19.) Harmat Artúr Columbus utca (38.) Huszárik Zoltán (57/a) Puskás Ferenc (64.) G. Dénes György (69/c) Steuermann Zsigmond Csernyus utca (88.) Csernus Menyhért Dózsa György út (7.) Dózsa György (17.) Latabár Kálmán (41.) II. János Pál pápa Egressy út (95.) Kohn család Erzsébet királyné útja (11.) Hamvas Béla, Kemény Gábor Felsőbüki Nagy Pál utca (12.) Felsőbüki Nagy Pál Gizella út (51-57.) Goldner Adolf Gyarmat utca (96.) Neuschloss Kornél Hermina út (23.) Liszt Ferenc, Bárczy István, Farkas Imre, Liszt Ferenc Általános Iskola (45.) Róheim Géza, Tisza István Ilka utca (36.) Waldhauser család Kerepesi út (32.) Berger Gyula és Berger László Korong utca (6.) József Attila, Arany Dániel | Kövér Lajos utca (5.) Varga Zoltán Limanova tér (1.) Fejtő Ferenc (11.) limanovai csata Mexikói út (70.) Millenniumi Földalatti Vasút Olof Palme sétány (-) Olof Palme Örs vezér tere (11–14.) Kaján Tibor Őrnagy utca (5–7.) Csanádi Árpád, Csanádi Árpád Általános Iskola, Sportiskola, Középiskola és Pedagógiai Intézet, Cserjesi József és tantestülete Pétervárad utca (2.) Zugló (Rákosváros) elöljárósága 60 éves Rákospatak utca (101.) Török Béla Róna utca (121.) Kinszki Gábor és Kinszki Imre (145.) Harsányi János (171.) Bán Frigyes, Illés György (224.) ifj. Vida Ferenc, ifj. Heé Tibor, Bencze Ernő Semsey Andor utca (12.) Boschán Erzsébet, Boschán Franciska Stefánia út (14.) Böckh János, Lechner Ödön (15.) Török Bódog (16.) Boschán Jenőné, Szőke Simon Sándor (29.) Botka Imre (61.) Hajnal Anna, Keszi Imre (111.) Zala György Szabó József köz (2.) Szabó József Szabó József utca (3.) Millenáris Sportpálya Telepes utca (32.) Bene Géza Thököly út (69.) Slachta Margit, Szociális Testvérek, oltalmazó nővérek és áldozatok (80.) Boros Mátyás és Fischer István (83.) zsidó mártírok (85.) Sarkadi Imre (173.) Zugló kocsiszín I. világháborús halottai I–II. Vajdahunyadvár (–) Alpár Ignác Városligeti körút (11.) Carolina gőzhajó, Magyar repülés úttörői és első repülőterünk Vezér utca (28/b.) Gyurkovics Tibor Zichy Géza utca (10.) László Fülöp |